# 2007
Portal Geschichte | Portal Biografien | Aktuelle Ereignisse | Jahreskalender | Tagesartikel

◄ |
20. Jahrhundert |
21. Jahrhundert

◄ |
1970er |
1980er |
1990er |
2000er
| 2010er | 2020er | 2030er | ►

◄◄ |
◄ |
2003 |
2004 |
2005 |
2006 |
2007
| 2008 | 2009 | 2010 | 2011 | ► | ►►
 Jan.
| Feb.
| Mär.
| Apr.
| Mai
| Jun.
| Jul.
| Aug.
| Sep.
| Okt.
| Nov.
| Dez.
Staatsoberhäupter · Wahlen · Nekrolog  · Literaturjahr · Musikjahr · Filmjahr · Rundfunkjahr · Sportjahr
| Januar | Januar | Januar | Januar | Januar | Januar | Januar | Januar |
| Kw     | Mo     | Di     | Mi     | Do     | Fr     | Sa     | So     |
| ------ | ------ | ------ | ------ | ------ | ------ | ------ | ------ |
| 1      | 1      | 2      | 3      | 4      | 5      | 6      | 7      |
| 2      | 8      | 9      | 10     | 11     | 12     | 13     | 14     |
| 3      | 15     | 16     | 17     | 18     | 19     | 20     | 21     |
| 4      | 22     | 23     | 24     | 25     | 26     | 27     | 28     |
| 5      | 29     | 30     | 31     |        |        |        |        |

| Februar | Februar | Februar | Februar | Februar | Februar | Februar | Februar |
| Kw      | Mo      | Di      | Mi      | Do      | Fr      | Sa      | So      |
| ------- | ------- | ------- | ------- | ------- | ------- | ------- | ------- |
| 5       |         |         |         | 1       | 2       | 3       | 4       |
| 6       | 5       | 6       | 7       | 8       | 9       | 10      | 11      |
| 7       | 12      | 13      | 14      | 15      | 16      | 17      | 18      |
| 8       | 19      | 20      | 21      | 22      | 23      | 24      | 25      |
| 9       | 26      | 27      | 28      |         |         |         |         |

| März | März | März | März | März | März | März | März |
| Kw   | Mo   | Di   | Mi   | Do   | Fr   | Sa   | So   |
| ---- | ---- | ---- | ---- | ---- | ---- | ---- | ---- |
| 9    |      |      |      | 1    | 2    | 3    | 4    |
| 10   | 5    | 6    | 7    | 8    | 9    | 10   | 11   |
| 11   | 12   | 13   | 14   | 15   | 16   | 17   | 18   |
| 12   | 19   | 20   | 21   | 22   | 23   | 24   | 25   |
| 13   | 26   | 27   | 28   | 29   | 30   | 31   |      |

| April | April | April | April | April | April | April | April |
| Kw    | Mo    | Di    | Mi    | Do    | Fr    | Sa    | So    |
| ----- | ----- | ----- | ----- | ----- | ----- | ----- | ----- |
| 13    |       |       |       |       |       |       | 1     |
| 14    | 2     | 3     | 4     | 5     | 6     | 7     | 8     |
| 15    | 9     | 10    | 11    | 12    | 13    | 14    | 15    |
| 16    | 16    | 17    | 18    | 19    | 20    | 21    | 22    |
| 17    | 23    | 24    | 25    | 26    | 27    | 28    | 29    |
| 18    | 30    |       |       |       |       |       |       |

| Mai | Mai | Mai | Mai | Mai | Mai | Mai | Mai |
| Kw  | Mo  | Di  | Mi  | Do  | Fr  | Sa  | So  |
| --- | --- | --- | --- | --- | --- | --- | --- |
| 18  |     | 1   | 2   | 3   | 4   | 5   | 6   |
| 19  | 7   | 8   | 9   | 10  | 11  | 12  | 13  |
| 20  | 14  | 15  | 16  | 17  | 18  | 19  | 20  |
| 21  | 21  | 22  | 23  | 24  | 25  | 26  | 27  |
| 22  | 28  | 29  | 30  | 31  |     |     |     |

| Juni | Juni | Juni | Juni | Juni | Juni | Juni | Juni |
| Kw   | Mo   | Di   | Mi   | Do   | Fr   | Sa   | So   |
| ---- | ---- | ---- | ---- | ---- | ---- | ---- | ---- |
| 22   |      |      |      |      | 1    | 2    | 3    |
| 23   | 4    | 5    | 6    | 7    | 8    | 9    | 10   |
| 24   | 11   | 12   | 13   | 14   | 15   | 16   | 17   |
| 25   | 18   | 19   | 20   | 21   | 22   | 23   | 24   |
| 26   | 25   | 26   | 27   | 28   | 29   | 30   |      |

| Juli | Juli | Juli | Juli | Juli | Juli | Juli | Juli |
| Kw   | Mo   | Di   | Mi   | Do   | Fr   | Sa   | So   |
| ---- | ---- | ---- | ---- | ---- | ---- | ---- | ---- |
| 26   |      |      |      |      |      |      | 1    |
| 27   | 2    | 3    | 4    | 5    | 6    | 7    | 8    |
| 28   | 9    | 10   | 11   | 12   | 13   | 14   | 15   |
| 29   | 16   | 17   | 18   | 19   | 20   | 21   | 22   |
| 30   | 23   | 24   | 25   | 26   | 27   | 28   | 29   |
| 31   | 30   | 31   |      |      |      |      |      |

| August | August | August | August | August | August | August | August |
| Kw     | Mo     | Di     | Mi     | Do     | Fr     | Sa     | So     |
| ------ | ------ | ------ | ------ | ------ | ------ | ------ | ------ |
| 31     |        |        | 1      | 2      | 3      | 4      | 5      |
| 32     | 6      | 7      | 8      | 9      | 10     | 11     | 12     |
| 33     | 13     | 14     | 15     | 16     | 17     | 18     | 19     |
| 34     | 20     | 21     | 22     | 23     | 24     | 25     | 26     |
| 35     | 27     | 28     | 29     | 30     | 31     |        |        |

| September | September | September | September | September | September | September | September |
| Kw        | Mo        | Di        | Mi        | Do        | Fr        | Sa        | So        |
| --------- | --------- | --------- | --------- | --------- | --------- | --------- | --------- |
| 35        |           |           |           |           |           | 1         | 2         |
| 36        | 3         | 4         | 5         | 6         | 7         | 8         | 9         |
| 37        | 10        | 11        | 12        | 13        | 14        | 15        | 16        |
| 38        | 17        | 18        | 19        | 20        | 21        | 22        | 23        |
| 39        | 24        | 25        | 26        | 27        | 28        | 29        | 30        |

| Oktober | Oktober | Oktober | Oktober | Oktober | Oktober | Oktober | Oktober |
| Kw      | Mo      | Di      | Mi      | Do      | Fr      | Sa      | So      |
| ------- | ------- | ------- | ------- | ------- | ------- | ------- | ------- |
| 40      | 1       | 2       | 3       | 4       | 5       | 6       | 7       |
| 41      | 8       | 9       | 10      | 11      | 12      | 13      | 14      |
| 42      | 15      | 16      | 17      | 18      | 19      | 20      | 21      |
| 43      | 22      | 23      | 24      | 25      | 26      | 27      | 28      |
| 44      | 29      | 30      | 31      |         |         |         |         |

| November | November | November | November | November | November | November | November |
| Kw       | Mo       | Di       | Mi       | Do       | Fr       | Sa       | So       |
| -------- | -------- | -------- | -------- | -------- | -------- | -------- | -------- |
| 44       |          |          |          | 1        | 2        | 3        | 4        |
| 45       | 5        | 6        | 7        | 8        | 9        | 10       | 11       |
| 46       | 12       | 13       | 14       | 15       | 16       | 17       | 18       |
| 47       | 19       | 20       | 21       | 22       | 23       | 24       | 25       |
| 48       | 26       | 27       | 28       | 29       | 30       |          |          |

| Dezember | Dezember | Dezember | Dezember | Dezember | Dezember | Dezember | Dezember |
| Kw       | Mo       | Di       | Mi       | Do       | Fr       | Sa       | So       |
| -------- | -------- | -------- | -------- | -------- | -------- | -------- | -------- |
| 48       |          |          |          |          |          | 1        | 2        |
| 49       | 3        | 4        | 5        | 6        | 7        | 8        | 9        |
| 50       | 10       | 11       | 12       | 13       | 14       | 15       | 16       |
| 51       | 17       | 18       | 19       | 20       | 21       | 22       | 23       |
| 52       | 24       | 25       | 26       | 27       | 28       | 29       | 30       |
| 1        | 31       |          |          |          |          |          |          |

| Januar | Januar | Januar | Januar | Januar | Januar | Januar | Januar |
| Kw     | Mo     | Di     | Mi     | Do     | Fr     | Sa     | So     |
| ------ | ------ | ------ | ------ | ------ | ------ | ------ | ------ |
| 1      | 1      | 2      | 3      | 4      | 5      | 6      | 7      |
| 2      | 8      | 9      | 10     | 11     | 12     | 13     | 14     |
| 3      | 15     | 16     | 17     | 18     | 19     | 20     | 21     |
| 4      | 22     | 23     | 24     | 25     | 26     | 27     | 28     |
| 5      | 29     | 30     | 31     |        |        |        |        |

| Februar | Februar | Februar | Februar | Februar | Februar | Februar | Februar |
| Kw      | Mo      | Di      | Mi      | Do      | Fr      | Sa      | So      |
| ------- | ------- | ------- | ------- | ------- | ------- | ------- | ------- |
| 5       |         |         |         | 1       | 2       | 3       | 4       |
| 6       | 5       | 6       | 7       | 8       | 9       | 10      | 11      |
| 7       | 12      | 13      | 14      | 15      | 16      | 17      | 18      |
| 8       | 19      | 20      | 21      | 22      | 23      | 24      | 25      |
| 9       | 26      | 27      | 28      |         |         |         |         |

| März | März | März | März | März | März | März | März |
| Kw   | Mo   | Di   | Mi   | Do   | Fr   | Sa   | So   |
| ---- | ---- | ---- | ---- | ---- | ---- | ---- | ---- |
| 9    |      |      |      | 1    | 2    | 3    | 4    |
| 10   | 5    | 6    | 7    | 8    | 9    | 10   | 11   |
| 11   | 12   | 13   | 14   | 15   | 16   | 17   | 18   |
| 12   | 19   | 20   | 21   | 22   | 23   | 24   | 25   |
| 13   | 26   | 27   | 28   | 29   | 30   | 31   |      |

| April | April | April | April | April | April | April | April |
| Kw    | Mo    | Di    | Mi    | Do    | Fr    | Sa    | So    |
| ----- | ----- | ----- | ----- | ----- | ----- | ----- | ----- |
| 13    |       |       |       |       |       |       | 1     |
| 14    | 2     | 3     | 4     | 5     | 6     | 7     | 8     |
| 15    | 9     | 10    | 11    | 12    | 13    | 14    | 15    |
| 16    | 16    | 17    | 18    | 19    | 20    | 21    | 22    |
| 17    | 23    | 24    | 25    | 26    | 27    | 28    | 29    |
| 18    | 30    |       |       |       |       |       |       |

| Mai | Mai | Mai | Mai | Mai | Mai | Mai | Mai |
| Kw  | Mo  | Di  | Mi  | Do  | Fr  | Sa  | So  |
| --- | --- | --- | --- | --- | --- | --- | --- |
| 18  |     | 1   | 2   | 3   | 4   | 5   | 6   |
| 19  | 7   | 8   | 9   | 10  | 11  | 12  | 13  |
| 20  | 14  | 15  | 16  | 17  | 18  | 19  | 20  |
| 21  | 21  | 22  | 23  | 24  | 25  | 26  | 27  |
| 22  | 28  | 29  | 30  | 31  |     |     |     |

| Juni | Juni | Juni | Juni | Juni | Juni | Juni | Juni |
| Kw   | Mo   | Di   | Mi   | Do   | Fr   | Sa   | So   |
| ---- | ---- | ---- | ---- | ---- | ---- | ---- | ---- |
| 22   |      |      |      |      | 1    | 2    | 3    |
| 23   | 4    | 5    | 6    | 7    | 8    | 9    | 10   |
| 24   | 11   | 12   | 13   | 14   | 15   | 16   | 17   |
| 25   | 18   | 19   | 20   | 21   | 22   | 23   | 24   |
| 26   | 25   | 26   | 27   | 28   | 29   | 30   |      |

| Juli | Juli | Juli | Juli | Juli | Juli | Juli | Juli |
| Kw   | Mo   | Di   | Mi   | Do   | Fr   | Sa   | So   |
| ---- | ---- | ---- | ---- | ---- | ---- | ---- | ---- |
| 26   |      |      |      |      |      |      | 1    |
| 27   | 2    | 3    | 4    | 5    | 6    | 7    | 8    |
| 28   | 9    | 10   | 11   | 12   | 13   | 14   | 15   |
| 29   | 16   | 17   | 18   | 19   | 20   | 21   | 22   |
| 30   | 23   | 24   | 25   | 26   | 27   | 28   | 29   |
| 31   | 30   | 31   |      |      |      |      |      |

| August | August | August | August | August | August | August | August |
| Kw     | Mo     | Di     | Mi     | Do     | Fr     | Sa     | So     |
| ------ | ------ | ------ | ------ | ------ | ------ | ------ | ------ |
| 31     |        |        | 1      | 2      | 3      | 4      | 5      |
| 32     | 6      | 7      | 8      | 9      | 10     | 11     | 12     |
| 33     | 13     | 14     | 15     | 16     | 17     | 18     | 19     |
| 34     | 20     | 21     | 22     | 23     | 24     | 25     | 26     |
| 35     | 27     | 28     | 29     | 30     | 31     |        |        |

| September | September | September | September | September | September | September | September |
| Kw        | Mo        | Di        | Mi        | Do        | Fr        | Sa        | So        |
| --------- | --------- | --------- | --------- | --------- | --------- | --------- | --------- |
| 35        |           |           |           |           |           | 1         | 2         |
| 36        | 3         | 4         | 5         | 6         | 7         | 8         | 9         |
| 37        | 10        | 11        | 12        | 13        | 14        | 15        | 16        |
| 38        | 17        | 18        | 19        | 20        | 21        | 22        | 23        |
| 39        | 24        | 25        | 26        | 27        | 28        | 29        | 30        |

| Oktober | Oktober | Oktober | Oktober | Oktober | Oktober | Oktober | Oktober |
| Kw      | Mo      | Di      | Mi      | Do      | Fr      | Sa      | So      |
| ------- | ------- | ------- | ------- | ------- | ------- | ------- | ------- |
| 40      | 1       | 2       | 3       | 4       | 5       | 6       | 7       |
| 41      | 8       | 9       | 10      | 11      | 12      | 13      | 14      |
| 42      | 15      | 16      | 17      | 18      | 19      | 20      | 21      |
| 43      | 22      | 23      | 24      | 25      | 26      | 27      | 28      |
| 44      | 29      | 30      | 31      |         |         |         |         |

| November | November | November | November | November | November | November | November |
| Kw       | Mo       | Di       | Mi       | Do       | Fr       | Sa       | So       |
| -------- | -------- | -------- | -------- | -------- | -------- | -------- | -------- |
| 44       |          |          |          | 1        | 2        | 3        | 4        |
| 45       | 5        | 6        | 7        | 8        | 9        | 10       | 11       |
| 46       | 12       | 13       | 14       | 15       | 16       | 17       | 18       |
| 47       | 19       | 20       | 21       | 22       | 23       | 24       | 25       |
| 48       | 26       | 27       | 28       | 29       | 30       |          |          |

| Dezember | Dezember | Dezember | Dezember | Dezember | Dezember | Dezember | Dezember |
| Kw       | Mo       | Di       | Mi       | Do       | Fr       | Sa       | So       |
| -------- | -------- | -------- | -------- | -------- | -------- | -------- | -------- |
| 48       |          |          |          |          |          | 1        | 2        |
| 49       | 3        | 4        | 5        | 6        | 7        | 8        | 9        |
| 50       | 10       | 11       | 12       | 13       | 14       | 15       | 16       |
| 51       | 17       | 18       | 19       | 20       | 21       | 22       | 23       |
| 52       | 24       | 25       | 26       | 27       | 28       | 29       | 30       |
| 1        | 31       |          |          |          |          |          |          |

## Jahreswidmungen

### Personen
- Dschalal ad-Din ar-Rumi-Jahr[1] anlässlich seines 800. Geburtstages
- Elisabeth-Jahr[2] anlässlich des 800. Geburtstages der heiligen Elisabeth
- Euler-Jahr[3] anlässlich des 300. Geburtstags von Leonhard Euler
- Senckenberg-Jahr[4] anlässlich des 300. Geburtstages von Johann Christian Senckenberg

### Initiativen
- Europäisches Jahr der Chancengleichheit[5] – im Rahmen der Initiative der EU-Kommission
- Jahr der Geisteswissenschaften[6] im Rahmen der Initiative Wissenschaft im Dialog des BMBF
- Internationales Heliophysikalisches Jahr,[7] an dem sich anlässlich des 50. Jahrestages des Internationalen Geophysikalischen Jahres (1957) alle UN-Staaten beteiligen (IHY2007).
- Jahr des Delfins[8] – u. a. im Rahmen des Abkommens zur Erhaltung von Kleinwalen in der Nord- und Ostsee (ASCOBANS) der UNEP

### Artenschutz

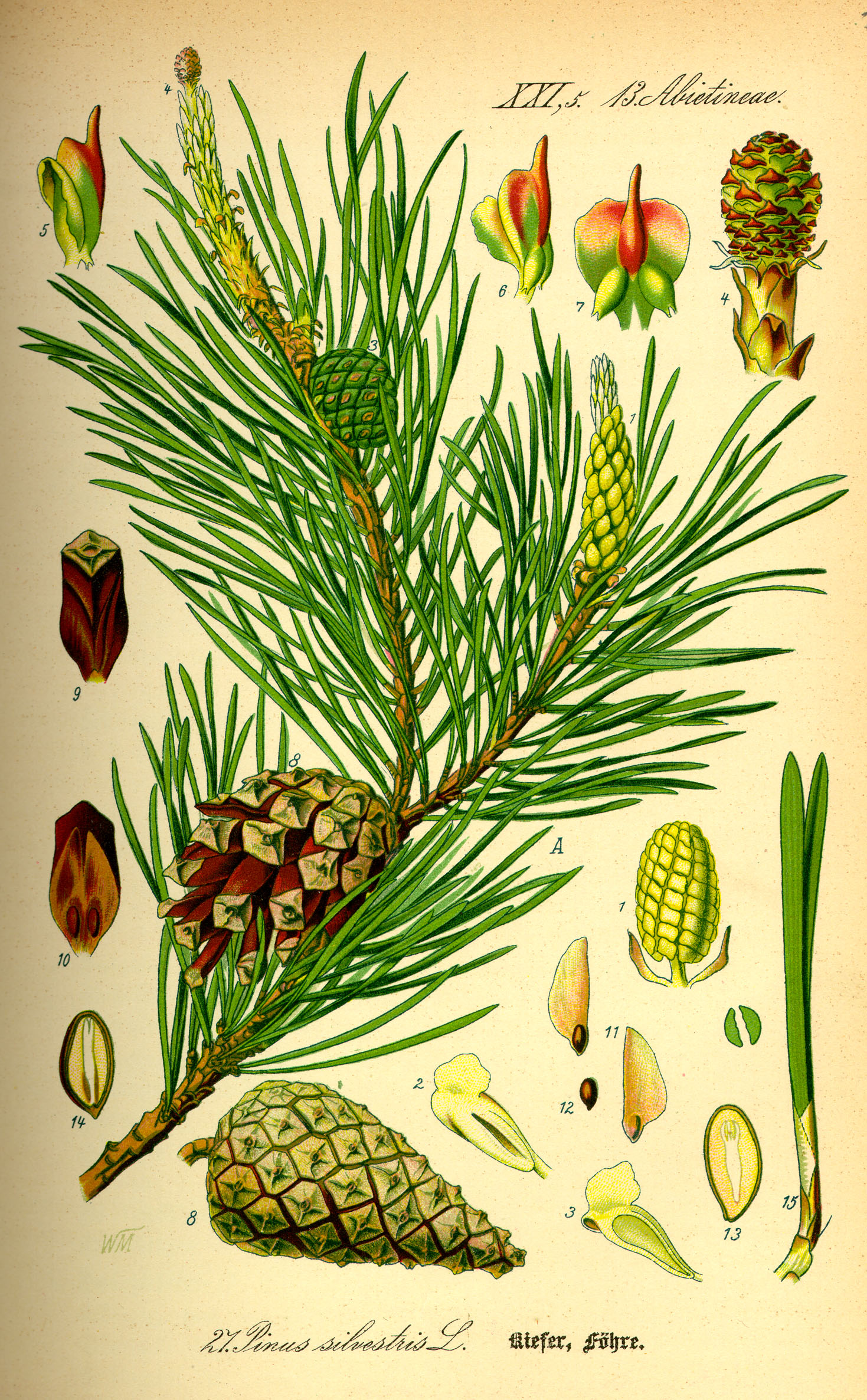
Waldkiefer, Baum des Jahres
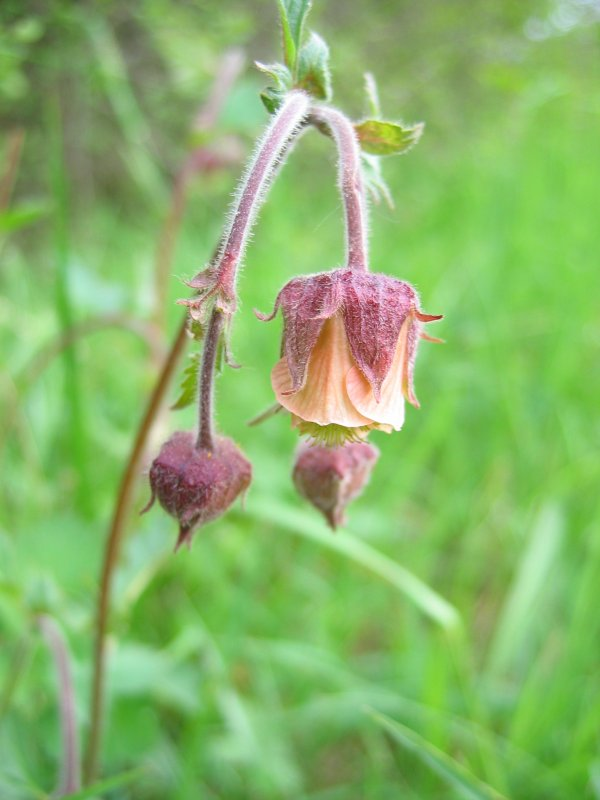
Bach-Nelkenwurz, Blume des Jahres
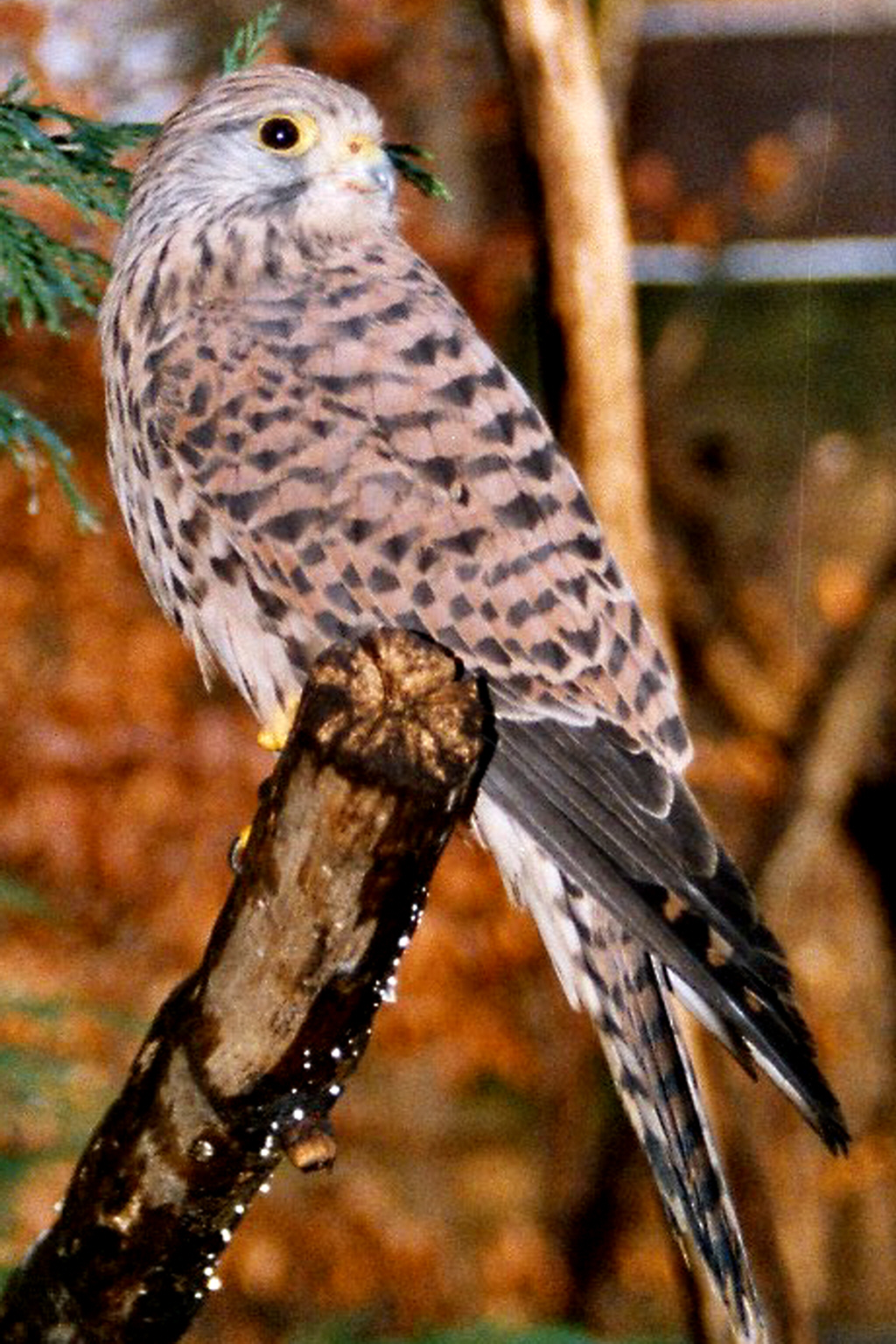
Turmfalke, Vogel des Jahres
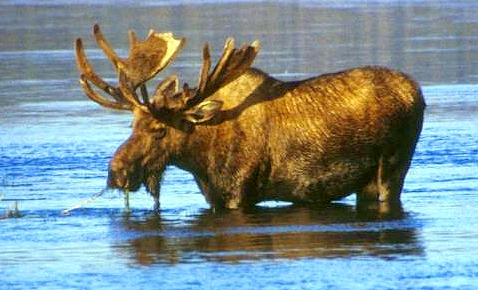
Elch, Wildtier des Jahres

- Die Waldkiefer (Pinus sylvestris) ist Baum des Jahres (Kuratorium Baum des Jahres/Deutschland).
- Die Bach-Nelkenwurz (Geum rivale) ist Blume des Jahres (Stiftung Natur und Pflanzen/Deutschland).
- Die Schleie (Tinca tinca) ist Fisch des Jahres (Verband Deutscher Sportfischer/Deutschland).
- Die Ritterwanze (Lygaeus equestris) ist Insekt des Jahres (Kuratorium Insekt des Jahres/Deutschland).
- Der Turmfalke (Falco tinnunculus) ist Vogel des Jahres (Naturschutzbund Deutschland).
- Der Elch (Alces alces) ist Wildtier des Jahres (Schutzgemeinschaft Deutsches Wild).
- Das Murnau-Werdenfelser-Rind ist die Gefährdete Nutztierrasse des Jahres (Gesellschaft zur Erhaltung alter und gefährdeter Haustierrassen e. V.).
- Die Puppenkernkeule (Cordyceps militaris) ist Pilz des Jahres (Deutsche Gesellschaft für Mykologie)

## Ereignisse

### Politik und Weltgeschehen

#### Januar
- 01. Januar: Die Mehrwertsteuer in Deutschland steigt von 16 auf 19 %.
- 01. Januar: Deutschland übernimmt für ein halbes Jahr die EU-Ratspräsidentschaft.
- 01. Januar: Deutschland übernimmt die Präsidentschaft der Gruppe der Acht.
- 01. Januar: Micheline Calmy-Rey wird 2. Bundespräsidentin der Schweiz.
- 01. Januar: Bulgarien und Rumänien werden 26. und 27. Mitglied der Europäischen Union.
- 01. Januar: Slowenien übernimmt als 13. EU-Land den Euro als Währung.

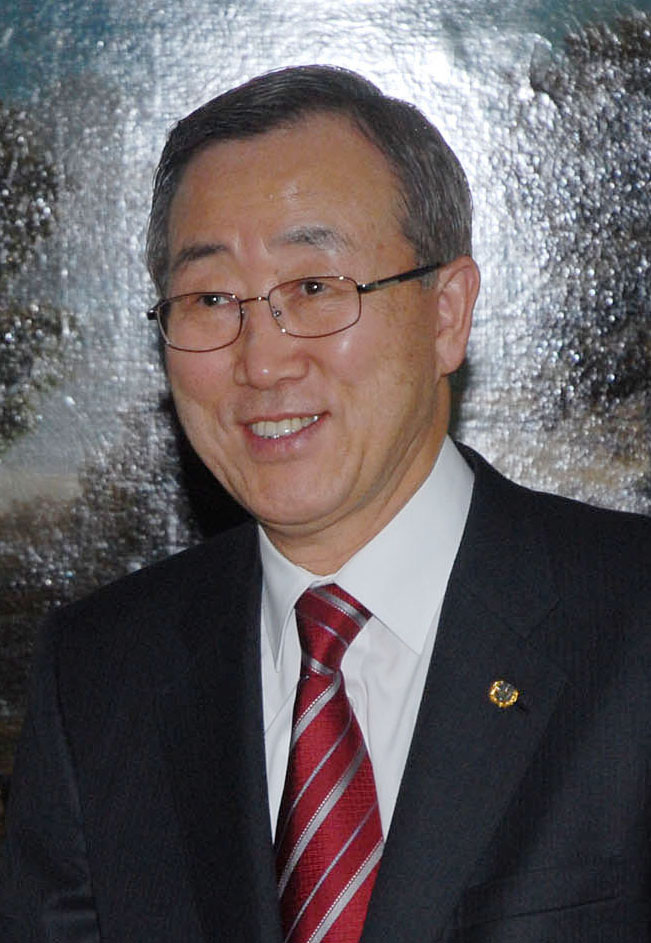
UN-Generalsekretär Ban Ki-moon

- 01. Januar: Der Südkoreaner Ban Ki-moon übernimmt von Kofi Annan das Amt des Generalsekretärs der Vereinten Nationen.
- 03. Januar: Kenia schließt Grenze zu Somalia und schiebt Flüchtlinge ab.
- 08. Januar: Infolge eines Streits mit Belarus unterbricht Russland die Erdgaslieferungen über die Druschba-Trasse nach Deutschland, Polen, Tschechien, der Slowakei und Ungarn für einen Tag.
- 09. Januar: Große Koalition in Österreich.
- 11. Januar: In Österreich wird die Bundesregierung Gusenbauer angelobt.
- 18. Januar: Der bayerische Ministerpräsident Edmund Stoiber gibt seinen Rücktritt zum 30. September 2007 bekannt.[9]

#### Februar
- 02. Februar: Vierter Sachstandsbericht des IPCC, Zusammenfassung für politische Entscheidungsträger: Sechs Szenarien über die Globale Erwärmung
- 02. Februar: Der Deutsche Bundestag verabschiedet die Reform der Krankenversicherung, wonach unter anderem alle Bundesbürger künftig pflichtversichert sein müssen. Jeder Bundesbürger erhält die Möglichkeit, in eine Krankenversicherung aufgenommen zu werden.[10]
- 03. Februar: Ein Selbstmordattentäter zündet auf einem belebten Markt in Bagdad einen mit Sprengstoff beladenen Lastkraftwagen. Bei der Detonation sterben 137 Menschen und mehr als 300 werden verletzt.
- 19. Februar: Bei einem Bombenanschlag auf den Samjhauta-Express in Indien werden 67 Menschen getötet.
- 19. Februar: Das Verbot der Todesstrafe wird in die französische Verfassung aufgenommen. Die im Kongress versammelten Abgeordneten von Nationalversammlung und Senat beschließen die Änderung mit 828 zu 26 Stimmen.
- 26. Februar: Serbien hat sich nach Auffassung des Internationalen Gerichtshofs der Vereinten Nationen (IGH) nicht des Völkermords im Bosnienkrieg schuldig gemacht.
- 27. Februar: Das deutsche Bundesverfassungsgericht in Karlsruhe stärkt die Pressefreiheit.[11]

#### März
- 09. März: Die Europäische Union verpflichtet sich verbindlich, den Ausstoß von Treibhausgasen bis 2020 um ein Fünftel im Vergleich zu 1990 zu verringern.[12]
- 09. März: Der Bundestag verabschiedet entgegen den Protesten der Gewerkschaften die Rente mit 67 Jahren.[13]
- 09. März: Der Deutsche Bundestag beschließt die Entsendung von Tornados nach Afghanistan. Daraufhin kommt es zu Terrorwarnungen der al-Qaida im Internet.
- 23. März: In den verschiedenen Mitgliedsstaaten der EU beginnen die Feierlichkeiten und Gedenkstunden der Parlamente zum 50. Jahrestag der Römischen Verträge.
- 25. März: In Berlin unterzeichnen anlässlich der Feierlichkeiten zu den Römischen Verträgen die 27 Regierungsvertreter der EU eine gemeinsame Erklärung zur Europäischen Union.[14]

#### April
- 16. April: Beim Amoklauf an der Virginia Tech in Blacksburg, Virginia, werden beim zweitfolgenschwersten Zwischenfall dieser Art in der Geschichte der Vereinigten Staaten 32 Universitätsangehörige erschossen, bevor der Täter, der 23-jährige Cho Seung-Hui, Suizid begeht.
- 21. April: Nigeria wählt zum ersten Mal den Nachfolger für einen Präsidenten, der wegen Amtsterminbeschränkung nicht mehr antreten darf. Umaru Yar’Adua übernimmt das Amt von Olusegun Obasanjo.
- 30. April: Bundeskanzlerin Angela Merkel besucht mit einer Wirtschaftsdelegation Washington und unterschreibt mit US-Präsident George W. Bush ein transatlantisches Wirtschaftsbündnis.

#### Mai
- 02. Mai: Königin Elizabeth von Großbritannien beginnt einen Besuch in den USA.
- 06. Mai: Der UMP-Kandidat Nicolas Sarkozy besiegt mit 53,06 Prozent der Stimmen in der Stichwahl bei der französischen Präsidentschaftswahl die sozialistische Bewerberin Ségolène Royal.
- 07. Mai: Bundespräsident Horst Köhler lehnt die Begnadigung des RAF-Mitgliedes Christian Klar ab.
- 13. Mai: Mit der Wahl zur Bremischen Bürgerschaft findet die einzige Wahl eines deutschen Landesparlamentes 2007 statt.
- 25. Mai: Der Bundestag senkt mit den Stimmen der Großen Koalition die Unternehmensteuern.[15]

#### Juni

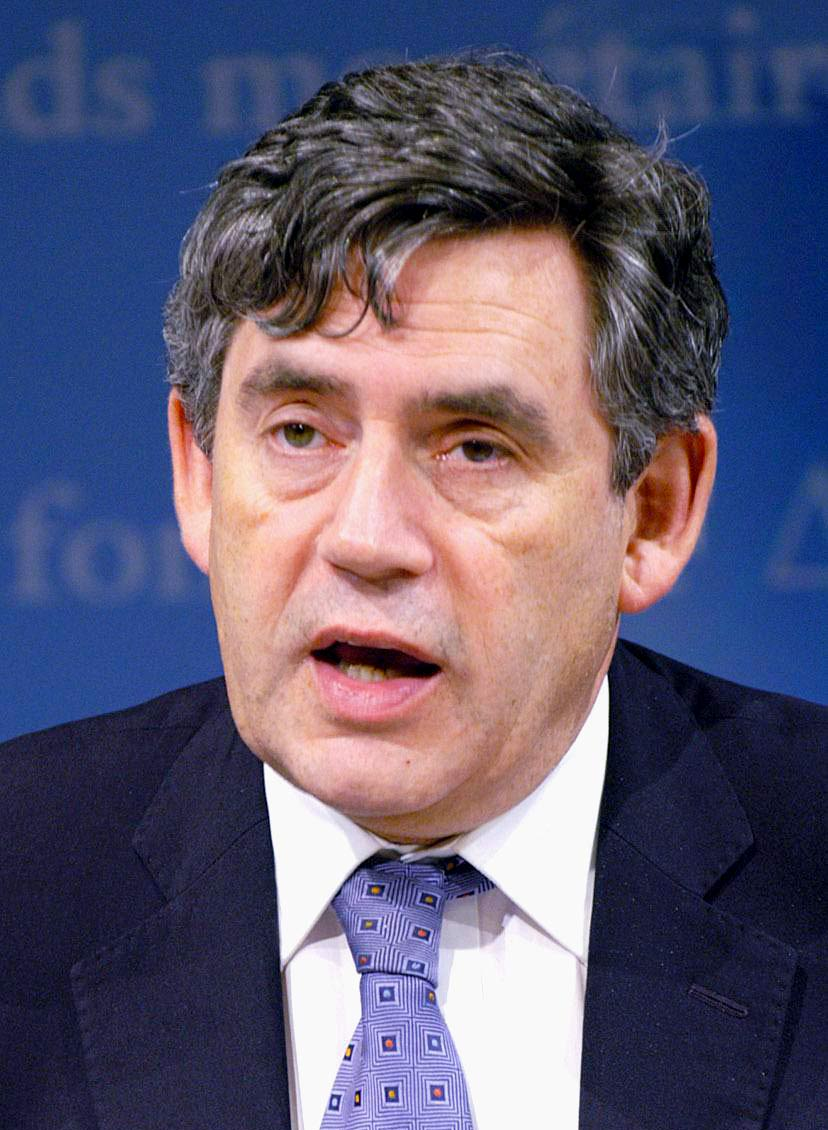
Gordon Brown

- 06. bis 8. Juni: In Heiligendamm findet der G8-Gipfel statt. Die Staats- und Regierungschefs der acht größten Industrienationen waren hier zusammengekommen, um insbesondere über die Themen Klimaschutz, Finanzmärkte und Hilfe für Afrika zu diskutieren.
- 10. Juni: In Köln geht der Deutsche Evangelische Kirchentag 2007 zu Ende. Rund eine Million Besucher kamen vom 7. bis 10. Juni zu den 3.000 Veranstaltungen.[16]
- 10. Juni: Parlamentswahlen in Belgien
- 10./17. Juni: Parlamentswahlen in Frankreich
- 16. Juni: In Berlin wird aus der WASG und der Linkspartei.PDS die Partei Die Linke neu gebildet. Vorsitzende werden Oskar Lafontaine und Lothar Bisky.
- 16. Juni: Der Lötschberg-Basistunnel, ein 34,6 Kilometer langer Eisenbahntunnel, wird offiziell in Betrieb genommen. Er ist ein Teil der NEAT (Neue Eisenbahn-Alpentransversale).
- 21. Juni/22. Juni: Die Grundzüge des EU-Grundlagenvertrags werden vom Europäischen Rat bei seinem Gipfel in Brüssel beschlossen.[17]
- 27. Juni: Gordon Brown löst Tony Blair als Premierminister des Vereinigten Königreichs ab.

#### Juli

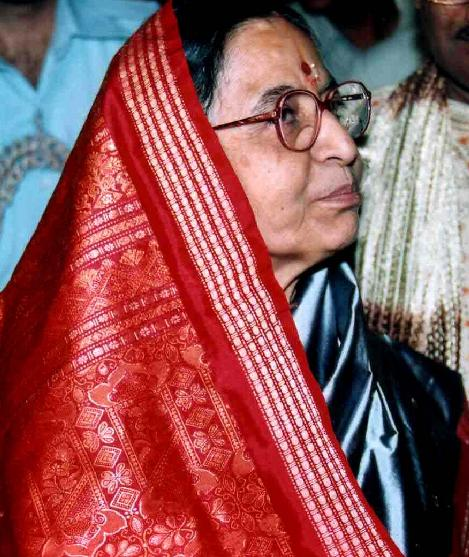
Pratibha Patil

- 01. Juli: Portugal übernimmt für ein halbes Jahr die EU-Ratspräsidentschaft
- 10. Juli: Die Rote Moschee in Islamabad, Pakistan wird gestürmt.
- 19. Juli: Pratibha Patil wird in Indien zur Präsidentin gewählt.
- 31. Juli: Die Operation Banner geht zu Ende. Sie bezeichnet den längsten Einsatz britischer Streitkräfte aller Zeiten, die Truppenstationierung seit 1969 in Nordirland zur Verhinderung eines Bürgerkriegs.

#### August
- 14. August: Bei koordinierten Selbstmordattentaten gegen jesidische Städte im Nordirak werden mindestens 500 Menschen getötet.
- 28. August: Abdullah Gül wird elfter Staatspräsident der Türkei.

#### September

Flagge von Myanmar

- In Deutschland breitet sich die Blauzungenkrankheit aus.[18]
- 06. September: Der mutmaßliche Al-Kibar-Reaktor in Syrien wird bombardiert.
- 16. September: Parlamentswahlen in Griechenland.
- 22. September: In Myanmar kommt es zu landesweiten Demonstrationen durch Zehntausende buddhistische Mönche, denen sich nach einigen Tagen immer mehr Bürger anschließen.[19]
- 29. September: Erwin Huber wird zum neuen Vorsitzenden der Christlich-Sozialen Union gewählt.
- 30. September: Edmund Stoiber beendet seine Amtszeit als bayerischer Ministerpräsident. Nachfolger wird der bisherige bayerische Innenminister Günther Beckstein.
- 30. September: Parlamentswahlen in der Ukraine.

#### Oktober
- 06. Oktober: Präsidentschaftswahlen in Pakistan
- 14. Oktober: Parlamentswahlen in Togo
- 19. Oktober: In Lissabon einigen sich die EU-Regierungschefs auf den Vertrag von Lissabon.[20]
- 20. Oktober: Gouverneurswahlen in Louisiana, USA
- 21. Oktober: Die Schweizer Parlamentswahlen 2007 gewinnen die rechtskonservative Partei SVP sowie die Grüne Partei der Schweiz.[21]
- 21. Oktober: Bei den Präsidentschaftswahlen in Slowenien hat kein Kandidat die absolute Mehrheit erreicht, so dass am 11. November 2007 eine Stichwahl stattfindet.
- 21. Oktober: Die Parlamentswahlen in Polen 2007 gewinnt die liberale Partei Platforma Obywatelska deutlich vor der konservativen Partei Recht und Gerechtigkeit.
- 21. Oktober: Das Referendum zur Direktwahl des Präsidenten in der Türkei bestätigt eine Verfassungsänderung, wonach der Präsident zukünftig direkt vom Volk gewählt wird.
- 23. Oktober: Präsidentschaftswahlen in Libanon
- 27. Oktober: Shura-Wahlen in Oman
- 28. Oktober: Bei den Präsidentschaftswahlen in Argentinien wird bereits im ersten Wahlgang Cristina Fernández de Kirchner zur ersten Präsidentin Argentiniens gewählt. Gleichzeitig werden die Hälfte der Parlamentsmitglieder und ein Drittel der Senatoren neu gewählt.

#### November
- 03. November: In Pakistan erklärt der Präsident Pervez Musharraf den Ausnahmezustand und schickt Polizeikräfte auf die Straße, nachdem es zu Ausschreitungen gekommen ist. Es herrscht staatliche Zensur des Fernsehens und der Medien. Die anstehenden Parlamentswahlen werden ausgesetzt.[22]
- 04. November: Zweite Runde der Präsidentschaftswahlen in Guatemala: Álvaro Colom Caballeros gewinnt die Stichwahlen.
- 05. November: Parlamentswahlen in Trinidad und Tobago
- 06. November: Gouverneurswahlen in Kentucky und Mississippi – Während der republikanische Gouverneur Haley Reeves Barbour in Mississippi sein Amt verteidigt, gewinnt im Bundesstaat Kentucky der demokratische Herausforderer Steve Beshear gegen Ernie Fletcher.
- 11. November: Gewinner der zweiten Runde der Präsidentschaftswahlen in Slowenien wird Danilo Türk, der das Amt am 23. Dezember 2007 antritt.
- 13. November: Parlamentswahlen Dänemark 2007
- Berlin/Deutschland: Der deutsche Vizekanzler und Bundesminister für Arbeit und Soziales Franz Müntefering tritt aus familiären Gründen von seinen Ämtern zurück. Neuer Arbeitsminister wird Olaf Scholz, neuer Vizekanzler wird Frank-Walter Steinmeier.

Kevin Rudd

- 17. November: Parlamentswahlen im Kosovo
- 19. November: Parlamentswahlen auf den Marshallinseln
- 20. November: Parlamentswahlen in Jordanien
- Warschau/Polen: In seiner ersten Regierungserklärung kündigt Polens neuer Ministerpräsident Donald Tusk die rasche Ratifizierung des Vertrags von Lissabon, die Einführung des Euro und bessere Beziehungen zu den Nachbarn Deutschland und Russland an.[23]
- 24. November: Parlamentswahlen in Australien 2007 – die sozialdemokratische Labor Party gewinnt die Parlamentswahl. Der neue Premierminister Kevin Rudd kündigt an, das Kyoto-Protokoll zu ratifizieren.[24]
- 24. November: Konsistorium mit Amtseinsetzung 23 neuer Kardinäle
- 25. November: Parlamentswahlen in Kroatien
- 27. November: Internationale Nahostkonferenz in Annapolis (Maryland), USA

#### Dezember
- 02. Dezember: Russische Parlamentswahlen 2007 zur Duma der Russischen Föderation
- 03. Dezember: UN-Klimakonferenz auf Bali
- 08. Dezember: Zweitägiger EU-Afrika-Gipfel beginnt in Lissabon
- 09. Dezember: Der Gründungsvertrag für die Bank des Südens wird von den Staatschefs der sieben südamerikanischen Mitgliedsstaaten geschlossen.
- 10. Dezember: In Argentinien übernimmt Cristina Fernández de Kirchner das Präsidentenamt von ihrem Ehemann Néstor Kirchner
- 12. Dezember: Europa: Proklamation der Grundrechtecharta[25]

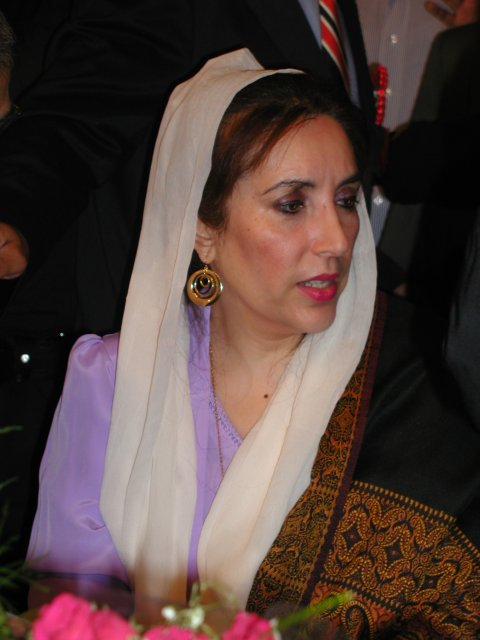
Benazir Bhutto

- 12. Dezember: Bundesratswahlen in der Schweiz: Christoph Blocher abgewählt; die vereinigte Bundesversammlung wählt an seiner Stelle Eveline Widmer-Schlumpf zur Bundesrätin.
- 13. Dezember: Im Vertrag von Lissabon einigen sich die Mitgliedsstaaten auf Reformen im politischen System der Europäischen Union. Das Vertragswerk tritt am 1. Dezember 2009 in Kraft.
- 14. Dezember: In Pakistan determiniertes Ende des Ausnahmezustandes
- 19. Dezember: Präsidentschaftswahlen in Südkorea
- 20. Dezember: Der deutsche Bundesratspräsident Ole von Beust gedenkt in der Rede zu Ehren der Opfer der Sinti und Roma erstmals auch der Angehörigen der eigenständigen Gruppe der Jenischen und anderer Fahrender.[26]
- 21. Dezember: Europa – Estland, Lettland, Litauen, Polen, Tschechien, Slowakei, Ungarn, Slowenien und Malta werden Mitglieder des Schengen-Raums
- 23. Dezember: Parlamentswahlen in Thailand
- 23. Dezember: Präsidentschaftswahlen in Usbekistan
- 27. Dezember: Rawalpindi/Pakistan: Die Oppositionsführerin und ehemalige Premierministerin Benazir Bhutto stirbt bei einem Attentat nach einer Wahlkampfveranstaltung.[27]
- 30. Dezember: 10.000 Aleviten protestieren in Köln gegen den Tatort-Krimi Wem Ehre gebührt.[28]

### Wirtschaft
- Die zwei reichsten Menschen auf der Welt besaßen mehr Geld, als die 45 ärmsten Länder pro Jahr (2007) erwirtschafteten.[29]
- In Deutschland wird erstmals seit 1969 ein ausgeglichener Staatshaushalt erreicht und die Erhöhung der Staatsverschuldung gestoppt.[30]
- 01. Januar: In Deutschland wird ein Elektronisches Handels- und Genossenschaftsregister geschaffen.
- 02. Januar: Eröffnung des Insolvenzverfahrens der BenQ-Siemens-Werke Bocholt, Kamp-Lintfort, München.
- 22. Januar: Beginn des Übernahmepokers um den Konzern REpower Systems zwischen den Konzernen AREVA und Suzlon Energy
- 31. Januar: Tata Steel übernimmt das europäische Stahlunternehmen Corus.
- 11. Februar: Hindalco Industries übernimmt das kanadische Unternehmen Novelis.[31]
- 07. August: Beginn der Finanzkrise ab 2007 in den USA[32]
- 29. September: Die vier Kühltürme des ersten britischen Kernkraftwerks Calder Hall werden kontrolliert gesprengt. Die atomare Anlage zur kommerziellen Stromerzeugung selbst ist 2003 außer Betrieb genommen worden.
- 09. Oktober: Der Dow-Jones-Index erreicht einen neuen Höchststand mit 14.164,53 Punkten.
- 29. Oktober: Gründung von Better Place
- 05. November: Erdöl- und Goldpreis erreichen Rekordniveau. Der Euro klettert auf seinen höchsten Stand, während der Dollar schwächelt.[33]
- 16. November: Edeka übernimmt das Lebensmittelunternehmen Plus von Tengelmann.[34]
- 09. Dezember: Mit dem Fahrplanwechsel beginnt der reguläre Zugverkehr durch den Lötschberg-Basistunnel, ein wichtiges Glied in der Alpentransversale.
- Das deutsche Unternehmen Puma wird vom französischen Unternehmen PPR übernommen.

### Wissenschaft und Technik

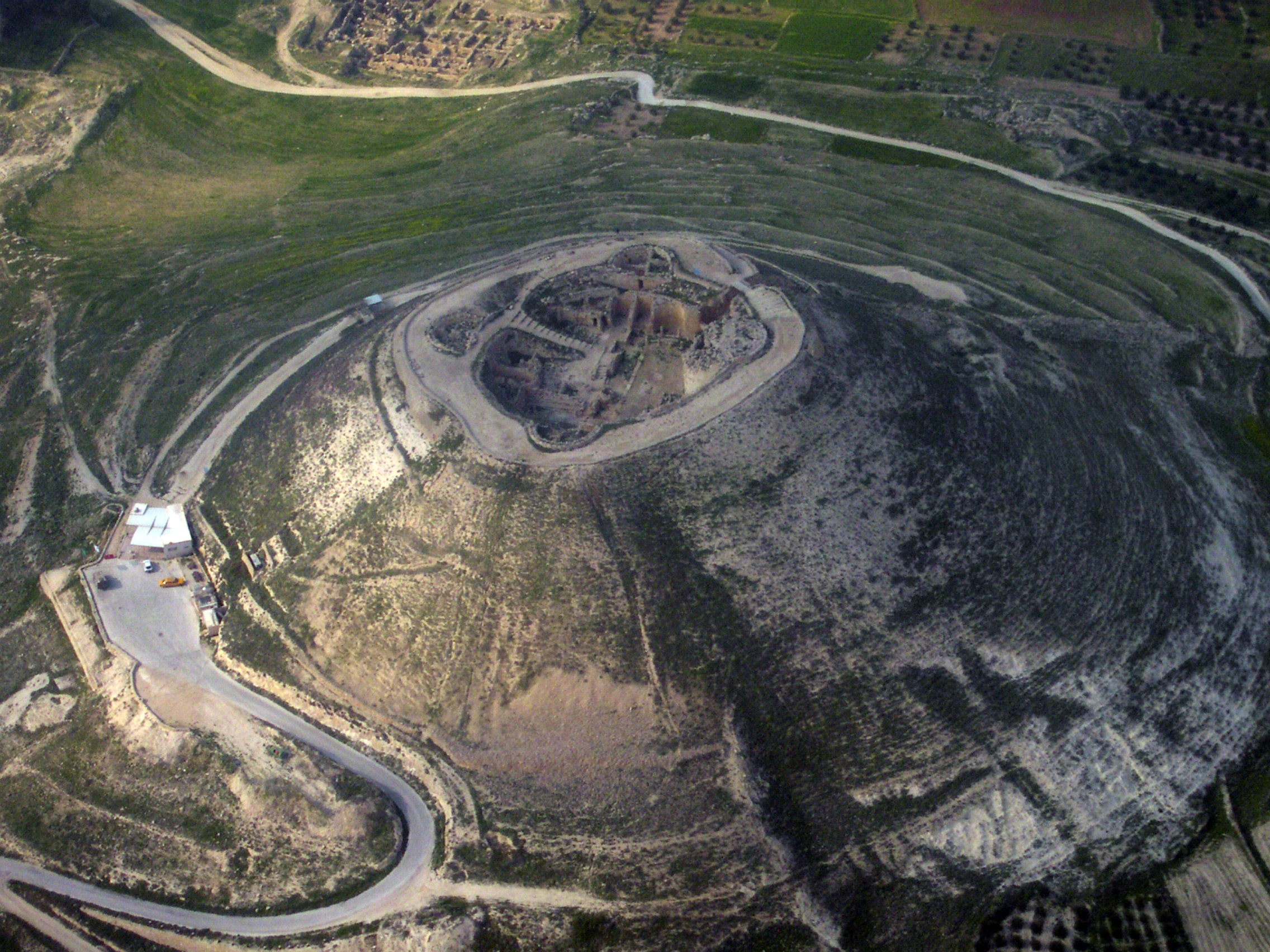
Das Herodium aus der Luft

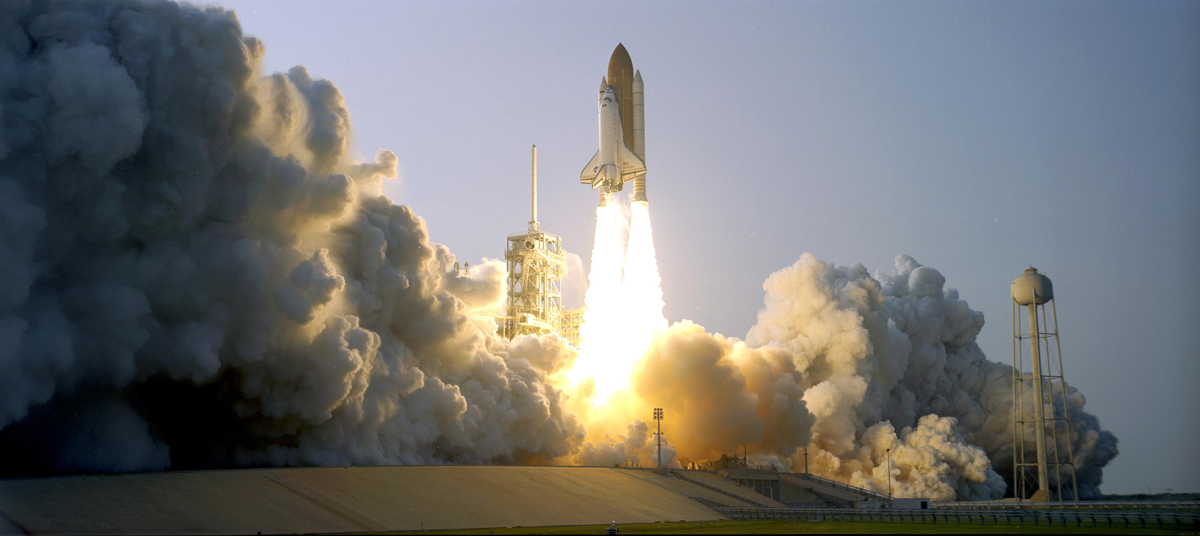
Space Shuttle Endeavour Start

- 09. Januar: Das iPhone wird von Steve Jobs vorgestellt.
- 30. Januar: Microsoft veröffentlicht die Privatkundenversion seines neuen Betriebssystems Windows Vista
- 31. Januar: Das Hauptteleskop des Hubble-Weltraumteleskops fällt erneut aus.
- 25. Februar: Die Weltraumsonde Rosetta führt einen Swing-By am Mars durch.
- 27. Februar: Mit dem Rheinischen Mitmachwörterbuch startet das ARL des LVR das erste Projekt zur permanenten wissenschaftlichen Dokumentation und Erforschung einer lebenden Sprache im Internet.
- 25. April: Der erste möglicherweise bewohnbare Exoplanet wird entdeckt. Er kreist um den 20,5 Lichtjahre entfernten Stern Gliese 581.
- 08. Mai: Israelische Archäologen teilen Journalisten das Entdecken des Grabes von Herodes dem Großen im südlich von Jerusalem gelegenen Herodium mit.
- 21. Mai: Die als Museumsschiff dienende Cutty Sark wird durch einen mutmaßlich von einem Staubsauger ausgelösten Brand schwer zerstört. Der in einem Trockendock in Greenwich liegende Klipper ist eines der letzten aus dem 19. Jahrhundert erhaltenen Segelschiffe.
- 27. Juni: Der ägyptische Kultusminister Farouk Hosny teilt versammelten Medienvertretern mit, dass eine 1903 entdeckte und unbeachtet gebliebene Mumie von Archäologen zweifelsfrei als jene der Pharaonin Hatschepsut identifiziert ist.
- 30. Juni bis 10. Juli: RoboCup in Atlanta (Georgia, USA)[35]
- 21. August: Die Raumfähre Endeavour absolviert ihren Flug zur Internationalen Raumstation erfolgreich.
- 14. September: Japan startet die Monderkundungssonde Selene.
- 05. November: Die erste chinesische Raumsonde Chang’e-1 erreicht ihre Umlaufbahn um den Mond. Im Mondprogramm der Volksrepublik China hat sie die Aufgabe, zunächst Mondoberfläche und Mondgestein zu erkunden.
- 07. November: Die Raumfähre Discovery absolviert ihren Flug zur Internationalen Raumstation erfolgreich.
- 14. November: US-amerikanischen Forschern ist erstmals das Klonen von Rhesusaffen und die Gewinnung von Stammzellen aus den Embryos dieser Primaten gelungen.[36]

### Katastrophen
- 01. Januar: Vor der indonesischen Insel Sulawesi verschwindet eine mit 96 Passagieren und sechs Besatzungsmitgliedern besetzte Boeing 737-400 der Adam Air vom Radar. Zehn Tage später werden Flugzeugteile und eine Leiche nahe der Insel gefunden.
- 07. März: Eine Boeing 737-400 der Garuda Indonesia rutscht bei der Landung in Yogyakarta über die Landebahn hinaus und fängt Feuer. 23 der 140 Menschen an Bord kommen ums Leben. Die Maschine brennt vollständig aus.
- 05. Mai: Eine erst sechs Monate alte Boeing 737-800 der Kenya Airways stürzt kurz nach dem Start während eines heftigen Gewitters hinter der kamerunischen Stadt Douala ab. Alle 114 Menschen an Bord kommen ums Leben.
- 17. Juli: Ein Airbus A320 (TAM-Linhas-Aéreas-Flug 3054) schießt bei schlechtem Wetter auf dem Flughafen São Paulo-Congonhas über die Landebahn und rast über eine viel befahrene Straße in eine Tankstelle und ein weiteres Gebäude, dabei kommen 200 Menschen ums Leben (187 im Flugzeug, 13 am Boden).

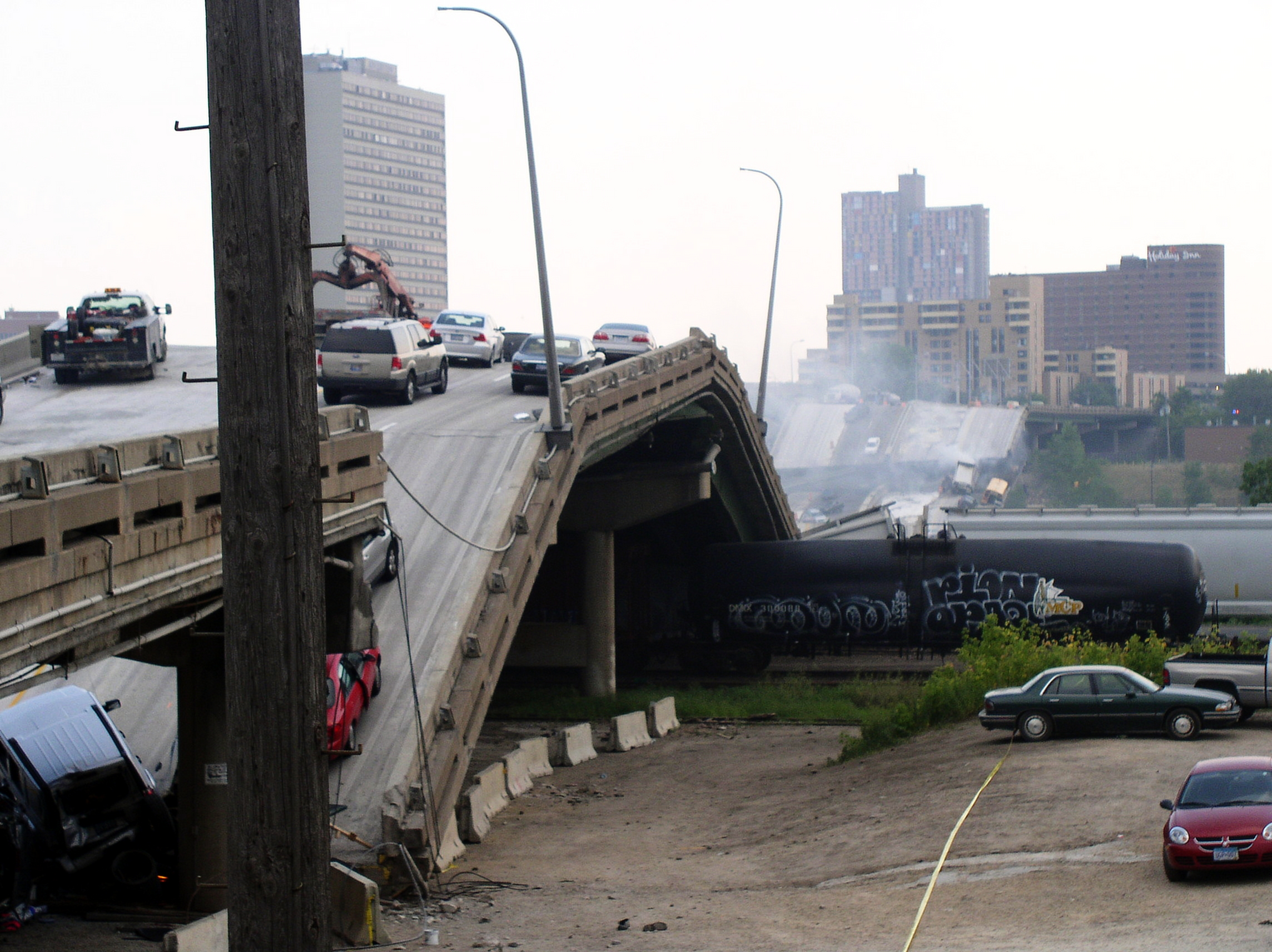
Eingestürzte I-35-W-Brücke

- 01. August: In Minneapolis im US-Bundesstaat Minnesota stürzt die Mississippi-Brücke der Interstate 35 W ein. Mindestens sieben Menschen kommen ums Leben.
- 16. September: Bei einem Flugzeugabsturz in Phuket, Thailand, kommen 88 Menschen ums Leben.
- 26. September: Beim Einsturz der Cần-Thơ-Brücke in Vietnam kommen über 30 Menschen ums Leben.

### Naturereignisse
- 18. Januar: Europa. Der Orkan Kyrill, der schwerste Orkan seit Lothar am 26. Dezember 1999, fegt über weite Teile Europas hinweg. Er fordert dort 34 Menschenleben und richtet mindestens 8 Mrd. Euro Sachschaden allein in Deutschland an.
- 12. Februar: In Kanada und im Norden der Vereinigten Staaten beginnt ein Wintersturm, der dieses Gebiet in den folgenden Tagen in Schnee und Kälte erstarren lässt.
- 22. Februar: Der Zyklon Favio richtet in Mosambik, dort vor allem auf der Ferieninsel Bazaruto, schwere Schäden an und fordert drei Todesopfer, nachdem er zuvor Teile von Madagaskar verwüstet hat.
- Der Winter im Jahre 2007 ist in weiten Teilen Europas einer der wärmsten seit Beginn der Aufzeichnungen.
- 01. April: Ein Erdbeben mit der Magnitude MW = 8,1 vor der Küste der Salomonen-Inseln löst einen Tsunami aus, der ca. 900 Häuser zerstört und ca. 50 Menschen tötet.
- Nach dem wärmsten Winter aller Zeiten gibt es einen der wärmsten Frühlinge aller Zeiten. Bereits im April werden Temperaturen über 30 Grad gemessen, hauptsächlich in Mitteleuropa, während es im Mittelmeergebiet zu Überschwemmungen und ungewöhnlich tiefen Temperaturen kommt.
- Zu Pfingsten kommen nach extrem hohen Temperaturen in ganz Europa Menschen bei Unwettern ums Leben. Insgesamt gibt es 14 Tote. Die Unwetter ziehen von Spanien über Frankreich und Italien bis nach Deutschland und Österreich.
- 06. Juni: Beim schwersten Zyklon in Oman seit 30 Jahren sterben mindestens 23 Menschen.
- 20. Juni–22. Juni: In ganz Mitteleuropa kommt es zu schweren Unwettern. In Österreich gab es Hagelstürme und Sturm mit bis zu 140 km/h. Es sterben in Österreich drei Menschen wegen herumfliegenden Teilen und umstürzenden Bäumen. Die Schäden sind riesig, in manchen Gegenden ist fast die gesamte Ernte zerstört. Dächer werden abgedeckt, Stromleitungen umgerissen und Bäume entwurzelt oder abgebrochen. Der Verkehr in Wien kam zum Erliegen, außerdem gab es unzählige schwer Verletzte.
- 14. Juli–21. Juli: Österreich wird von einer Hitzewelle heimgesucht. Eine Woche lang stiegen die Temperaturen auf fast 40 Grad. Es sind 5 Tote zu beklagen. Die Höchsttemperatur wurde in Andau mit 39,5 Grad Celsius erreicht.
- Juli: In Süd- und Südosteuropa führt eine Hitzewelle zu Temperaturen bis zu 45 Grad. Betroffen sind Ungarn, Rumänien, Bulgarien, Griechenland, Mazedonien, Albanien, Montenegro, Serbien, Bosnien-Herzegowina, Kroatien, Kosovo und Italien. Allein in Italien wüten 500 Waldbrände. An der kroatischen Adriaküste in Griechenland müssen Urlauber evakuiert werden. In Ungarn gibt es hunderte Hitzetote, auch in Rumänien. Während es im Süden zur Hitzekatastrophe kommt, gibt es in England eine Jahrhundertflut. Innerhalb eines Tages fielen die Regenmassen mehrerer Monate. Ganze Landstriche wurden überflutet und es wurde der Notstand ausgerufen. Hunderttausende Menschen waren ohne Trinkwasser und Strom. Auch große Städte wie Oxford wurden überflutet.

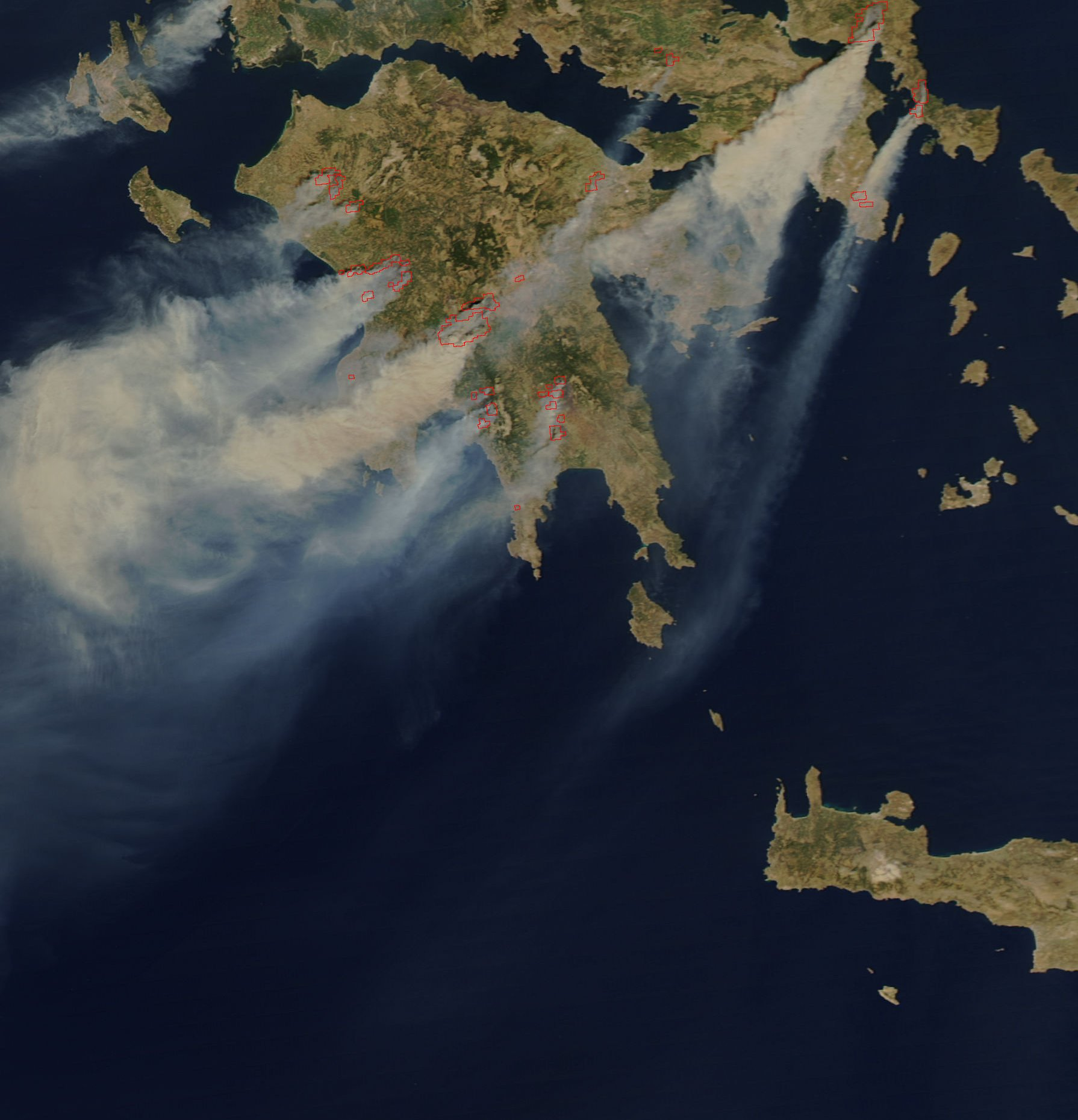
Rapidfire – NASA Bild vom südlichen Griechenland aufgenommen am 25. August, Höhepunkt der Waldbrände in Griechenland

- Anfang August: Durch den Monsun werden in Indien und Bangladesch weite Regionen überflutet. Die Zahl der Toten in Indien steigt auf über 1300 Menschen.[37]
- 15. August: Bei einem schweren Erdbeben mit der Stärke 8 auf der Momenten-Magnituden-Skala sterben in Peru mindestens 510 Menschen. Über 1600 werden verletzt.
- Mitte August: Der Kategorie-5-Hurrikan Dean richtet in den Antillen und auf der Halbinsel Yucatán schwere Schäden an und fordert mindestens 38 Todesopfer.
- August: Schwere Waldbrände auf der griechischen Halbinsel Peloponnes fordern mindestens 64 Todesopfer. Fast ganz Griechenland und die Insel Euböä sind betroffen. Es wird von den schlimmsten Waldbränden aller Zeiten gesprochen. Die ganze Landschaft ist zerstört und durch die Tierkadaver drohen Seuchen auszubrechen.
- Oktober: Bei schweren Waldbränden im Süden Kaliforniens fallen große Gebiete den Flammen zum Opfer.
- November: In der Alpenregion fällt binnen weniger Tage so viel Schnee wie seit etwa 30 Jahren nicht mehr. In einigen Regionen Österreichs fallen innerhalb von 48 Stunden ca. 150 cm Schnee.
- 09. November: Sturmflut durch Orkan Tilo
- 15. November: Der Zyklon Sidr geht bei Bangladesch an Land und verwüstet Teile des Landes, dabei sterben über 3000 Menschen, 10.000 Tote werden befürchtet.

### Kultur und Gesellschaft
Zum ersten Mal in der Geschichte der Menschheit leben mehr Menschen in Städten als auf dem Land.
- 12. März: In Moskau eröffnet die Merowinger-Ausstellung, wo erstmals Beutekunst aus dem Berliner Vor- und Frühgeschichtlichen Museum wieder öffentlich gezeigt wird.
- 27. April bis 14. Oktober: Die Bundesgartenschau 2007 findet in den benachbarten Städten Gera und Ronneburg statt; sie ist damit die erste Bundesgartenschau an zwei Standorten und zugleich die erste in Thüringen.
- 16. Juni: In Kassel wird die documenta 12 eröffnet.
- 01. Juli: In Frankfurt-Bornheim wird vom Bistum Limburg das Heilig-Kreuz – Zentrum für christliche Meditation und Spiritualität als erste Meditationskirche Deutschlands in der Heilig-Kreuz-Kirche gegründet.[39]
- 01. Juli: In Frankfurt-Nordend wird das erste Fachzentrum für Trauerseelsorge Deutschlands in der Kirche St. Michael gegründet.[40]
- 07. Juli: In Lissabon, Portugal, werden die Sieben neuen Weltwunder gekürt.
- 09. September: In Venedig finden die Internationalen Filmfestspiele von Venedig statt. Ang Lee erhält den Goldenen Löwen.
- 06. Oktober: Der Brite Jason Lewis schließt in Greenwich als erster Mensch eine Weltumrundung nur mit Muskelkraft, einschließlich Überquerung des Äquators, ab. Er war über dreizehn Jahre auf der zurückgelegten Strecke von etwa 74.842 Kilometern unterwegs.
- 19. Oktober: Auf den Trevi-Brunnen in Rom wird ein Farbanschlag verübt. Unbekannte mischen rote Farbe in das Wasser.
- 23. November: Faustverleihung 2007 in München
- 01. Dezember: Europäischer Filmpreis 2007 in Berlin
- 20. Dezember: Aus dem Museu de Arte de São Paulo werden zwei Bilder im Schätzwert von 70 Millionen Euro gestohlen. Die Polizei kann beide Gemälde am 8. Januar 2008 unversehrt dem Museum wieder beschaffen.

#### Musik
- 31. Januar: Die No Angels geben auf einer Pressekonferenz offiziell ihre Reunion bekannt.
- 16. Februar: Chris Cornell gibt auf seinen MySpace-Blog bekannt, dass er die Band Audioslave auflöst. Er macht ab sofort solo weiter. Die restlichen Mitglieder von Audioslave schließen sich wieder zu Rage Against the Machine zusammen.
- 25. Februar: Melissa Etheridge gewinnt den Oscar für den Song I Need to Wake Up aus dem Film Eine unbequeme Wahrheit als bestes Lied.
- 05. Mai: Mark Medlock gewinnt die vierte RTL-Staffel von Deutschland sucht den Superstar. Produziert wird er von Dieter Bohlen. Bis dato hat Mark Medlock fünf Alben und neun Singles publiziert und verkaufte über drei Millionen Tonträger – das brachte 13-mal Gold und 4-mal Platin.
- 12. Mai: Marija Šerifović gewinnt in Helsinki mit dem Lied Molitva für Serbien die 52. Auflage des Eurovision Song Contest.
- 07. Juni: Herbert Grönemeyer initiiert das Music-&-Messages-Festival gegen Armut in Rostock.
- 01. Juli: Zum 46. Geburtstag und zum Gedenken an Lady Dianas 10. Todestag findet im Wembley-Stadion das Concert for Diana statt.
- 07. Juli: Auf Initiative von Al Gore findet auf allen 7 Kontinenten das Live-Earth-Konzert statt.
- 25. August: In Essen findet mit 1,2 Millionen Besuchern die Loveparade statt

Siehe auch: Nummer-eins-Hits 2007 in  Australien, Belgien, Dänemark, Deutschland, Finnland, Frankreich, Irland, Italien, Japan, Kanada, Kroatien, Mexiko, Neuseeland, den Niederlanden, Norwegen, Österreich, Polen, Portugal, Rumänien, Schweden, der Schweiz, Slowakei, Spanien, Südkorea, Tschechien, Ungarn, den Vereinigten Staaten und im Vereinigten Königreich.
Siehe auch: Kategorie:Musik 2007

### Sport
- 01. Januar: Raymond van Barneveld gewinnt die PDC World Darts Championship
- 06. Januar: Michael Schumacher erhält einen neuen Job bei Ferrari.
- 08. Januar: Der norwegische Skispringer Anders Jacobsen gewinnt die Vierschanzentournee.
- 01. Februar: Der Regionalligist Rot-Weiss Essen wird 100 Jahre alt.
- 03. Februar: Magdalena Neuner wird mit nur 19 Jahren zum ersten Mal Biathlon-Weltmeisterin.
- 04. Februar: Die deutsche Handballnationalmannschaft der Männer gewinnt in Köln das Finale der Handball-Weltmeisterschaft gegen Polen.
- 18. Februar: Die deutsche Hockeynationalmannschaft der Herren gewinnt in Wien das Finale der Hallenhockey-Weltmeisterschaft gegen Polen.
- 10. März bis 4. November: Austragung der 59. FIM-Motorrad-Straßenweltmeisterschaft
- 18. März bis 21. Oktober: Austragung der 58. Formel-1-Weltmeisterschaft
- 31. März: Henry Maske gewinnt nach einer Pause von über zehn Jahren in München seinen Revanche-Boxkampf gegen Virgil Hill einstimmig nach Punkten. Danach erklärt er seinen endgültigen Abschied vom aktiven Sport.
- 01. April: Mit dem VfB Friedrichshafen gewinnt nach über vierzig Jahren erstmals wieder ein deutscher Verein den Europapokal im Volleyball.
- 09. April: Bei der Curling-Weltmeisterschaft der Männer gewinnt der Gastgeber Kanada mit 3:8 gegen die deutsche Nationalmannschaft.
- 17. April: Die Adler Mannheim werden zum sechsten Mal deutscher Eishockeymeister, zuvor wurden sie bereits zum zweiten Mal deutscher Pokalsieger. Sie sind damit die ersten Doublesieger in der Geschichte des deutschen Eishockeys.
- 28. April: Australien gewinnt den neunten Cricket World Cup, indem es im Finale Sri Lanka mit 53 Runs (DL-Method) besiegt.
- 29. April: Der THW Kiel gewinnt die Champions League gegen die SG Flensburg-Handewitt, der HSV Hamburg gewinnt den EHF Cup Winners’ Cup und der SC Magdeburg gewinnt den EHF Cup im Handball.
- 05. Mai: Der VfB Friedrichshafen wird zum siebten Mal deutscher Volleyballmeister.
- 06. Mai: Panathinaikos Athen besiegt ZSKA Moskau im Finale der EuroLeague mit 93:91.
- 07. Mai: Der deutsche Biathlet Sven Fischer erklärt seinen Rücktritt vom aktiven Biathlon-Sport.
- 12. Mai: Die RG Heidelberg wird zum vierten Mal deutscher Rugby-Union-Meister.
- 15. Mai: Der FC Sevilla gewinnt im Finale des UEFA-Cups im Elfmeterschießen gegen Espanyol Barcelona mit 5:3 und verteidigt damit den Titel.

Logo

- 23. Mai: Der AC Mailand gewinnt nach einem 2:1 gegen den FC Liverpool die UEFA Champions League
- 28. Mai: Der Crefelder HTC gewinnt zum ersten Mal den Europapokal im Feldhockey der Herren.
- 02. Juni: Der THW Kiel wird zum 13. Mal deutscher Handballmeister. Er ist damit alleiniger Rekordmeister. Somit schafft der Verein das Triple mit dem Gewinn der Champions League, des DHB-Pokals und der Deutschen Meisterschaft.
- 05. Juni: Die Handballspieler Stefan Kretzschmar und Jan Holpert beenden ihre Karriere mit einem Spiel der deutschen Handballnationalmannschaft gegen eine Weltauswahl der deutschen Handball-Bundesliga.
- 06. Juni: Als dritter deutscher Eishockeyspieler überhaupt steht Christoph Schubert mit den Ottawa Senators in den Stanley Cup Finals. Hier scheitern sie mit 1:4 nach Siegen an den Anaheim Ducks.
- 26. Juni: Die Brose Baskets aus Bamberg werden zum zweiten Mal deutscher Basketballmeister.
- 01. Juli: Die Dodge Vikings Vienna gewinnen gegen die Marburg Mercenaries mit 70:19 ihre vierte Eurobowl und sind damit alleiniger Rekordeuropapokalsieger.
- 07. Juli/8. Juli: Venus Williams und Roger Federer gewinnen die Wimbledon Championships 2007.
- 08. Juli: Der Club an der Alster aus Hamburg wird zum fünften Mal deutscher Feldhockeymeister.
- 08. Juli: In London beginnt die Tour de France 2007.
- 013. Juli: Am Freitag, dem 13. unterläuft dem finnischen Speerwerfer Tero Pitkämäki beim Leichtathletik-Meeting in Rom ein Fehler: Bei seinem dritten Versuch fliegt sein Speer viel zu weit nach links und trifft den französischen Weitspringer Salim Sdiri. Der Speer bohrt sich in seinen Rücken, als Sdiri zu einem Versuch anläuft. Sdiri zieht sich eine über 10 Zentimeter tiefe Wunde sowie einen Nierenriss und ein Loch in der Lunge zu.
- 15. Juli: Die Vereinigten Staaten gewinnen erstmals die American-Football-Weltmeisterschaft gegen Gastgeber Japan.
- 24. August: Der bulgarische Schwimmer Petar Stojtschew durchschwimmt den Ärmelkanal in einer neuen Rekordzeit von 6 h 57 min 50 s
- 25. August: In Osaka beginnen die Leichtathletik-Weltmeisterschaften 2007.
- 09. September: In Rieti verbessert Asafa Powell mit 9,74 s seinen eigenen Weltrekord im 100-Meter-Lauf um drei Hundertstelsekunden.
- 23. September: Der Australier Casey Stoner gewinnt mit 21 Jahren die MotoGP-WM. Damit ist er der zweitjüngste Weltmeister in der Königsklasse und der erste auf einem nichtjapanischen Fabrikat seit Phil Read 1974.
- 24. September: Indien gewinnt die erste World Twenty20 in Südafrika, indem es im Finale Pakistan mit 5 Runs besiegt.
- 30. September Der Äthiopier Haile Gebrselassie gewinnt den Berlin-Marathon in neuer Weltrekordzeit von 2 h 4 min 26 s.
- 30. September: Deutschland gewinnt die Fußball-Weltmeisterschaft der Frauen 2007 in der Volksrepublik China
- 30. September: V. Anand löst durch seinen Sieg beim doppelrundigen WM-Turnier mit acht Teilnehmern Wladimir Kramnik als Schachweltmeister ab.
- 20. Oktober: Südafrika gewinnt mit einem 15:6 gegen England zum zweiten Mal die Rugby-Union-Weltmeisterschaft.
- 21. Oktober: Der Finne Kimi Räikkönen gewinnt die Weltmeisterschaft der Formel 1.

### Religion
- 02. Februar: Papst Benedikt XVI. nimmt den Rücktritt des Erzbischofs von München und Freising, Friedrich Kardinal Wetter, an und bestellt ihn bis zur Ernennung eines Nachfolgers zum Apostolischen Administrator mit allen Rechten und Pflichten eines Diözesanbischofs.
- 02. Februar: Am Tage der Vollendung seines 75. Lebensjahres nimmt Papst Benedikt XVI. den Rücktritt des Limburger Bischofs Franz Kamphaus an.
- 05. Februar: Papst Benedikt XVI. nimmt den Rücktritt des Bischofs von Chur, Amédée Grab OSB, an und bestellt ihn bis zur Ernennung eines Nachfolgers zum Apostolischen Administrator mit allen Rechten und Pflichten eines Diözesanbischofs.
- 10. Februar: Papst Benedikt XVI. nimmt den Rücktritt des Speyerer Bischofs Anton Schlembach an.
- 24. April: Papst Benedikt XVI. ernennt den bisherigen Generalvikar des Bistums Dresden-Meißen, Konrad Zdarsa, zum Bischof von Görlitz
- 07. Juli: Papst Benedikt XVI. lässt allgemein die „Liturgie von 1962“ als Sonderform (forma extraordinaria) des gegenwärtig gepflegten Römischen Ritus zu.
- 27. September: Die EKD und die US-amerikanische Kirche ELCA unterzeichnen einen Vertrag zur gegenseitigen Unterstützung.[41]

## Geboren

### Januar bis Juni
- 21. Januar: Kennedi Clements, kanadische Schauspielerin
- 21. Januar: Luke Littler, englischer Dartspieler
- 22. Januar: Pau Cubarsí, spanischer Fußballspieler
- 31. Januar: Tex Hammond, US-amerikanischer Kinderdarsteller und Synchronsprecher

- 24. Februar: Luka Vušković, kroatischer Fußballspieler
- 28. Februar: Lalla Khadija von Marokko, marokkanische Prinzessin
- 28. Februar: Scarlet Spencer, US-amerikanische Kinderdarstellerin

- 01. März: Leni von Bonin, deutsche Schwimmerin
- 05. März: Roman Griffin Davis, britischer Kinderdarsteller
- 20. März: Elias Chamlali, deutscher Synchronsprecher
- 28. März: Quan Hongchan, chinesische Wasserspringerin

- 4. April: Johannes Degen, deutscher Schauspieler
- 10. April: Ariane der Niederlande, niederländische Adelige, Prinzessin der Niederlande
- 29. April: Sofía de Borbón y Ortiz, spanische Prinzessin

- 24. Mai: Qiu Qiyuan, chinesische Turnerin

- 05. Juni: Lilly Stoephasius, deutsche Skateboarderin
- 06. Juni: Aubrey Anderson-Emmons,  US-amerikanische Schauspielerin
- 15. Juni: Nico Marischka, deutscher Kinderdarsteller

### Juli bis Dezember
- 03. Juli: Marco Morelli, argentinischer Motorradrennfahrer
- 10. Juli: Viki Gabor, polnische Sängerin
- 13. Juli: Lamine Yamal, spanischer Fußballspieler
- 16. August: Seth Carr, US-amerikanischer Schauspieler
- 29. August: Tara Africah Corrigan, deutsch-irische Schauspielerin
- 30. August: Momiji Nishiya, japanische Skateboarderin
- 21. Oktober: Ajda Košnjek, slowenische Skispringerin
- 22. Oktober: Elias Harger, US-amerikanischer Schauspieler
- 29. November: Carter Thompson, australischer Motorradrennfahrer
- 03. Dezember: Carlotta von Falkenhayn, deutsche Schauspielerin
- 04. Dezember: Scarlett Estevez, US-amerikanische Schauspielerin
- 21. Dezember: Ingvild Synnøve Midtskogen, norwegische Skispringerin
- 27. Dezember: Julius Weckauf, deutscher Schauspieler
- 30. Dezember: Axel Kei, US-amerikanischer Fußballspieler

### Tag unbekannt
- Caspar Hoffmann, deutscher Schauspieler

## Gestorben
Für eine ausführliche Liste siehe Nekrolog 2007.

### Januar
- 01. Januar: Hank Häberle, deutscher Country-Musiker (* 1957)
- 01. Januar: Dieter Hennebo, deutscher Agrarwissenschaftler und Landschaftsarchitekt (* 1923)
- 01. Januar: Werner Hollweg, deutscher Opernsänger und Opernregisseur (* 1936)
- 01. Januar: Tillie Olsen, US-amerikanische Schriftstellerin (* 1912)
- 01. Januar: Herbert Prügl, österreichischer Motorradrennfahrer (* 1946)
- 01. Januar: Del Reeves, US-amerikanischer Country-Sänger und Songwriter (* 1932)
- 01. Januar: Darrent Williams, US-amerikanischer American-Football-Spieler (* 1982)
- 02. Januar: Teddy Kollek, israelischer Politiker, Bürgermeister von Jerusalem (1965–1993) (* 1911)
- 02. Januar: Paek Nam-sun, nordkoreanischer Politiker, Außenminister (1998–2007) (* 1929)
- 02. Januar: Wiard Popkes, baptistischer Theologe (* 1936)
- 03. Januar: Johann Schröder, deutscher Mathematiker (* 1925)
- 03. Januar: William Verity, US-amerikanischer Geschäftsmann und Politiker (* 1917)
- 03. Januar: Michael Yeats, irischer Politiker (Fianna Fáil) (* 1921)
- 04. Januar: Sandro Salvadore, italienischer Fußballspieler (* 1939)
- 5. Januar: Francis Sullivan, kanadischer Eishockeyspieler und -trainer (* 1917)
- 06. Januar: Frédéric Kardinal Etsou-Nzabi-Bamungwabi, Erzbischof von Kinshasa (* 1930)
- 08. Januar: Harold Keck, US-amerikanischer Automobilrennfahrer (* 1931)
- 09. Januar: Josef Huchler, deutscher Politiker (* 1936)
- 09. Januar: Klaus Poche, deutscher Schriftsteller, Drehbuchautor und Illustrator (* 1927)
- 09. Januar: Elmer Symons, südafrikanischer Motorradrennfahrer (* 1977)
- 10. Januar: Horst Auer, deutscher Architekt, Medailleur und Professor (* 1934)
- 10. Januar: Peter Kliemann, deutscher Journalist, Programmdirektor Hörfunk beim Hessischen Rundfunk (* 1930)
- 10. Januar: Carlo Ponti, italienischer Filmproduzent (* 1912)
- 10. Januar: Hermann Josef Spital, deutscher römisch-katholischer Theologe, Bischof von Trier 1981–2001 (* 1925)
- 11. Januar: Kéba Mbaye, senegalesischer Jurist und Sportfunktionär (* 1924)
- 11. Januar: Donald Osterbrock, US-amerikanischer Astronom (* 1924)
- 11. Januar: Kurt Vossen, deutscher Fußballfunktionär (* 1937)
- 11. Januar: Robert Anton Wilson, US-amerikanischer Schriftsteller (* 1932)
- 12. Januar: Alice Coltrane, US-amerikanische Jazz-Musikerin (* 1937)
- 12. Januar: Jürg Federspiel, Schweizer Schriftsteller (* 1931)
- 12. Januar: Larry Stewart, US-amerikanischer Philanthrop, „Secret Santa“ (* 1948)
- 13. Januar: Michael Brecker, US-amerikanischer Jazz-Tenorsaxophonist (* 1949)
- 13. Januar: Johannes Oppenheimer, Vizepräsident des Bundesverwaltungsgerichtes a. D. (* 1918)
- 14. Januar: John Hawkins, kanadischer Komponist und Pianist (* 1944)
- 15. Januar: André Ramseyer, Schweizer Bildhauer (* 1914)
- 15. Januar: Bo Yibo, chinesischer Politiker (* 1908)
- 16. Januar: Karl Otto Hondrich, deutscher Soziologe (* 1937)
- 16. Januar: Rudolf-August Oetker, deutscher Unternehmer (* 1916)
- 16. Januar: Yuri Stern, israelischer Politiker (* 1949)
- 16. Januar: Gisela Uhlen, deutsche Schauspielerin (* 1919)
- 17. Januar: Arthur Buchwald, US-amerikanischer Publizist und Humorist (* 1925)
- 18. Januar: Bienvenido Brens, dominikanischer Musiker und Komponist (* 1925)
- 18. Januar: Cyril Baselios Malancharuvil, Großerzbischof von Trivandrum (* 1935)
- 19. Januar: Scott Bigelow, US-amerikanischer Profi-Wrestler (* 1961)
- 20. Januar: Kurt Kretschmann, deutscher Naturschützer (* 1914)
- 20. Januar: David Mostyn, britischer Offizier und General des Heeres (* 1928)
- 20. Januar: George Smathers, US-amerikanischer Senator (* 1913)
- 21. Januar: Maria Cioncan, rumänische Leichtathletin (* 1977)
- 21. Januar: Peer Raben, deutscher Komponist (* 1940)
- 21. Januar: Erich Schumann, deutscher Verleger und Geschäftsführer der WAZ (* 1930)
- 22. Januar: Emmanuel „Toulo“ de Graffenried, Schweizer Automobilrennfahrer (* 1914)
- 22. Januar: Siegfried Kessler, deutsch-französischer Pianist, Komponist und Flötist (* 1935)
- 22. Januar: Ramón Marsal, spanischer Fußballspieler (* 1934)
- 22. Januar: Abbé Pierre, französischer Priester, Gründer der Wohltätigkeitsorganisation Emmaus (* 1912)
- 23. Januar: E. Howard Hunt, US-amerikanischer Nachrichtendienstmitarbeiter (CIA) (* 1918)
- 23. Januar: Ryszard Kapuściński, polnischer Journalist (* 1932)
- 23. Januar: Leopoldo Pirelli, italienischer Unternehmer (* 1925)
- 24. Januar: Denes Agay, US-amerikanischer Komponist und Arrangeur (* 1911)
- 24. Januar: Günther Becker, deutscher Komponist (* 1924)
- 24. Januar: İsmail Cem, türkischer Journalist und Politiker; Außenminister 1997–2002 (* 1940)
- 24. Januar: Jean-François Deniau, französischer Politiker und Schriftsteller; Mitglied der Académie française (* 1928)
- 24. Januar: Krystyna Feldman, polnische Schauspielerin (* 1916)
- 24. Januar: Adolf Frohner, österreichischer Maler und Grafiker (* 1934)
- 24. Januar: Wolfgang Iser, deutscher Literaturwissenschaftler (* 1926)
- 24. Januar: Kurt Weinmann, deutscher Chemiker (* 1922)
- 25. Januar: Heidrun Hesse, deutsche Philosophin (* 1951)
- 25. Januar: Ken Kavanaugh, US-amerikanischer American-Football-Spieler und -Trainer (* 1916)
- 27. Januar: Tige Andrews, US-amerikanischer Schauspieler
- 28. Januar: Vittoria Calma, polnische Opernsängerin (* 1920)
- 28. Januar: Werner Hackmann, deutscher Sportfunktionär (* 1947)
- 31. Januar: Helmut Apffel, deutscher Philologe, Lokalhistoriker und Pädagoge (* 1911)
- 31. Januar: Molly Ivins, US-amerikanische Zeitungskolumnistin, politische Kommentatorin und Bestseller-Autorin (* 1944)

### Februar
- 01. Februar: Antonio María Kardinal Javierre Ortas, spanischer Kurienkardinal (* 1921)
- 01. Februar: Ray Berres, US-amerikanischer Baseballspieler und -trainer (* 1907)
- 01. Februar: Ahmad Abu Laban, dänisch-palästinensischer Imam (* 1946)
- 03. Februar: David Bernard Ast, US-amerikanischer Zahnarzt und Beamter (* 1902)
- 04. Februar: Francesco Valdambrini, italienischer Komponist und Musikpädagoge (* 1933)
- 06. Februar: Lee Hoffman, US-amerikanische Autorin (* 1932)
- 08. Februar: Anna Nicole Smith, US-amerikanische Schauspielerin und Fotomodell (* 1967)
- 09. Februar: Erik Schumann, deutscher Schauspieler und Synchronsprecher (* 1925)
- 10. Februar: Bruno Ruffo, italienischer Motorradrennfahrer (* 1920)
- 12. Februar: Georg Buschner, ehemaliger Trainer der Fußballnationalmannschaft der DDR (* 1925)
- 12. Februar: Jeane Flieser, deutsche Malerin (* 1912)
- 13. Februar: Paolo Pileri, italienischer Motorradrennfahrer (* 1944)
- 14. Februar: Gareth Morris, englischer Flötist (* 1920)
- 15. Februar: Robert Adler, US-amerikanischer Physiker, Elektroniktechniker und Erfinder (* 1913)
- 17. Februar: Herbert Wehnelt, deutscher Generalleutnant der Luftwaffe (* 1918)
- 18. Februar: Barbara Gittings, US-amerikanische Journalistin und LGBT-Aktivistin (* 1932)
- 19. Februar: Celia Franca, kanadische Balletttänzerin und Choreographin (* 1921)
- 20. Februar: Carl-Henning Pedersen, dänischer Maler (* 1913)
- 20. Februar: Zilla Huma Usman, pakistanische Politikerin und Frauenrechtlerin (* 1971)
- 22. Februar: Dennis Johnson, US-amerikanischer Basketballspieler (* 1954)
- 24. Februar: Lamar Lundy, US-amerikanischer American-Football-Spieler (* 1935)
- 24. Februar: Eberhard Spiess, deutscher Filmhistoriker (* 1925)
- 25. Februar: William Robert Anderson, US-amerikanischer Marineoffizier, Entdeckungsreisender und Politiker (* 1921)
- 27. Februar: Detlef Bayer, deutscher Jurist (* 1951)
- 27. Februar: Bobby Rosengarden, US-amerikanischer Jazzschlagzeuger und Studiomusiker (* 1924)

### März
- 02. März: Randolf Kronberg, deutscher Schauspieler und Synchronsprecher (* 1942)
- 02. März: Thomas S. Kleppe, US-amerikanischer Politiker (* 1919)
- 04. März: Alexandre Gacon, französischer Autorennfahrer (* 1927)
- 06. März: Jean Baudrillard, französischer Philosoph und Soziologe (* 1929)
- 08. März: Herman Ridderbos niederländischer evangelisch-reformierter Pfarrer und Neutestamentler (* 1909)
- 08. März: Otto Wolff von Amerongen, deutscher Unternehmer und ehemaliger Präsident des Deutschen Industrie- und Handelstages (* 1918)
- 08. März: Franz Kessler, deutscher Musikwissenschaftler und Hochschullehrer (* 1914)
- 09. März: Milan V. Dimić, serbisch-kanadischer Literaturwissenschaftler (* 1933)
- 10. März: Gerd Jauch, deutscher Fernsehmoderator und Fernsehjournalist (* 1924)
- 10. März: Kurt Wafner, deutscher Lektor, Autor, Antimilitarist (* 1918)
- 12. März: Lennart Heimer, schwedisch-amerikanischer Neurochirurg (* 1930)
- 13. März: Herbert Fux, österreichischer Schauspieler und Politiker (* 1927)
- 13. März: Harald Leupold-Löwenthal, österreichischer Psychoanalytiker (* 1926)
- 14. März: Lucie Aubrac, französische Widerstandskämpferin (* 1912)
- 15. März: Fleurette Beauchamp-Huppé, kanadische Pianistin, Musikpädagogin und Sängerin (* 1907)
- 17. März: John W. Backus, amerikanischer Informatiker (* 1924)
- 18. März: Franz Rieser, österreichischer Lehrer (* 1927)
- 19. März: Menotti Avanzolini, italienischer Fußballspieler (* 1923)
- 19. März: Giampaolo Calanchini, italienischer Säbelfechter (* 1937)
- 20. März: Joachim Richert, deutscher Schauspieler und Synchronsprecher (* 1938)
- 23. März: Damian McDonald, australischer Radrennfahrer (* 1972)
- 25. März: Robert Austrian, US-amerikanischer Bakteriologe, Immunologe und Mediziner (* 1916)
- 25. März: Heinz Schiller, Schweizer Automobilrennfahrer (* 1930)
- 27. März: Karl Deres, deutscher Politiker, MdB (* 1930)
- 27. März: Stefan Diestelmann, deutscher Bluesmusiker (* 1949)
- 27. März: Paul Christian Lauterbur, US-amerikanischer Radiologe und Nobelpreisträger (* 1929)
- 28. März: Tony Scott, US-amerikanischer Jazzmusiker (Klarinette, Saxophon, Electronics, Komposition)  (* 1921)
- 29. März: Margarete Hannsmann, deutsche Schriftstellerin (* 1921)
- 31. März: Phil Cordell, britischer Musiker (* 1947)
- 31. März: Paul Watzlawick, Soziologe, Philosoph (* 1921)
- 000März: Wladimir Awramow, bulgarischer Geiger und Musikpädagoge (* 1909)

### April
- 01. April: Hannah Nydahl, buddhistische Lehrerin (* 1946)
- 01. April: Hans Filbinger, Ministerpräsident von Baden-Württemberg (1966–1978) (* 1913)
- 02. April: Livio Vacchini, Schweizer Architekt (* 1933)
- 02. April: Ernst Feick, Präsident des Deutschen Handballbundes (1955–1966) (* 1911)
- 05. April: Werner Maser, deutscher Historiker und Publizist (* 1922)
- 08. April: Heinz-Georg Sievers, deutscher Arzt und Handballspieler (* 1923)
- 09. April: Egon Bondy, tschechischer Dichter und Philosoph (* 1930)
- 09. April: Wilhelm Karl Prinz von Preußen, letzter Enkel Wilhelms II. (* 1922)
- 09. April: Harry Rasky, kanadischer Dokumentarfilmproduzent und -regisseur (* 1928)
- 11. April: Bob Dyer, US-amerikanischer Singer-Songwriter, Autor und Filmemacher (* 1939)
- 11. April: Loïc Leferme, französischer Apnoetaucher (* 1970)
- 11. April: Kurt Vonnegut, US-amerikanischer Schriftsteller (* 1922)
- 11. April: Gordon Wilkins, britischer Journalist und Automobilrennfahrer (* 1912)
- 13. April: Peter Beil, deutscher Schlagersänger, Trompeter, Komponist und Bandleader (* 1937)
- 13. April: Matthias Hinze, deutscher Synchronsprecher (* 1969)
- 20. April: Andrew Hill, US-amerikanischer Jazz-Pianist und -Komponist (* 1931)
- 22. April: Kitaoka Fumio, japanischer Holzschnittkünstler (* 1918)
- 22. April: Karl Holzamer, deutscher Pädagoge, Philosoph und ZDF-Intendant (* 1906)
- 23. April: Boris Jelzin, russischer Präsident (1991–1999) (* 1931)
- 24. April: Arno Borst, deutscher Historiker (* 1925)
- 25. April: Edward Astley, britischer Adliger (* 1912)
- 25. April: Barbara Blida, ehemalige polnische Ministerin (* 1949)
- 25. April: Edgar Wisniewski, deutscher Architekt (* 1930)
- 26. April: Frank Jürgen „Eff Jott“ Krüger, deutscher Rockmusiker (* 1948)
- 26. April: Jack Valenti, langjähriger Präsident der Motion Picture Association of America (* 1921)
- 27. April: Mstislaw Leopoldowitsch Rostropowitsch, russischer Cellist, Pianist, Dirigent und Humanist (* 1927)
- 28. April: Laine Mets, estnische Pianistin und Musikpädagogin (* 1921)
- 28. April: Carl Friedrich von Weizsäcker, deutscher Physiker, Philosoph und Friedensforscher (* 1912)
- 30. April: Nana Adu Ababio II., nigerianischer Häuptling (* 1931)
- 30. April: Clemens Ostermann, deutscher Synchronsprecher (* 1984)

### Mai
- 01. Mai: Ejnar Krantz, US-amerikanischer Komponist, Organist, Pianist und Musikpädagoge (* 1915)
- 03. Mai: Ellsworth Milburn, US-amerikanischer Komponist, Musikpädagoge und Pianist (* 1938)
- 05. Mai: Theodore Maiman, US-amerikanischer Physiker (* 1927)
- 06. Mai: Ikegami Kaneo, japanischer Schriftsteller und Drehbuchautor (* 1923)
- 07. Mai: Hartwig Amman, deutscher Pastor und Heimatforscher (* 1927)
- 10. Mai: Horst Netzler, deutscher Generalmajor (* 1925)
- 11. Mai: Tanumafili II., samoanischer Staatschef (* 1913)
- 12. Mai: José Benito Barros, kolumbianischer Komponist (* 1915)
- 12. Mai: Gottfried Schädlich, deutscher Offizier und Schriftsteller (* 1917)
- 15. Mai: Tom Andersen, norwegischer Psychiater und Psychotherapeut (* 1936)
- 17. Mai: Héctor Casanova, kubanischer Sänger und Komponist (* 1942)
- 19. Mai: Jack Findlay, australischer Motorradrennfahrer (* 1935)
- 19. Mai: Eva Forest, spanische Schriftstellerin und Verlegerin (* 1928)
- 19. Mai: Hans Wollschläger, deutscher Aufklärer, Schriftsteller und Übersetzer (* 1935)
- 21. Mai: Clark Adams, US-amerikanischer Freidenker und Atheist (* 1969)
- 24. Mai: Wolfgang Bächler, deutscher Lyriker und Prosaist (* 1925)
- 24. Mai: Buddy Childers, US-amerikanischer Jazz-Trompeter (* 1926)
- 24. Mai: Gert Schliephake, deutscher Zoologe (* 1925)
- 26. Mai: Phyllis Sellick, englische Pianistin und Musikpädagogin (* 1911)
- 26. Mai: Marek Krejčí, slowakischer Fußballspieler (* 1980)
- 27. Mai: Izumi Sakai, japanische Popsängerin (Zard) (* 1967)
- 28. Mai: Jörg Immendorff, deutscher Maler (* 1945)
- 28. Mai: Fritz Bornemann, deutscher Architekt (* 1912)
- 30. Mai: Jean-Claude Brialy, französischer Schauspieler (* 1933)
- 31. Mai: Gerhard Ambros, deutscher Politiker (* 1928)
- 31. Mai: Fritz Swoboda, österreichischer Waffen-SS-Angehöriger und Kriegsverbrecher (* 1922)

### Juni
- 01. Juni: Warren Mattice Anderson, US-amerikanischer Rechtsanwalt und Politiker (* 1915)
- 02. Juni: Wolfgang Hilbig, deutscher Schriftsteller (* 1941)
- 03. Juni: Bedřich Janáček, tschechischer Organist, Komponist und Musikpädagoge (* 1920)
- 05. Juni: André David, französischer Komponist (* 1922)
- 07. Juni: Michael Hamburger, deutsch-britischer Lyriker und Übersetzer (* 1924)
- 08. Juni: Aden Abdullah Osman Daar, somalischer Präsident (* 1908)
- 08. Juni: Richard Rorty, US-amerikanischer Philosoph (* 1931)
- 09. Juni: Rudolf Arnheim, deutsch-amerikanischer Medienwissenschaftler (* 1904)
- 09. Juni: Walter Hase, deutscher Forstmann (* 1905)
- 09. Juni: Ousmane Sembène, senegalesischer Schriftsteller und Filmemacher (* 1923)
- 12. Juni: Guy de Rothschild, französischer Bankier und Industrieller (* 1909)
- 14. Juni: Kurt Waldheim, österreichischer Politiker, UN-Generalsekretär (1972–1981), Bundespräsident (1986–1992) (* 1918)
- 17. Juni: Claude Bridel, Schweizer evangelische Geistlicher und Hochschullehrer (* 1922)
- 17. Juni: Gianfranco Ferré, italienischer Modeschöpfer (* 1944)
- 18. Juni: Vilma Espín, Präsidentin des kubanischen Frauenverbandes (* 1930)
- 19. Juni: Antonio Aguilar, mexikanischer Sänger und Schauspieler (* 1919)
- 19. Juni: Klausjürgen Wussow, deutscher Schauspieler (* 1929)
- 21. Juni: Georg Danzer, österreichischer Musiker (* 1946)
- 21. Juni: James Carson, US-amerikanischer Country- und Old-Time-Musiker (* 1918)
- 22. Juni: Manuel Correia de Oliveira Andrade, brasilianischer Autor, Historiker, Geograph, Jurist und Professor (* 1922)
- 24. Juni: Chris Benoit, kanadischer Profi-Wrestler (* 1967)
- 24. Juni: Ernst Federn, österreichischer Psychoanalytiker und Widerstandskämpfer (* 1914)
- 26. Juni: Luigi Meneghello, italienischer Schriftsteller (* 1922)
- 26. Juni: Jupp Derwall, ehemaliger Trainer der deutschen Fußballnationalmannschaft (* 1927)
- 29. Juni: Edward Yang, taiwanesischer Filmregisseur (* 1947)
- 30. Juni: Georg Staudacher, österreichischer Theaterregisseur, Drehbuchautor und Schauspieler (* 1965)

### Juli
- 01. Juli: Robert McBride, US-amerikanischer Komponist (* 1911)
- 03. Juli: Johnny Frigo, US-amerikanischer Jazzbassist und -violinist (* 1916)
- 07. Juli: Hias, österreichischer Musiker (* 1950)
- 07. Juli: Anne McLaren, britische Entwicklungsbiologin und Genetikerin
- 10. Juli: Frank Kilroy, US-amerikanischer American-Football-Spieler (* 1921)
- 11. Juli: Glenda Emilie Adams, australische Schriftstellerin (* 1939)
- 11. Juli: Nana Gualdi, italienisch-deutsche Sängerin und Schauspielerin (* 1932)
- 11. Juli: Lady Bird Johnson, First Lady der USA (1963–1969) (* 1912)
- 12. Juli: Robert Burås, norwegischer Gitarrist (* 1975)
- 12. Juli: Letty Russell, US-amerikanische Theologin (* 1929)
- 16. Juli: Alan Shepherd, britischer Motorradrennfahrer (* 1935)
- 18. Juli: Karl Seebach, deutscher Mathematiker und Didaktiker (* 1912)
- 19. Juli: Rudolf Günter Langer, deutscher Schriftsteller und Lyriker (* 1923)
- 20. Juli: Ollie Bridewell, britischer Motorradrennfahrer (* 1985)
- 21. Juli: Sophie Bothilde Jensen, deutsch-dänische Malerin (* 1912)
- 22. Juli: Ulrich Mühe, deutscher Schauspieler (* 1953)
- 23. Juli: Mohammed Sahir Schah, afghanischer Monarch (* 1914)
- 23. Juli: George Tabori, ungarisch-britischer Autor und Theaterregisseur (* 1914)
- 24. Juli: Thorstein Aaby, norwegischer Gitarrist (* 1971)
- 24. Juli: Hans-Georg Ambrosius, deutscher bildender Künstler (* 1965)
- 24. Juli: Albert Ellis, US-amerikanischer Psychologe und Therapeut (* 1913)
- 25. Juli: Bernd Jakubowski, deutscher Fußballtorhüter (* 1952)
- 28. Juli: Isidore Isou, rumänisch-französischer Autor (* 1925)
- 28. Juli: Theo Altmeyer, deutscher Operntenor (* 1931)
- 29. Juli: Michel Serrault, französischer Schauspieler (* 1928)
- 30. Juli: Michelangelo Antonioni, italienischer Filmregisseur und Autor (* 1912)
- 30. Juli: Ingmar Bergman, schwedischer Regisseur (* 1918)
- 30. Juli: Louis Moyse, französischer Flötist und Komponist (* 1912)
- 30. Juli: Makoto Oda, japanischer Schriftsteller (* 1932)
- 30. Juli: Bill Walsh, US-amerikanischer American-Football-Trainer (* 1931)
- 31. Juli: Terry Winter Owens, US-amerikanische Komponistin, Pianistin und Cembalistin (* 1941)
- 31. Juli: Hilde Sicks, deutsche Volksschauspielerin (* 1920)

### August
- 01. August: Veikko Karvonen, finnischer Marathonläufer (* 1926)
- 01. August: Tommy Makem, irischer Folk-Sänger (* 1932)
- 02. August: Albert Richter, deutscher Forstwissenschaftler (* 1909)
- 02. August: Kay Dotrice, britische Schauspielerin (* 1929)
- 04. August: Lee Hazlewood, US-amerikanischer Musikproduzent und Sänger (* 1929)
- 04. August: Raul Hilberg, US-amerikanischer Historiker, Holocaust-Forscher (* 1926)
- 04. August: Anja Lundholm, deutsche Schriftstellerin (* 1918)
- 04. August: Ruth Zechlin, deutsche Komponistin (* 1926)
- 05. August: Oliver Hill, US-amerikanischer Jurist und Bürgerrechtler (* 1907)
- 05. August: Jean-Marie Kardinal Lustiger, Alterzbischof von Paris (* 1926)
- 05. August: Pedro Mesías, chilenischer Pianist und Dirigent (* 1926)
- 05. August: Hans Meyer, Bürgermeister der Stadt Hemer (* 1914)
- 05. August: Paul Rutherford, britischer Jazz-Posaunist (* 1940)
- 06. August: Heinz Barth, deutscher Kriegsverbrecher (* 1920)
- 06. August: Teizō Matsumura, japanischer Komponist (* 1929)
- 06. August: Élie de Rothschild, französischer Winzer und Bankier (* 1917)
- 07. August: Ernesto Alonso, mexikanischer Schauspieler, Fernsehregisseur und -Produzent (* 1917)
- 07. August: Jürgen Grasmück, deutscher Schriftsteller (* 1940)
- 07. August: Alfred Schrick, deutscher Schriftsteller (* 1919)
- 08. August: Joybubbles, US-amerikanischer Phreaker (* 1949)
- 08. August: Alexander Tollmann, österreichischer Geologe und Umweltaktivist (* 1928)
- 08. August: Julius Wess, österreichischer Physiker (* 1934)
- 09. August: Ulrich Plenzdorf, deutscher Schriftsteller, Theater- und Filmautor (* 1934)
- 09. August: Rudolf Thanner, deutscher Eishockeyspieler (* 1944)
- 10. August: Tony Wilson, britischer Musikmanager und Fernsehjournalist (* 1950)
- 12. August: Franz Antel, österreichischer Filmregisseur (* 1913)
- 12. August: Merv Griffin, US-amerikanischer Entertainer (* 1925)
- 13. August: Brian Adams, US-amerikanischer Wrestler (* 1963)
- 13. August: Brooke Astor, US-amerikanische Philanthropin (* 1902)
- 13. August: Gerhard Müller-Menckens, deutscher Architekt und Hochschullehrer (* 1917)
- 14. August: Bill Lomas, britischer Motorradrennfahrer (* 1928)
- 14. August: Dietmar N. Schmidt, deutscher Kulturmanager und Regisseur (* 1938)
- 14. August: Alice Schwarz-Gardos, israelische Journalistin und Autorin (* 1916)
- 16. August: Max Roach, US-amerikanischer Jazz-Schlagzeuger und -Komponist (* 1924)
- 18. August: Magdalen Nabb, britische Krimi- und Kinderbuchautorin (* 1947)
- 18. August: Madeleine Stern, US-amerikanische Antiquariats-Buchhändlerin und Autorin (* 1912)
- 20. August: Bolko Hoffmann, deutscher Politiker und Unternehmer (* 1937)
- 21. August: Volkmar Fritz, deutscher Archäologe (* 1938)
- 21. August: Kurt Hübner, deutscher Theaterregisseur und -intendant (* 1916)
- 21. August: Ulrich Müther, deutscher Architekt (* 1934)
- 21. August: Haley Paige, US-amerikanische Pornodarstellerin und -regisseurin mexikanischer und walisischer Herkunft (* 1981)
- 22. August: Grace Paley, US-amerikanische Schriftstellerin (* 1922)
- 22. August: Masahiko Togashi, japanischer Jazz-Schlagzeuger (* 1940)
- 24. August: Abd ar-Rahman Arif, ehemaliger irakischer Präsident (* 1916)
- 24. August: Aaron Russo, US-amerikanischer Filmemacher und Politiker (* 1943)
- 24. August: Hansjörg Felmy, deutscher Film- und Theaterschauspieler (* 1931)
- 25. August: Raymond Barre, französischer Politiker (* 1924)
- 25. August: Conrad Drzewiecki, polnischer Balletttänzer und Choreograph (* 1926)
- 25. August: Folker Weißgerber, deutscher Manager (* 1941)
- 26. August: Petr Kaplan, tschechischer Rocksänger und -Gitarrist (* 1940)
- 26. August: Gaston Thorn, luxemburgischer Politiker (* 1928)
- 27. August: Driss Basri, marokkanischer Politiker (* 1938)
- 27. August: Hans Ruesch, Schweizer Rennfahrer, Publizist und Schriftsteller (* 1913)
- 28. August: Sokrates Kapsaskis, ein griechischer Lyriker, Filmregisseur und Übersetzer (* 1928)
- 28. August: Francisco Umbral, spanischer Schriftsteller (* 1932)
- 28. August: Antonio Puerta Pérez, spanischer Fußballspieler (* 1984)
- 29. August: Pierre Messmer, französischer Politiker (* 1916)
- 29. August: Miyoshi Umeki, japanische Schauspielerin (* 1929)
- 29. August: Peter Willmann, deutscher Kommunalpolitiker und Oberbürgermeister der Stadt Weil am Rhein (* 1938)
- 30. August: Peter Bendixen, deutscher Politiker (* 1943)
- 30. August: José Luis de Vilallonga, spanischer Schauspieler und Autor (* 1920)

### September
- 02. September: Safet Isović, bosnischer Sänger (* 1936)
- 03. September: Janis Martin, US-amerikanische Rockabilly-Sängerin (* 1940)
- 03. September: Mária Szepes, ungarische Autorin (* 1908)
- 05. September: Thomas Hansen, norwegischer Musiker (* 1976)
- 06. September: Martin Čech, tschechischer Eishockeyspieler (* 1976)
- 06. September: Madeleine L’Engle, US-amerikanische Autorin (* 1918)
- 06. September: Luciano Pavarotti, italienischer Tenor (* 1935)
- 07. September: John Compton, lucianischer Politiker (* 1925)
- 07. September: Mark Weil, usbekischer Theaterregisseur (* 1952)
- 08. September: George Crum, kanadischer Dirigent und Pianist (* 1926)
- 09. September: Helmut Senekowitsch, österreichischer Fußballspieler und -trainer (* 1933)
- 10. September: Rolf Reuter, deutscher Dirigent und Hochschullehrer (* 1926)
- 10. September: Jane Wyman, US-amerikanische Schauspielerin (* 1917)
- 11. September: Joe Zawinul, österreichischer Jazz-Pianist und Bandleader (* 1932)
- 12. September: Gerlind Ahnert, deutsche Moderatorin, Schauspielerin und Synchronsprecherin (* 1934)
- 12. September: Bobby Byrd, US-amerikanischer Soulmusiker (* 1934)
- 13. September: Gaetano Arfé, italienischer Politiker, Journalist und Historiker (* 1925)
- 13. September: Abdul Sattar Abu Rischa, irakischer Sunnitenführer (* 1972)
- 14. September: Hermine Aichenegg, österreichische Künstlerin (* 1915)
- 14. September: Robert Savoie, kanadischer Sänger und Musikpädagoge (* 1927)
- 15. September: Colin McRae, britischer Rallyefahrer (* 1968)
- 15. September: Aldemaro Romero, venezolanischer Komponist und Dirigent (* 1928)
- 15. September: Brett Somers, US-amerikanische Schauspielerin und Komikerin (* 1924)
- 16. September: Buster Ramsey, US-amerikanischer American-Football-Spieler und -Trainer (* 1920)
- 16. September: Robert Jordan, US-amerikanischer Schriftsteller (* 1948)
- 21. September: Jürgen Roland, deutscher Filmregisseur (* 1925)
- 22. September: André Gorz, österreichisch-französischer Sozialphilosoph (* 1923)
- 22. September: Marcel Marceau, französischer Pantomime (* 1923)
- 22. September: Peter Schulze-Rohr, deutscher Regisseur und Drehbuchautor (* 1926)
- 24. September: Kurt Goldstein, deutscher Journalist und Intendant (* 1914)
- 24. September: Helga Anton, hauptberufliche Beterin und Autorin (* 1923)
- 24. September: Wolfgang Panofsky, US-amerikanischer Teilchenphysiker (* 1919)
- 25. September: Ella Barowsky, deutsche Politikerin (* 1912)
- 25. September: Haidar Abdel-Shafi, palästinensischer Arzt und Politiker (* 1919)
- 26. September: Stanisław Andrzejewski, polnischer Soziologe (* 1919)
- 27. September: R. Paul Drummond, US-amerikanischer Komponist und Musikpädagoge (* 1947)
- 27. September: Horst Podlasly, deutscher Fußballtorhüter (* 1936)
- 27. September: Ilse Schwipper, deutsche Politaktivistin (* 1937)
- 28. September: Anton Schall, deutscher Orientalist (* 1920)
- 29. September: Lois Maxwell, kanadische Schauspielerin (* 1927)
- 30. September: Milan Jelić, bosnischer Politiker (* 1956)
- 30. September: Oswald Mathias Ungers, deutscher Architekt (* 1926)

### Oktober
- 01. Oktober: Marianne Fritz, österreichische Schriftstellerin (* 1948)
- 01. Oktober: Al Oerter, US-amerikanischer Diskuswerfer (* 1936)
- 01. Oktober: Uwe Ronneburger, deutscher Politiker (* 1920)
- 02. Oktober: Elfi von Dassanowsky, österreich-amerikanische Produzentin und Musikerin (* 1924)
- 03. Oktober: Herbert Muschamp, US-amerikanischer Architekturkritiker (* 1947)
- 03. Oktober: Pablo Palazuelo, spanischer Maler (* 1916)
- 03. Oktober: Tony Ryan, irischer Unternehmer (* 1936)
- 04. Oktober: Leili Andre, estnische Dichterin und Schriftstellerin (* 1922)
- 05. Oktober: Alexandra Boulat, französische Kriegsfotografin (* 1962)
- 05. Oktober: Walter Kempowski, deutscher Schriftsteller (* 1929)
- 05. Oktober: Jeroným Zajíček, US-amerikanischer Komponist und Musikpädagoge tschechischer Herkunft (* 1926)
- 07. Oktober: Norick Abe, japanischer Motorradrennfahrer (* 1975)
- 07. Oktober: Josef Rut, tschechischer Komponist, Geiger und Musikwissenschaftler (* 1926)
- 08. Oktober: Constantin Andreou, griechisch-französischer Maler (* 1917)
- 09. Oktober: Kurt Schwaen, deutscher Komponist (* 1909)
- 09. Oktober: Fausto Correia, portugiesischer Politiker (* 1951)
- 11. Oktober: Chinmoy, indischer Gemeinschaftsgründer (* 1931)
- 11. Oktober: Roy Rosenzweig, US-amerikanischer Historiker (* 1950)
- 11. Oktober: Mehmed Uzun, kurdisch-türkischer Schriftsteller (* 1953)
- 12. Oktober: Kishō Kurokawa, japanischer Architekt (* 1934)
- 13. Oktober: Pieter Bakker Schut, niederländischer Strafverteidiger (* 1941)
- 14. Oktober: Big Moe, US-amerikanischer Rapper (* 1974)
- 16. Oktober: Deborah Kerr, britische Filmschauspielerin (* 1921)
- 16. Oktober: Toše Proeski, mazedonischer Popsänger (* 1981)
- 17. Oktober: Joey Bishop, US-amerikanischer Entertainer (* 1918)
- 17. Oktober: Rüdiger von Wechmar, deutscher Diplomat (* 1923)
- 18. Oktober: Lucky Dube, südafrikanischer Musiker und Songwriter (* 1964)
- 19. Oktober: Jan Wolkers, niederländischer Autor und bildender Künstler (* 1925)
- 20. Oktober: Jürgen Graf, deutscher Hörfunk- und Fernsehjournalist (* 1927)
- 21. Oktober: Ernst Ludwig Ehrlich, Schweizer Historiker und Judaist (* 1921)
- 21. Oktober: Don Fellows, US-amerikanischer Schauspieler (* 1922)
- 21. Oktober: R. B. Kitaj, US-amerikanischer Maler (* 1932)
- 21. Oktober: Ileana Sonnabend, US-amerikanische Galeristin und Kunsthändlerin (* 1914)
- 22. Oktober: Ève Curie, französisch-US-amerikanische Autorin (* 1904)
- 23. Oktober: David George Kendall, britischer Mathematiker (* 1918)
- 23. Oktober: Gun Kessle, schwedische Fotografin und Autorin (* 1926)
- 23. Oktober: Ingrid Trobisch, US-amerikanische Autorin (* 1926)
- 24. Oktober: Hermann Benjes, Landschaftsgärtner, Naturfotograf und Schriftsteller (* 1937)
- 24. Oktober: Petr Eben, tschechischer Komponist (* 1929)
- 24. Oktober: Adolf Oberth, siebenbürgischer Chemiker und Erfinder (* 1928)
- 25. Oktober: Harvey Shapiro, US-amerikanischer Cellist und Musikpädagoge (* 1911)
- 26. Oktober: José Carlos da Fonseca, brasilianischer Jurist und Politiker (* 1931)
- 26. Oktober: Arthur Kornberg, US-amerikanischer Biochemiker (* 1918)
- 28. Oktober: Evelyn Hamann, deutsche Schauspielerin (* 1942)
- 28. Oktober: Manfred Kuttner, deutscher Maler (* 1937)
- 28. Oktober: Jimmy Makulis, griechischer Schlagersänger (* 1935)
- 31. Oktober: Jacques Heuclin, französischer Politiker und Automobilrennfahrer (* 1946)

### November
- 01. November: Paul Tibbets, US-amerikanischer Bomberpilot, Brigadegeneral (* 1915)
- 02. November: Oreste Benzi, italienischer Geistlicher und Gemeinschaftsgründer (* 1925)
- 02. November: Don Freeland, US-amerikanischer Automobilrennfahrer (* 1925)
- 02. November: Jürgen Labenski, deutscher Filmwissenschaftler und -kritiker (* 1940)
- 02. November: Igor Moissejew, russischer Choreograf und Tänzer (* 1906)
- 02. November: Peter Bronkhorst, niederländischer Aktivist (* 1946)
- 04. November: Massimo Consoli, italienischer Autor (* 1945)
- 04. November: Cyprian Ekwensi, nigerianischer Schriftsteller (* 1921)
- 04. November: Hideo Hagiwara, japanischer Maler (* 1913)
- 04. November: Peter Viertel, deutsch-US-amerikanischer (Drehbuch-)Autor (* 1920)
- 05. November: Nils Liedholm, schwedischer Fußballspieler und -trainer (* 1922)
- 06. November: Enzo Biagi, italienischer Journalist, Autor, Fernsehmoderator (* 1920)
- 06. November: Hank Thompson, US-amerikanischer Country-Sänger (* 1925)
- 06. November: Lee Denson, US-amerikanischer Rockabilly-Musiker (* 1932)
- 08. November: Chad Varah, britischer anglikanischer Geistlicher (* 1911)
- 09. November: Romuald Pekny, österreichischer Schauspieler (* 1920)
- 10. November: Norman Mailer, US-amerikanischer Schriftsteller (* 1923)
- 10. November: John H. Noble, deutsch-amerikanischer Unternehmer (* 1923)
- 11. November: Delbert Mann, US-amerikanischer Filmregisseur (* 1920)
- 12. November: Werner Geier, österreichischer Radiojournalist (* 1962)
- 12. November: Bob Holbert, US-amerikanischer Unternehmer und Automobilrennfahrer (* 1922)
- 12. November: Ira Levin, US-amerikanischer (Drehbuch-)Autor (* 1929)
- 12. November: Peter Steiner, Schweizer Werbefigur und Musiker (* 1917)
- 13. November: Robert Taylor, US-amerikanischer Sprinter und Olympiasieger (* 1948)
- 13. November: Peter Zinner, österreichisch-amerikanischer Filmeditor (* 1919)
- 14. November: Rainer Baumann, deutscher Musiker (* 1949)
- 15. November: Domokos Kosáry, ungarischer Historiker (* 1913)
- 16. November: Pierre Granier-Deferre, französischer Filmregisseur (* 1927)
- 16. November: Billy Hagan, Unternehmer, Automobilrennfahrer und Rennstallbesitzer (* 1932)
- 17. November: Hans Heigert, deutscher Zeitungs- und Fernsehredakteur (* 1925)
- 19. November: Ernst Aly, deutscher Kaufmann und Funktionär der Hitler-Jugend (* 1912)
- 19. November: Magda Szabó, ungarische Schriftstellerin (* 1917)
- 20. November: Ian Smith, rhodesischer Politiker (* 1919)
- 21. November: Fernando Fernán Gómez, spanischer Schauspieler und Regisseur (* 1921)
- 21. November: Valda Aveling, australische Cembalistin und Pianistin (* 1920)
- 21. November: Robert Etcheverry, französischer Schauspieler (Arpad, der Zigeuner) (* 1937)
- 22. November: Maurice Béjart, französischer Tänzer und Choreograf (* 1927)
- 22. November: Wend von Kalnein, deutscher Kunsthistoriker und Schriftsteller (* 1914)
- 22. November: Reg Park, britischer Bodybuilder (* 1928)
- 23. November: Wladimir Alexandrowitsch Krjutschkow, sowjet-russischer KGB-Funktionär (* 1924)
- 23. November: Inge Langen, deutsche Schauspielerin (* 1924)
- 24. November: Gustav Reiner, deutscher Motorradrennfahrer (* 1953)
- 25. November: Agnethe Davidsen, grönländische Politikerin (* 1947)
- 25. November: Karlhans Frank, deutscher Lyriker und Prosa-Autor (* 1937)
- 25. November: Peter Lipton, US-amerikanischer Wissenschaftstheoretiker (* 1954)
- 26. November: Pierre Miquel, französischer Historiker und Autor (* 1930)
- 27. November: Cecil Payne, US-amerikanischer Jazzmusiker (* 1922)
- 27. November: Jane Rule, kanadische Autorin (* 1931)
- 27. November: Bill Willis, US-amerikanischer American-Football-Spieler und -Trainer (* 1921)
- 28. November: Elly Beinhorn, deutsche Pilotin (* 1907)
- 28. November: Gudrun Wagner, deutsche Festspielorganisatorin (* 1944)
- 29. November: Günter Apel, deutscher Gewerkschafter und Politiker (* 1927)
- 29. November: Roger Smith, US-amerikanischer Manager (* 1925)
- 30. November: Engin Arık, türkische Nuklearphysikerin (* 1948)
- 30. November: Evel Knievel, US-amerikanischer Stuntman (* 1938)
- 30. November: François-Xavier Ortoli, französischer Politiker und Geschäftsmann (* 1925)

### Dezember
- 01. Dezember: Ken McGregor, australischer Tennisspieler (* 1929)
- 02. Dezember: Tada Michitarō, japanischer Literaturwissenschaftler und -kritiker (* 1924)
- 04. Dezember: Pimp C, US-amerikanischer Rapper (* 1973)
- 04. Dezember: David Reese, US-amerikanischer Pokerspieler (* 1951)
- 05. Dezember: H. Wiley Hitchcock, US-amerikanischer Musikwissenschaftler (* 1923)
- 05. Dezember: Karlheinz Stockhausen, deutscher Komponist (* 1928)
- 05. Dezember: John Winter, australischer Hochsprung-Leichtathlet (* 1924)
- 06. Dezember: Marjorie Eccles, britische Autorennfahrerin (* 1910)
- 06. Dezember: Wolfgang Aßbrock, deutscher Politiker (* 1952)
- 08. Dezember: Erhard D. Klinke, deutscher Beamter und Universitätspräsident (* 1934)
- 09. Dezember: Kurt Schmied, österreichischer Fußballtorwart (* 1926)
- 12. Dezember: Josep Guinovart, spanischer Maler und Grafiker (* 1927)
- 12. Dezember: Hans Hansen, deutscher Sportfunktionär (* 1926)
- 12. Dezember: Ike Turner, US-amerikanischer Musiker (* 1931)
- 13. Dezember: Floyd Westerman, US-amerikanisch-indianischer Aktivist, Sänger und Schauspieler (* 1936)
- 15. Dezember: Diane Middlebrook, US-amerikanische Autorin (* 1939)
- 16. Dezember: Dan Fogelberg, US-amerikanischer Musiker und Komponist (* 1951)
- 16. Dezember: Harald Genzmer, deutscher Komponist (* 1909)
- 17. Dezember: Celestino Piatti, Schweizer Grafiker und Buchgestalter (* 1922)
- 17. Dezember: Karl-Emil Schade, deutscher Pfarrer und Bibelübersetzer (* 1927)
- 19. Dezember: Willy Sommerfeld, deutscher Stummfilm-Pianist (* 1904)
- 20. Dezember: Peer Hultberg, dänischer Slawist, Autor, Psychoanalytiker (* 1935)
- 21. Dezember: Antonia Arnold, deutsche Schriftstellerin (* 1922)
- 22. Dezember: Julien Gracq, französischer Schriftsteller (* 1910)
- 23. Dezember: Aloísio Lorscheider, brasilianischer Kardinal (* 1924)
- 23. Dezember: Oscar Peterson, kanadischer Jazz-Pianist und -komponist (* 1925)
- 25. Dezember: Juan Alfredo Arzube Jaramillo, Weihbischof in Los Angeles (* 1918)
- 25. Dezember: Grete Heger, österreichisch-schweizerische Theaterschauspielerin (* 1916)
- 25. Dezember: Hans Otte, deutscher Komponist und Pianist (* 1926)
- 26. Dezember: Joe Dolan, irischer Popsänger (* 1939)
- 26. Dezember: Les Humphries, britischer Popsänger (* 1940)
- 27. Dezember: Ardyth Alton, US-amerikanische Cellistin und Musikpädagogin (* 1916)
- 27. Dezember: Benazir Bhutto, pakistanische Politikerin (* 1953)
- 27. Dezember: Jerzy Kawalerowicz, polnischer Filmregisseur (* 1922)
- 27. Dezember: Jaan Kross, estnischer Schriftsteller (* 1920)
- 27. Dezember: Toni Menzinger, deutsche Politikerin (* 1905)
- 29. Dezember: Reijo Laksola, finnischer Eishockeyspieler (* 1952)
- 30. Dezember: Bert Bolin, schwedischer Meteorologe und Klimaforscher (* 1925)
- 30. Dezember: Hans Ulrich Kempski, deutscher Journalist (* 1922)
- 31. Dezember: Markku Peltola, finnischer Schauspieler und Musiker (* 1956)
- 31. Dezember: Ettore Sottsass, italienischer Architekt und Designer (* 1917)

### Datum unbekannt
- Gerda Henning, deutsche Malerin (* 1923)
- Lilo Netz-Paulik, deutsche Bildhauerin (* 1922)
- Alberto Soresina, italienischer Komponist und Musikpädagoge (* 1911)

### Galerie der Verstorbenen

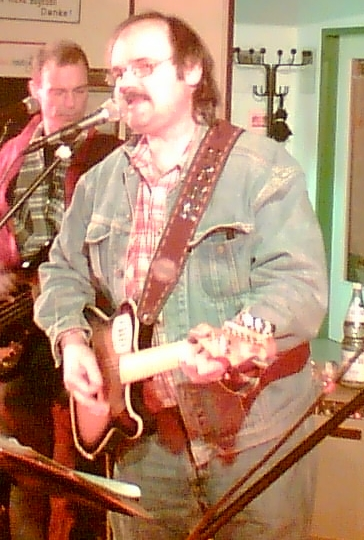
1. Januar: Hank Häberle (2006)
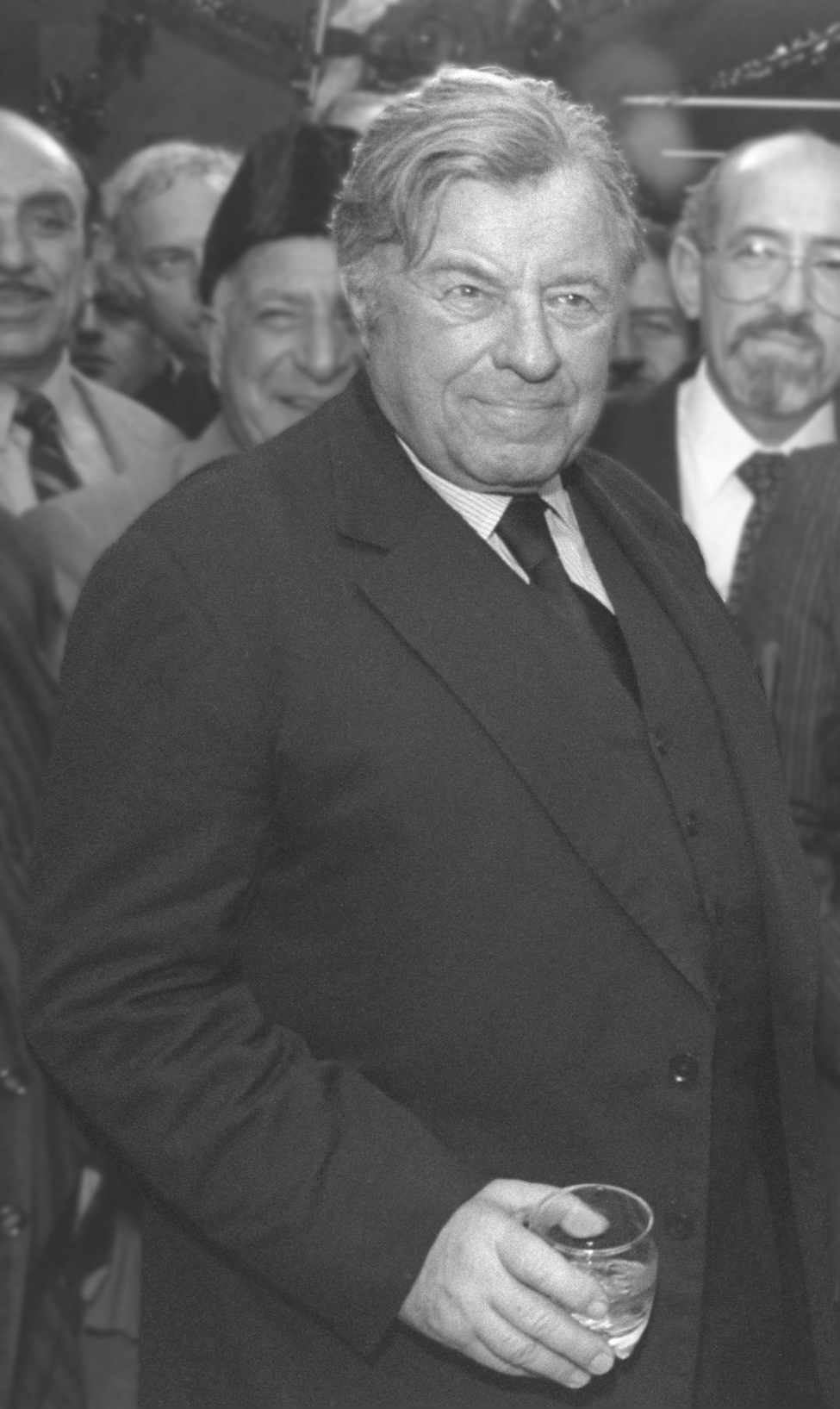
2. Januar: Teddy Kollek (1984)
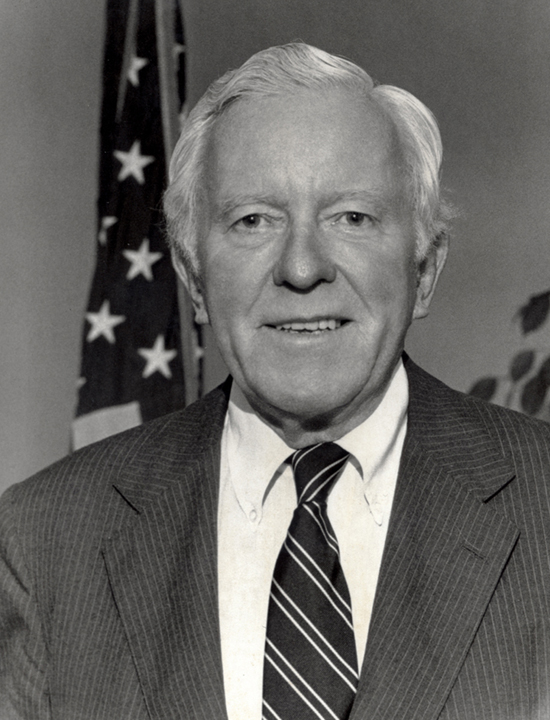
3. Januar: William Verity (?)
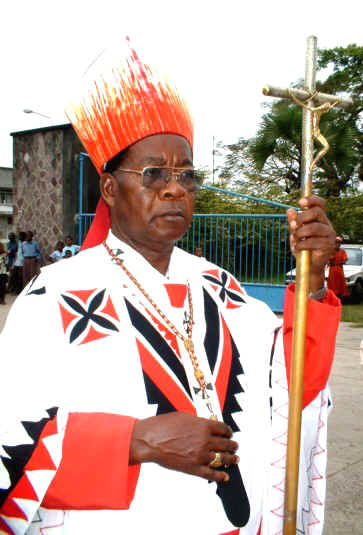
6. Januar: Frédéric Etsou-Nzabi-Bamungwabi (2006)
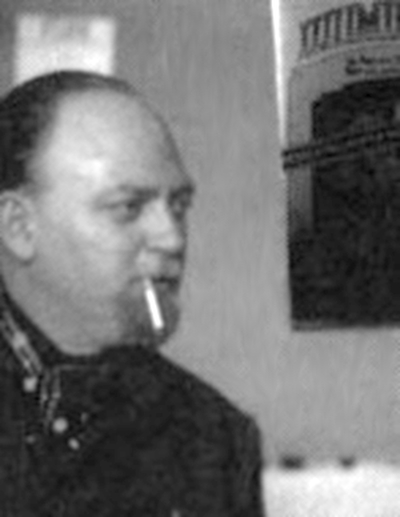
11. Januar: Robert Anton Wilson (1977)
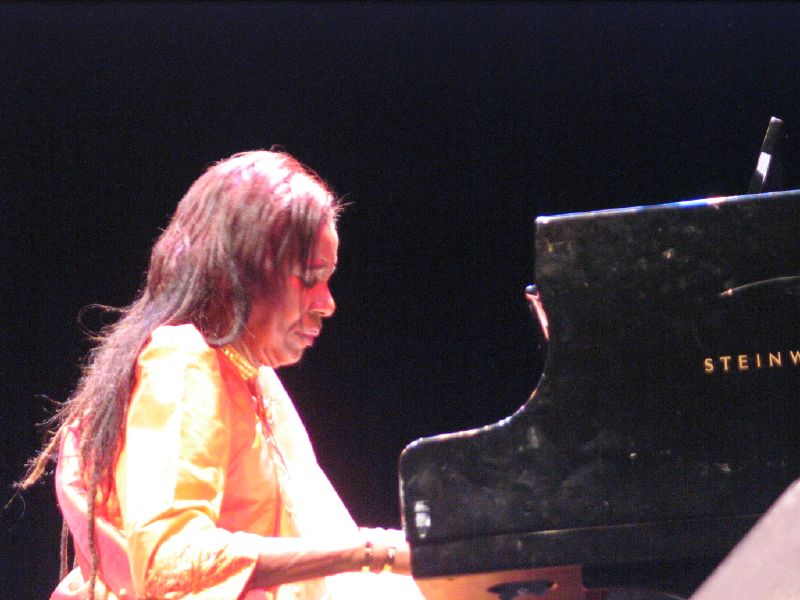
12. Januar: Alice Coltrane (2006)
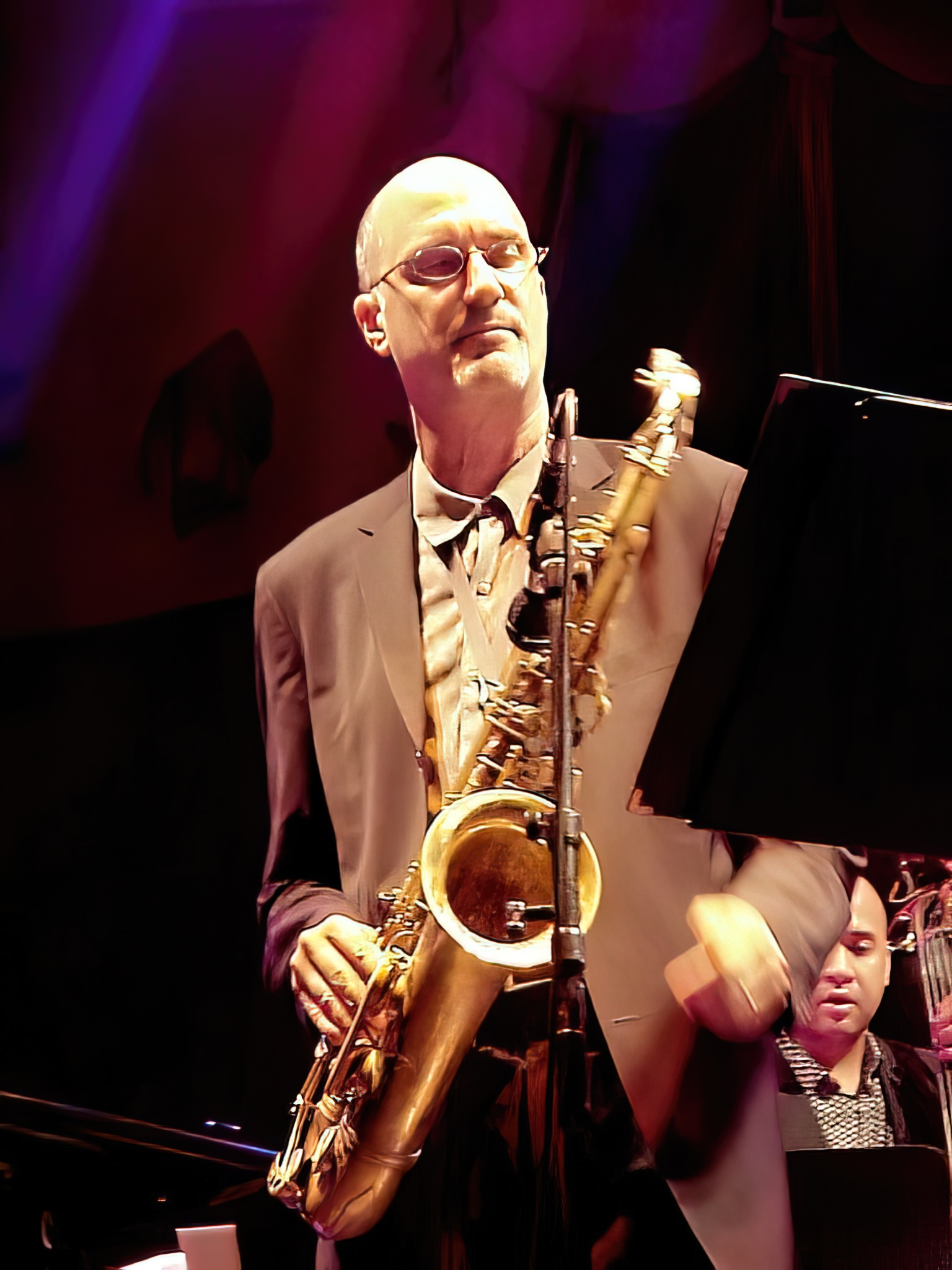
13. Januar: Michael Brecker (2001)
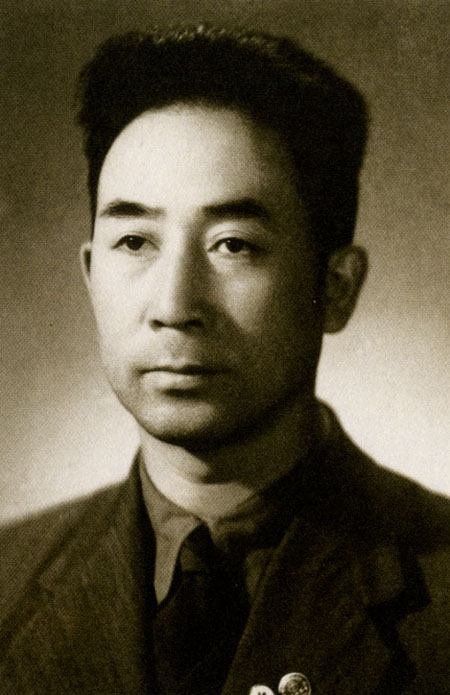
15. Januar: Bo Yibo (1946)
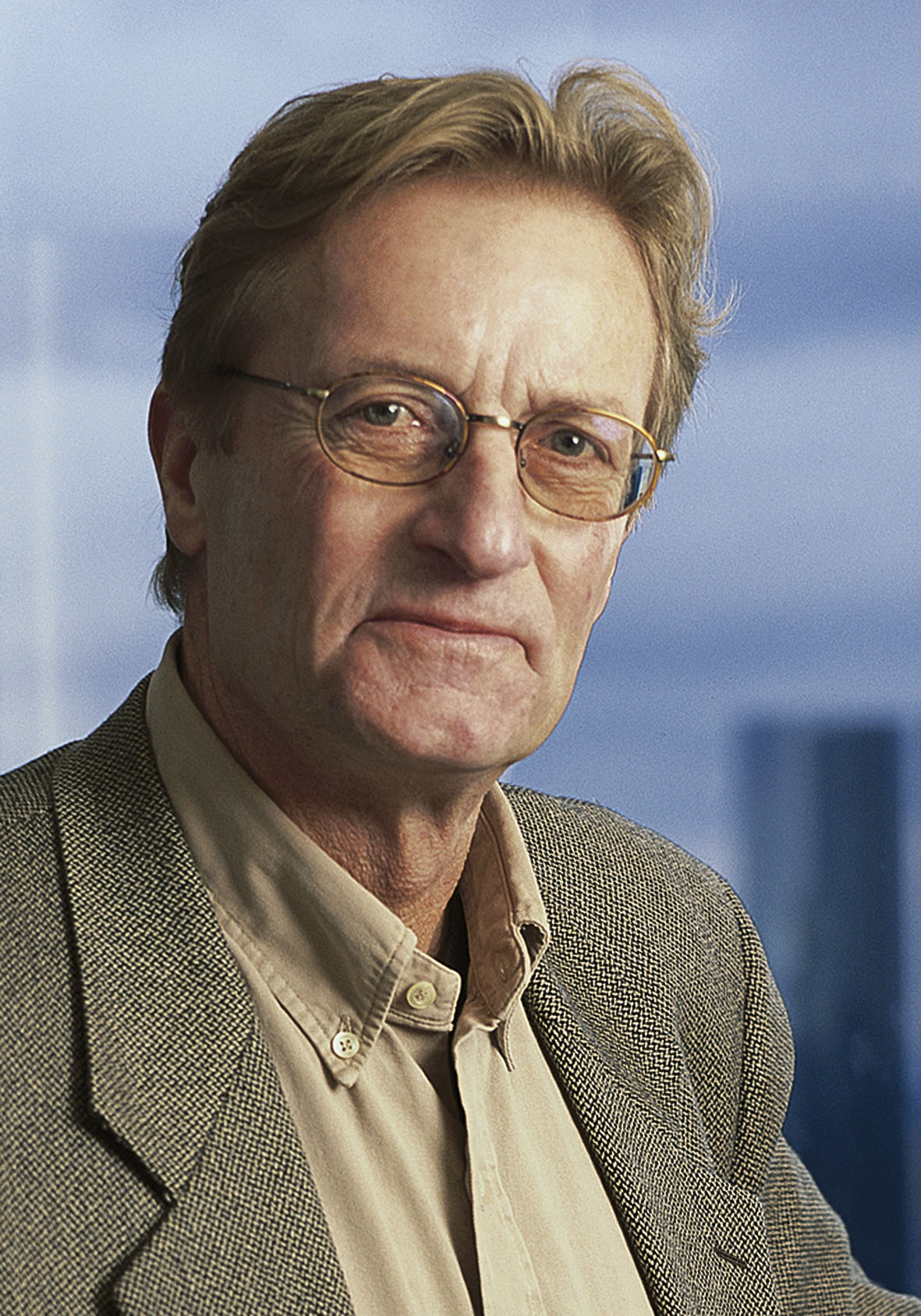
16. Januar: Karl Otto Hondrich (?)
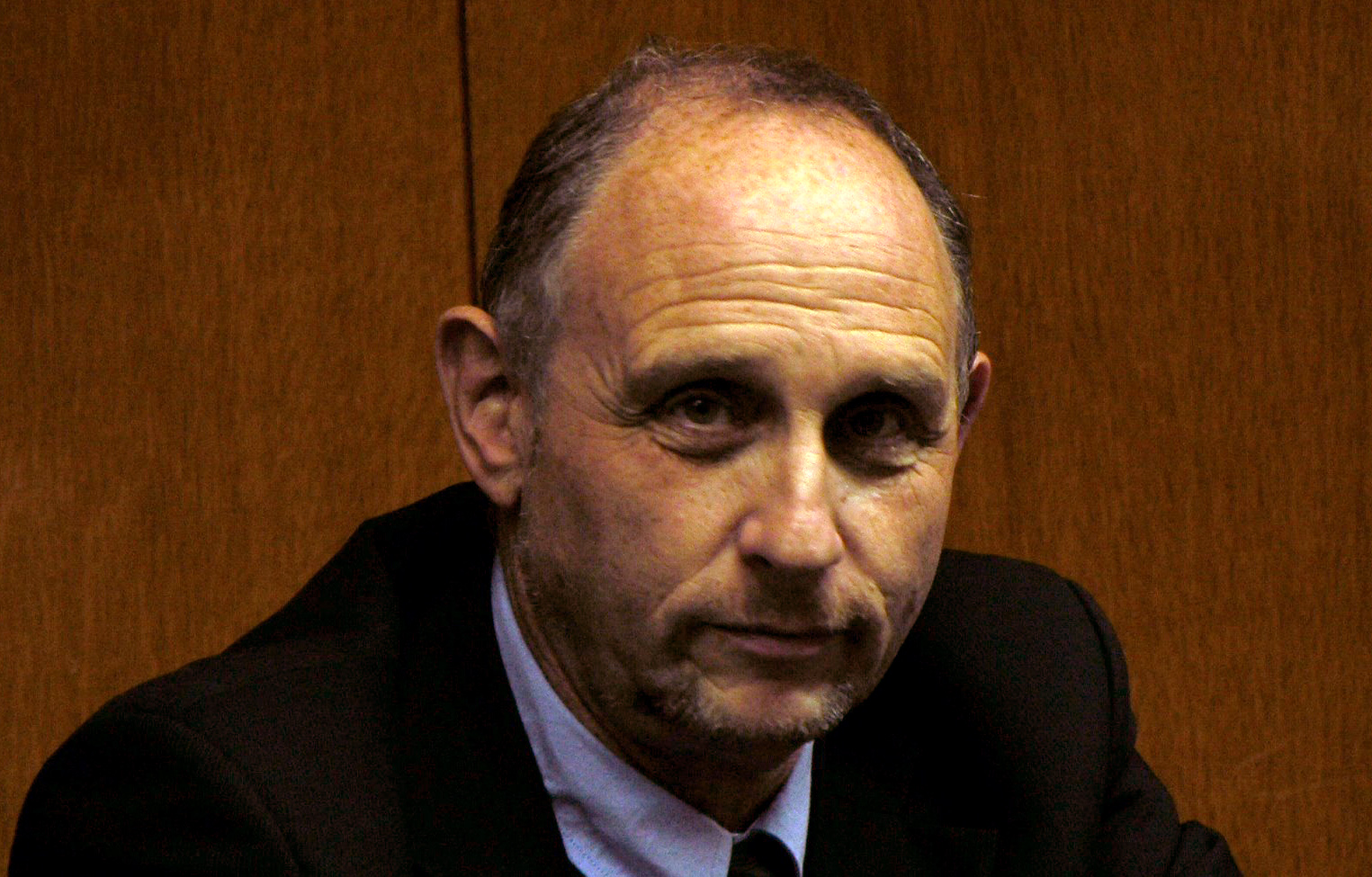
16. Januar: Yuri Stern (2004)
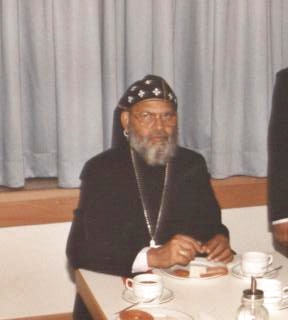
18. Januar: Cyril Baselios Malancharuvil (1996)
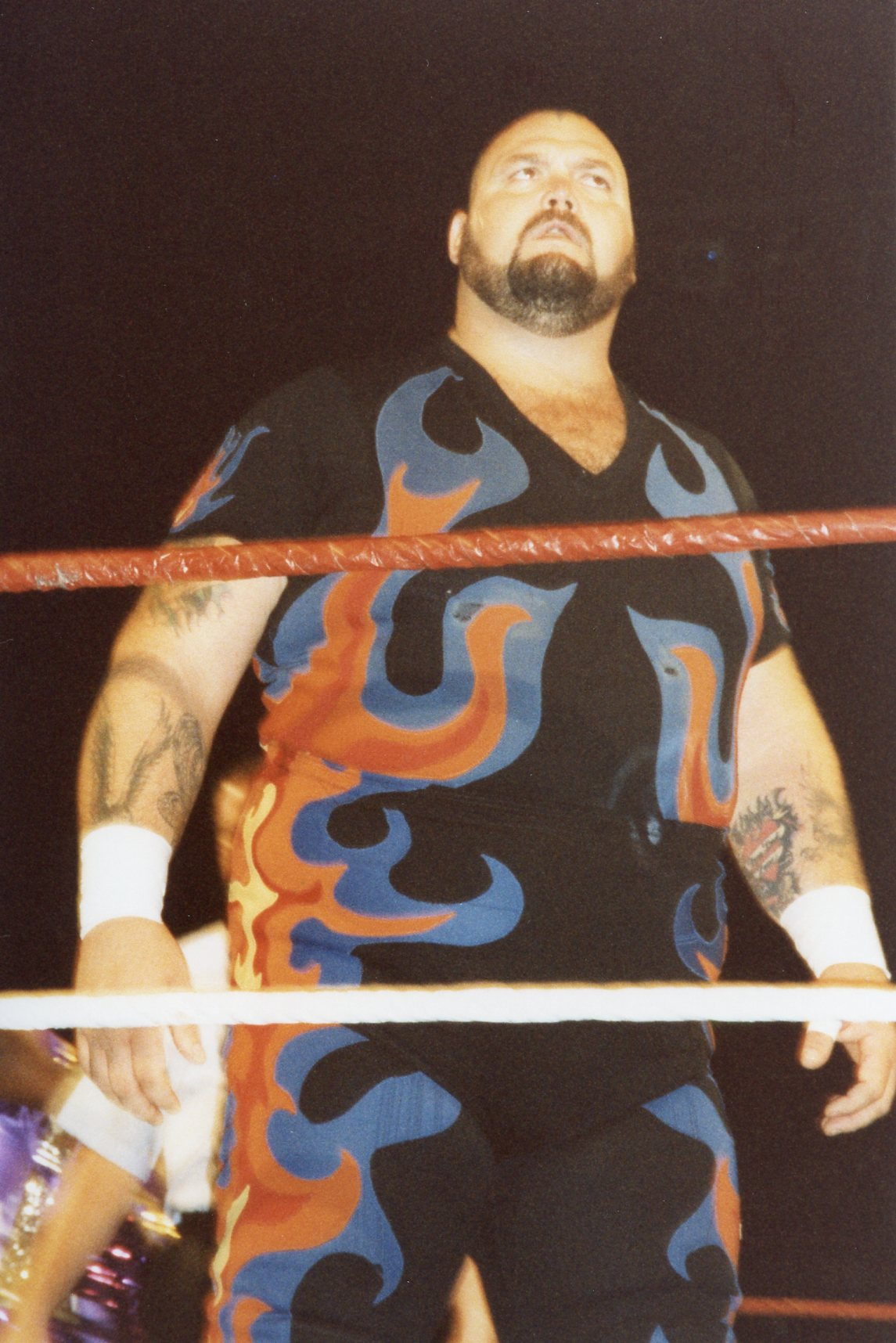
19. Januar: Scott Bigelow (1994)
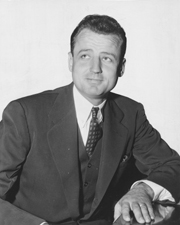
20. Januar: George Smathers (?)
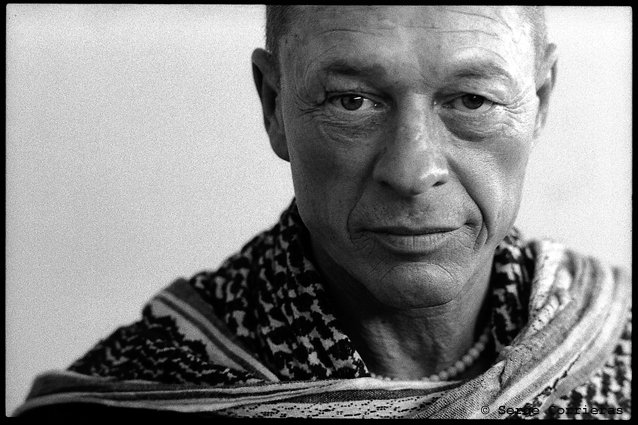
22. Januar: Siegfried Kessler (1987)
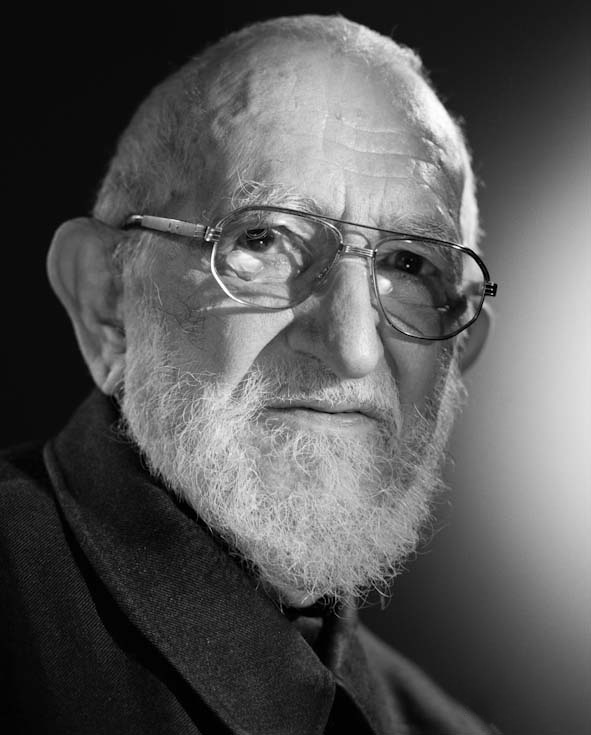
22. Januar: Abbé Pierre (1999)
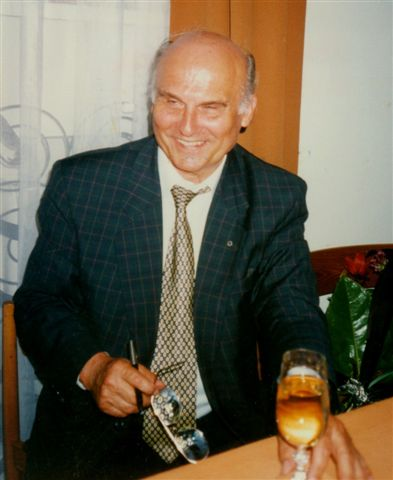
23. Januar: Ryszard Kapuściński (1997)
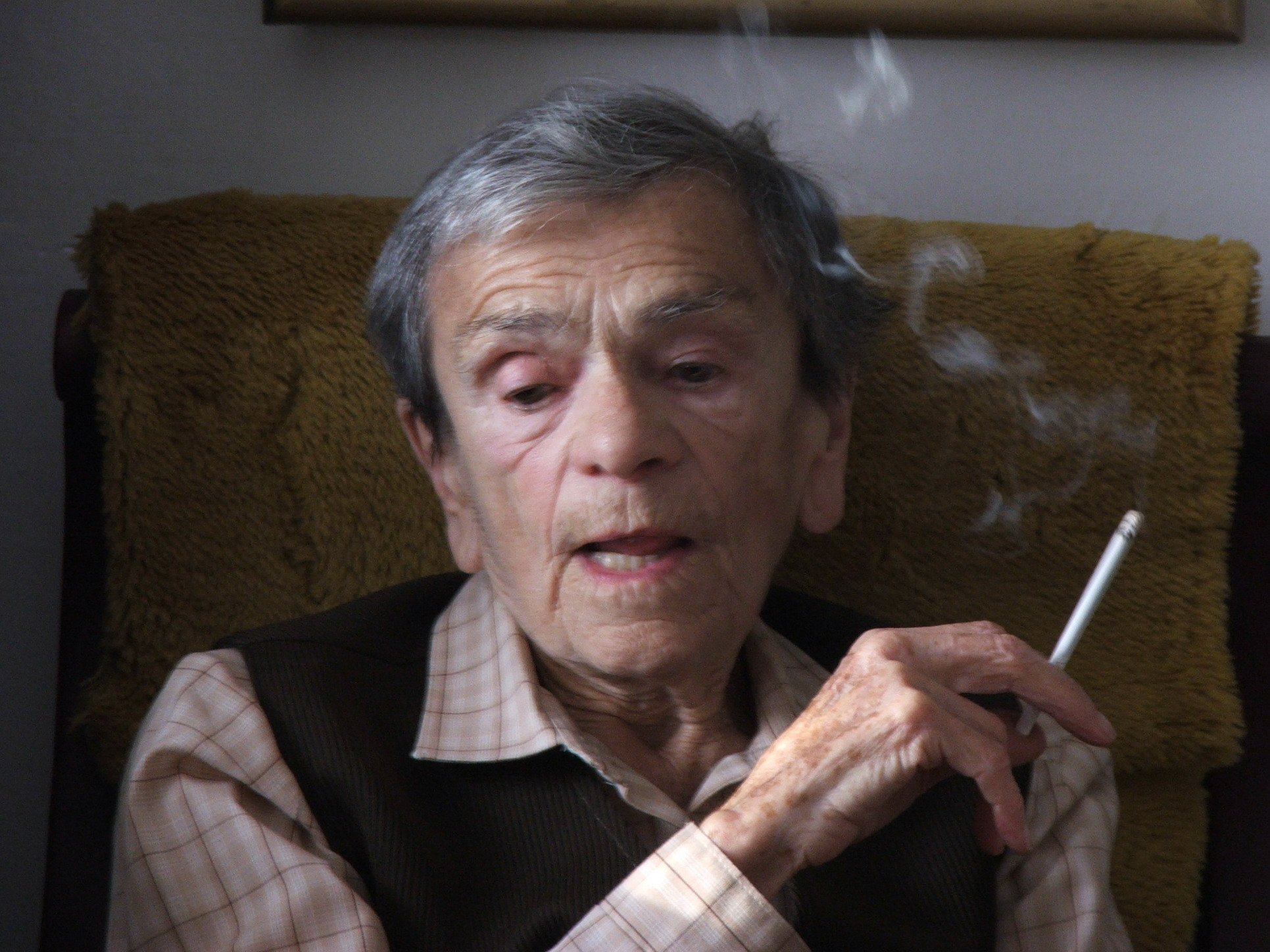
24. Januar: Krystyna Feldman (2005)
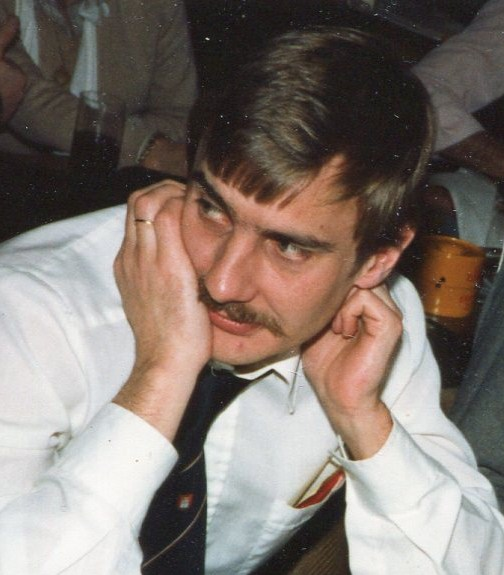
28. Januar: Werner Hackmann (1981)
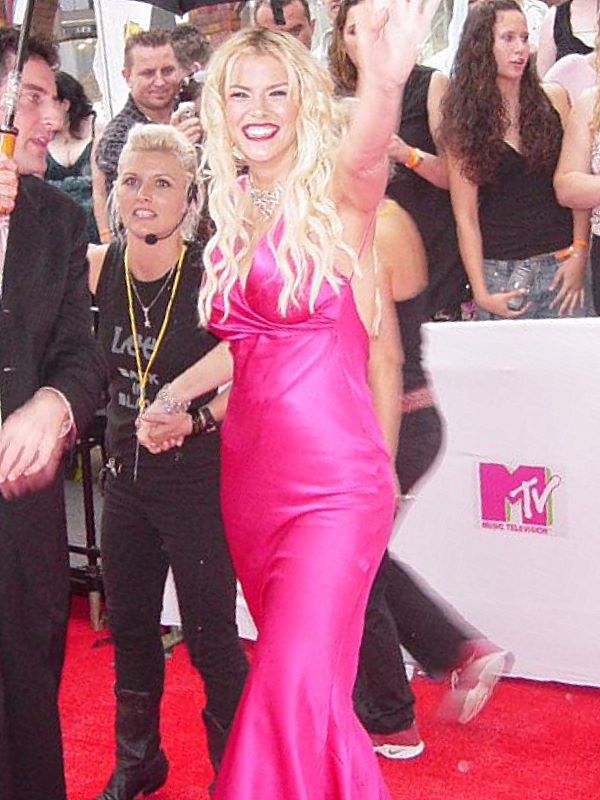
8. Februar: Anna Nicole Smith (2005)
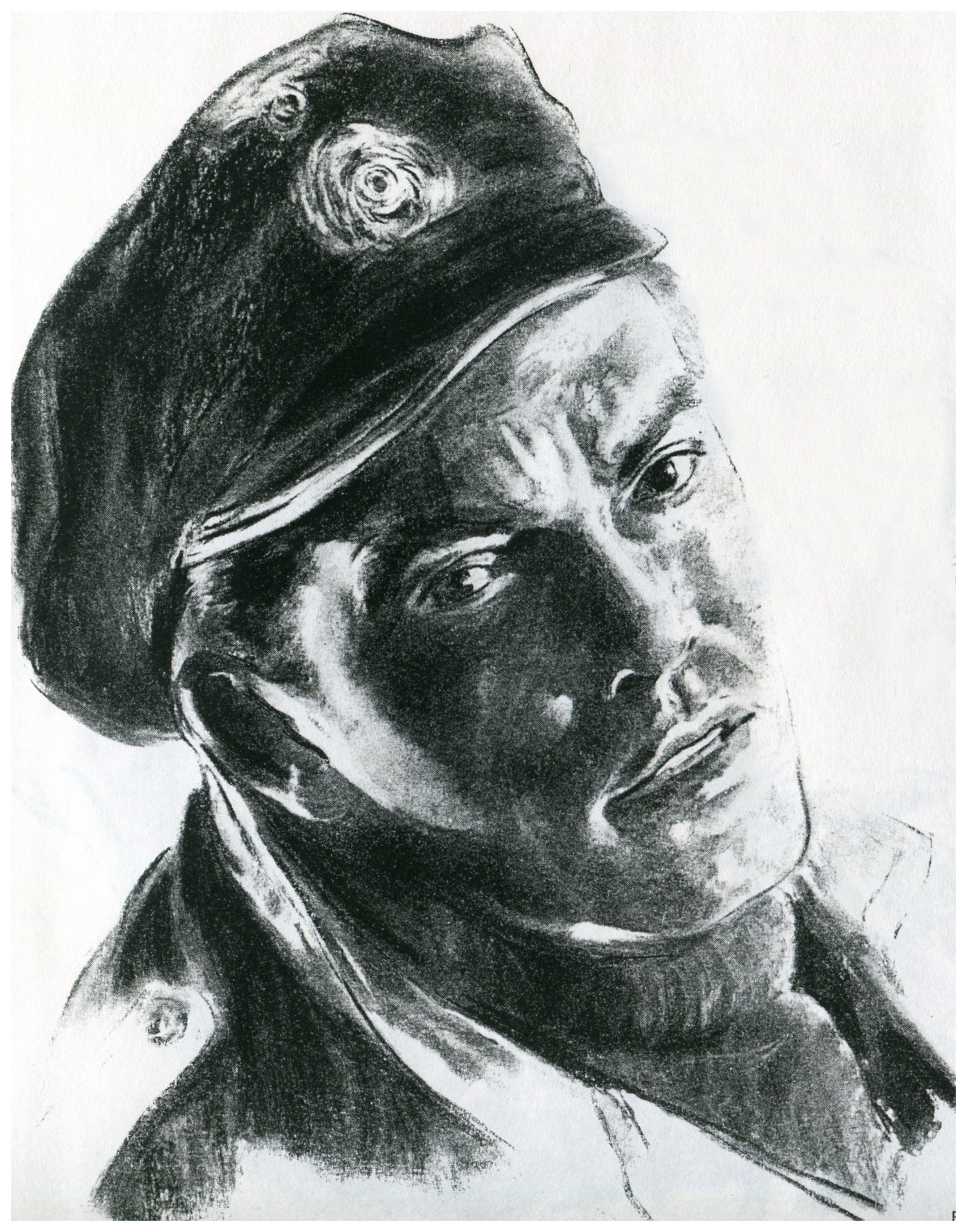
9. Februar: Erik Schumann (1959)
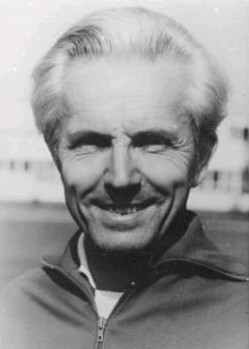
12. Februar: Georg Buschner (1974)
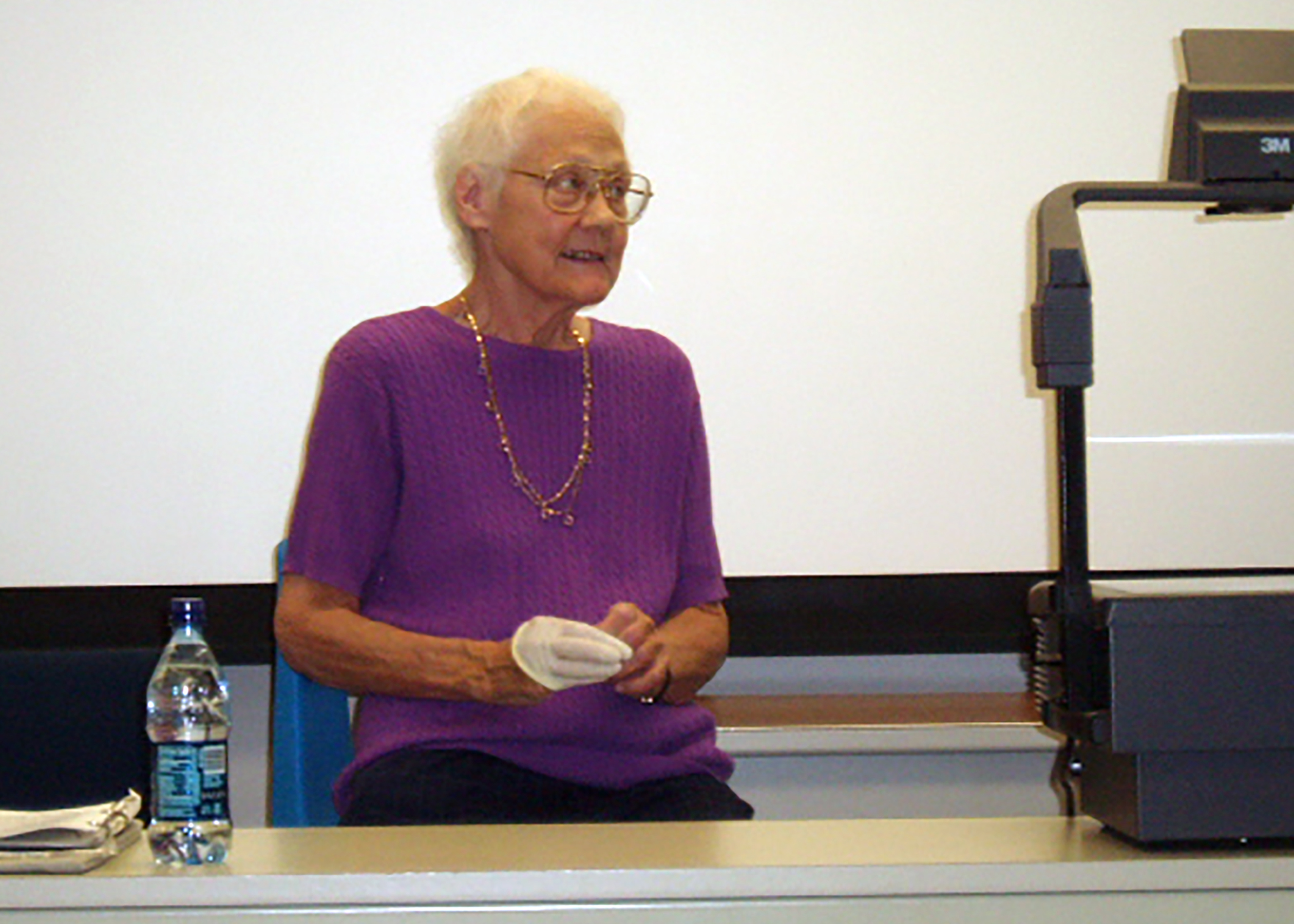
18. Februar: Barbara Gittings (2006)
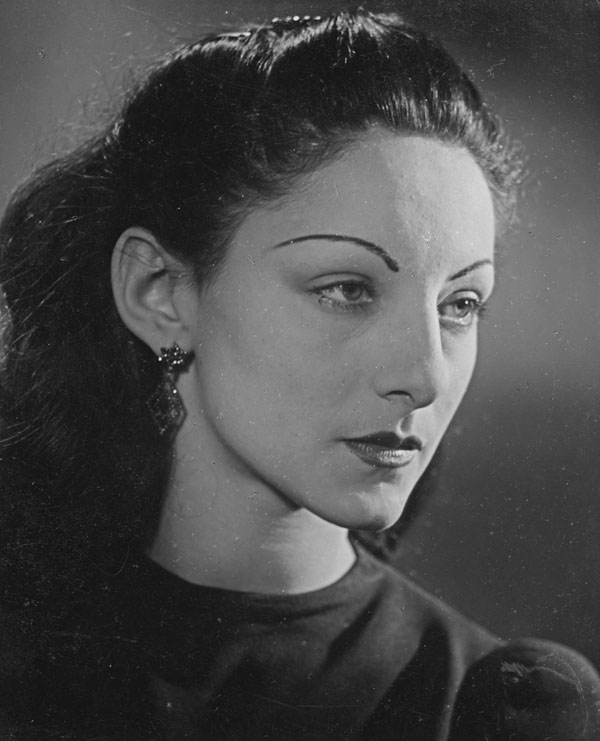
19. Februar: Celia Franca (1946)
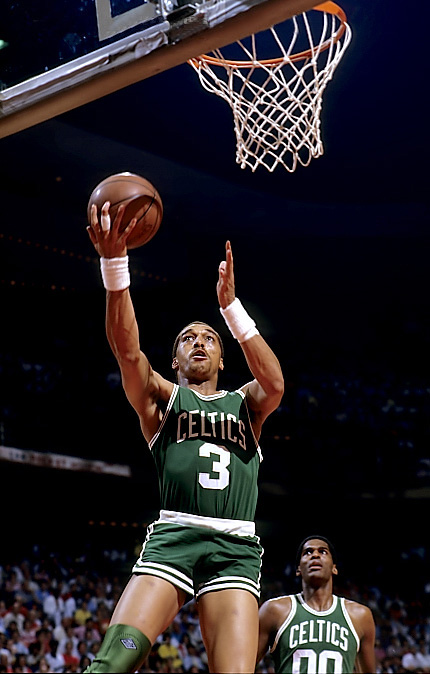
22. Februar: Dennis Johnson (?)
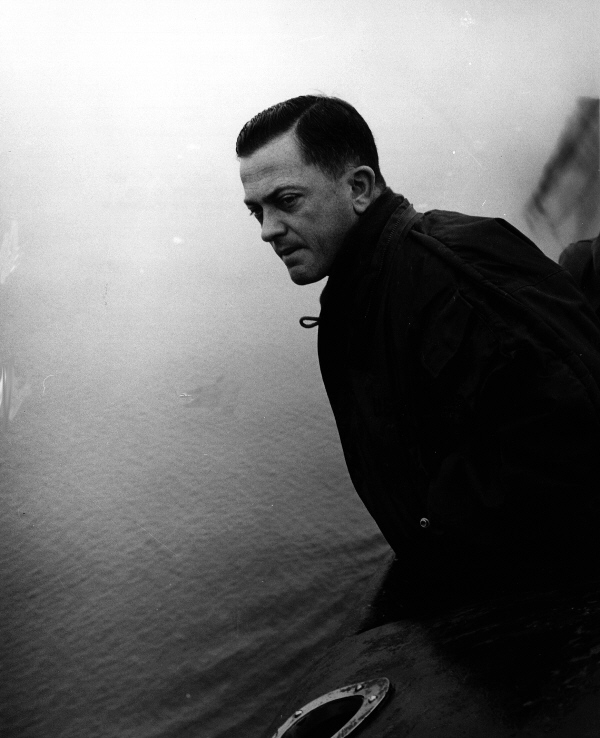
25. Februar: William Anderson (?)
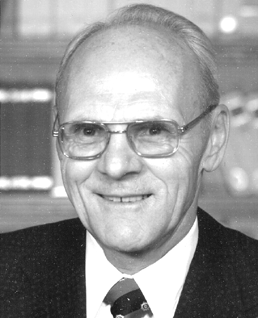
2. März: Thomas S. Kleppe (?)
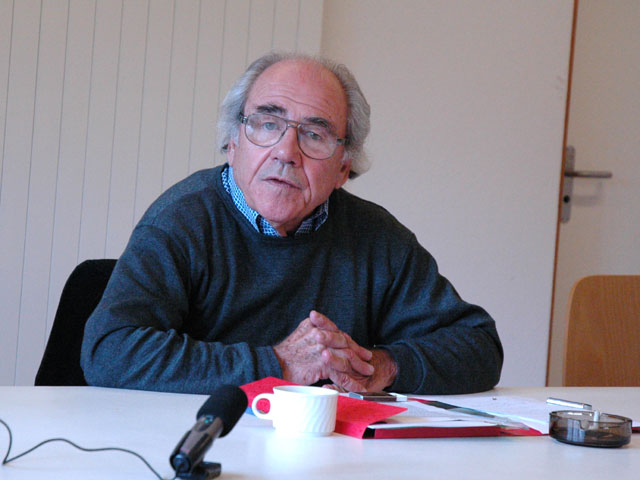
6. März: Jean Baudrillard (2004)
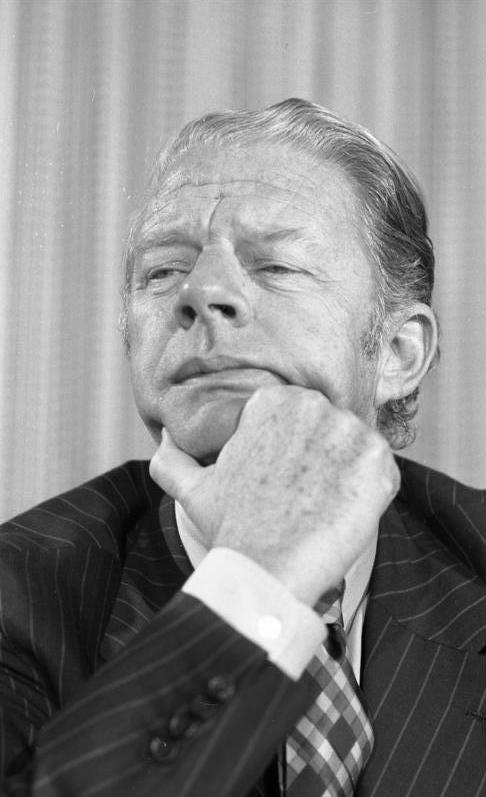
8. März: Otto Wolff von Amerongen (1977)
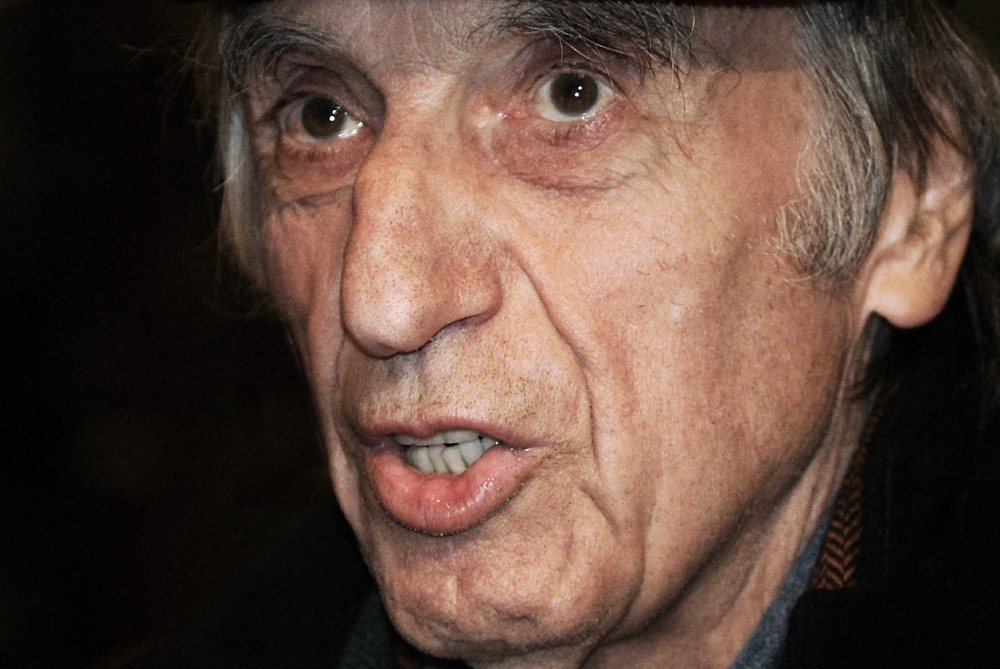
13. März: Herbert Fux (2006)
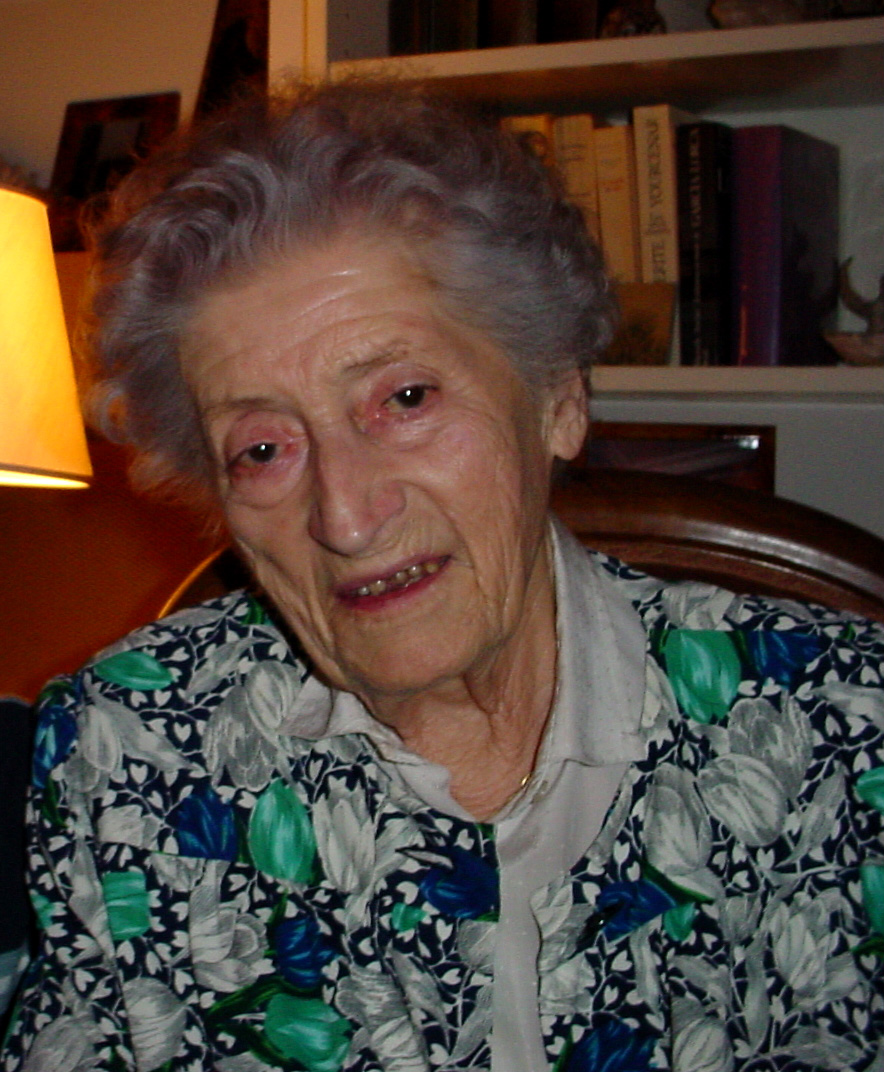
14. März: Lucie Aubrac (2003)
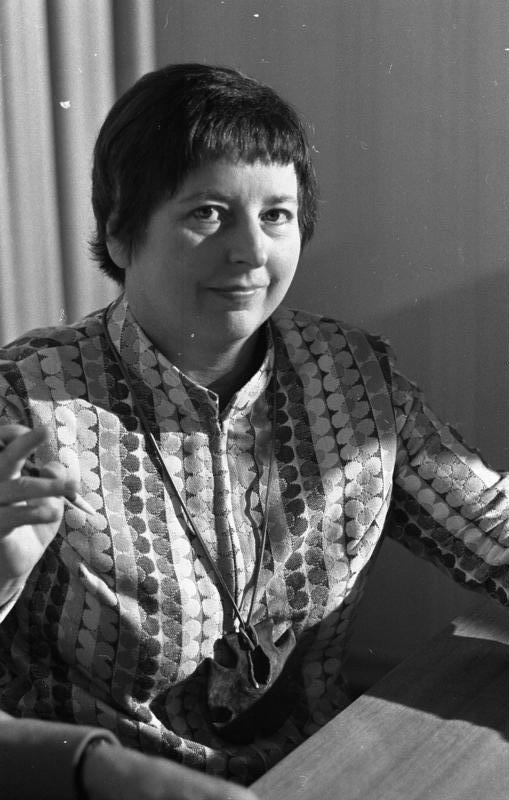
29. März: Margarete Hannsmann (1970)
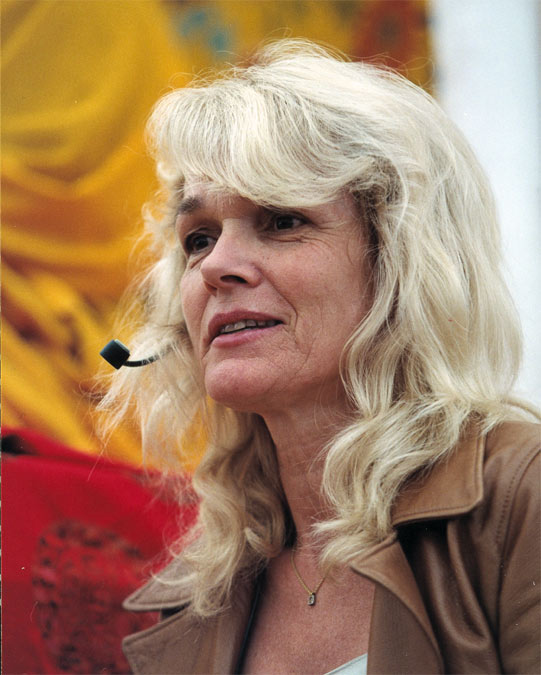
1. April: Hannah Nydahl (2005)
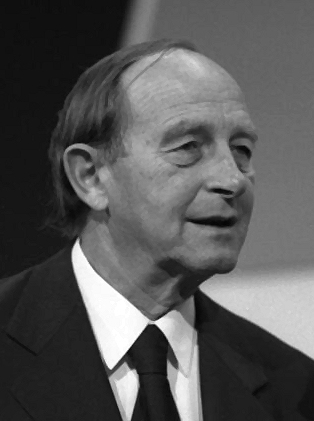
1. April: Hans Filbinger (1978)
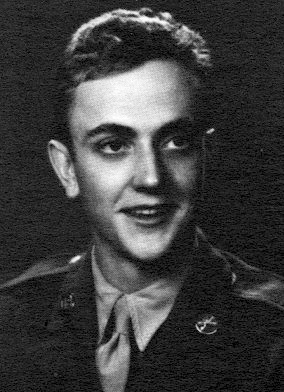
11. April: Kurt Vonnegut (?)
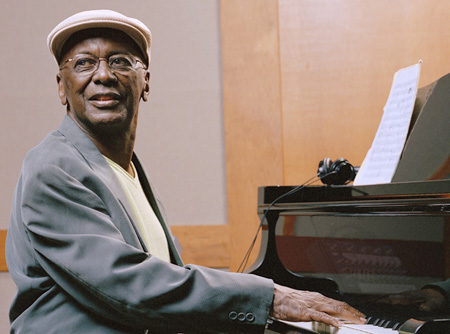
20. April: Andrew Hill (200?)
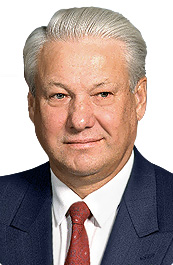
23. April: Boris Jelzin (?)
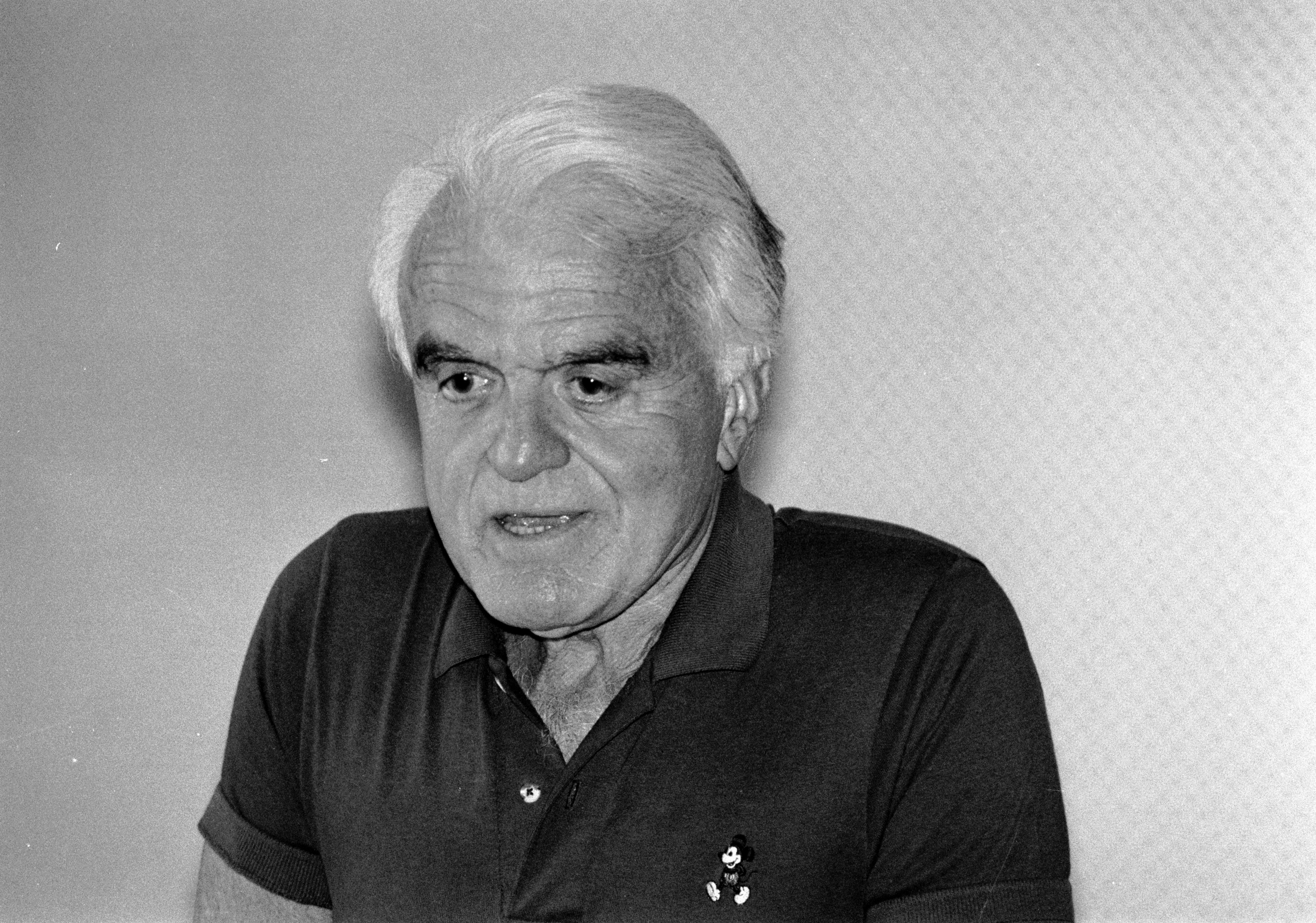
26. April: Jack Valenti (1991)
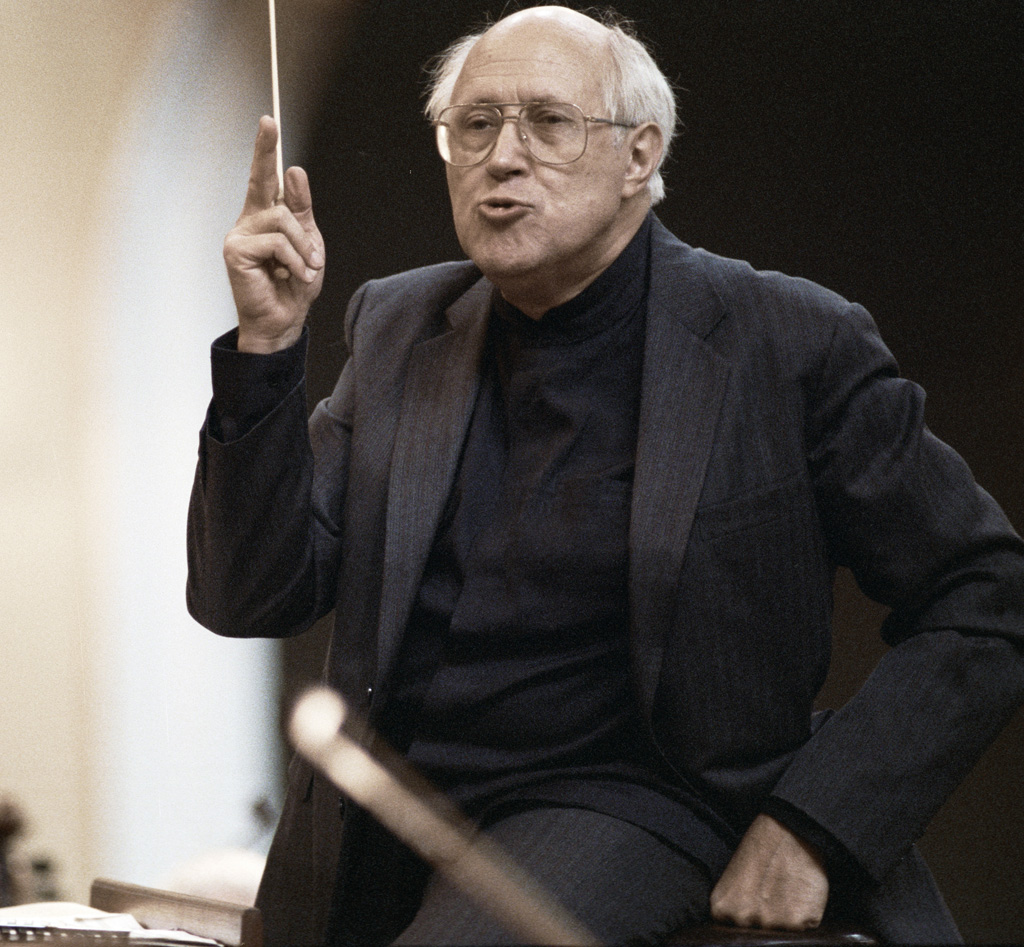
27. April: Mstislaw Rostropowitsch (1993)
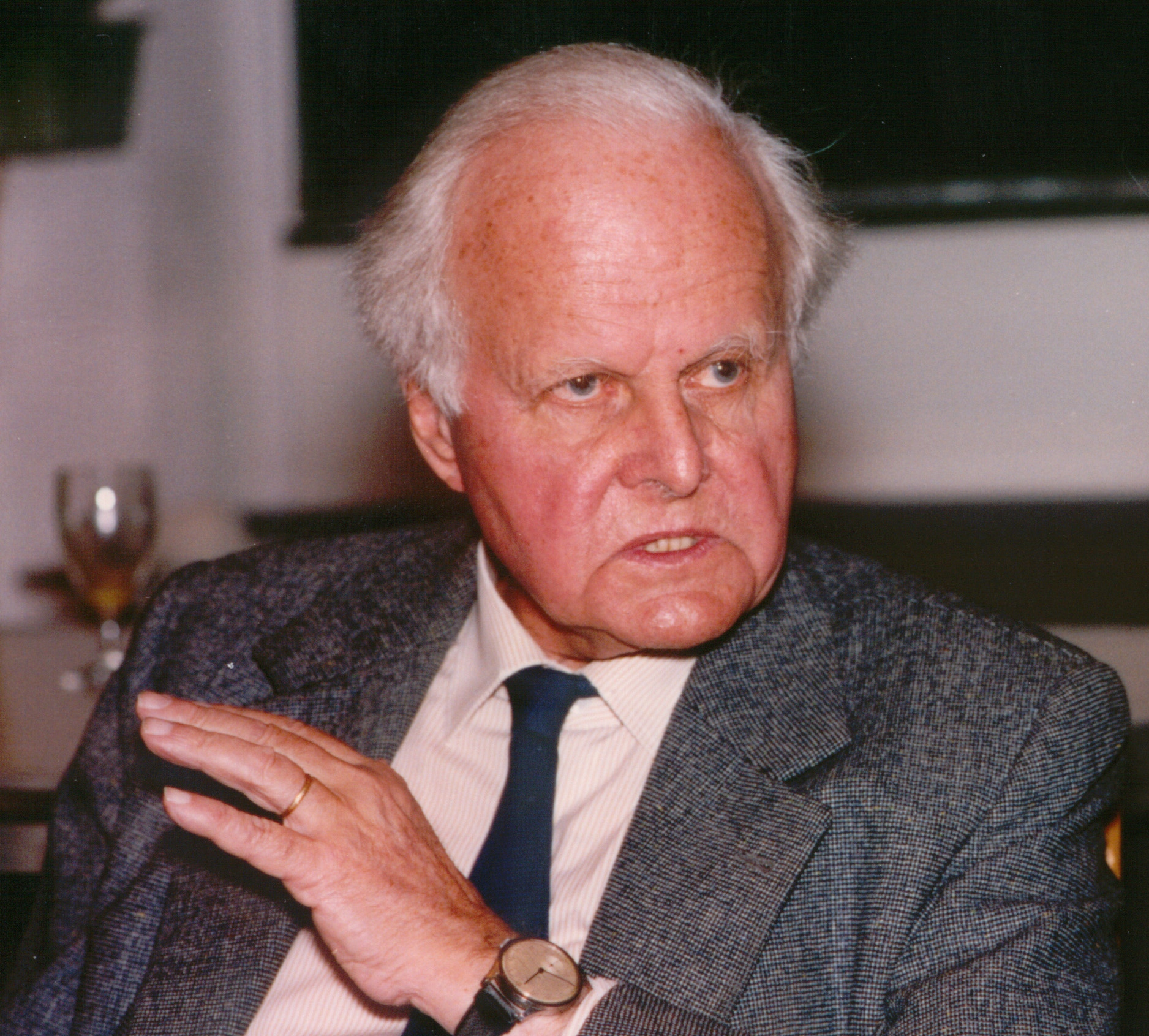
28. April: Carl Friedrich von Weizsäcker (1993)
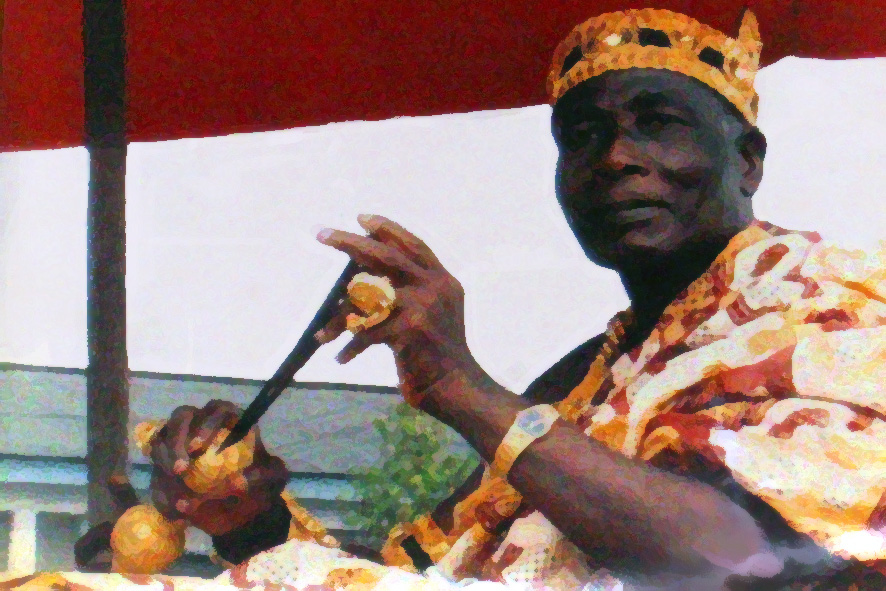
30. April: Adu Ababio II. (?)
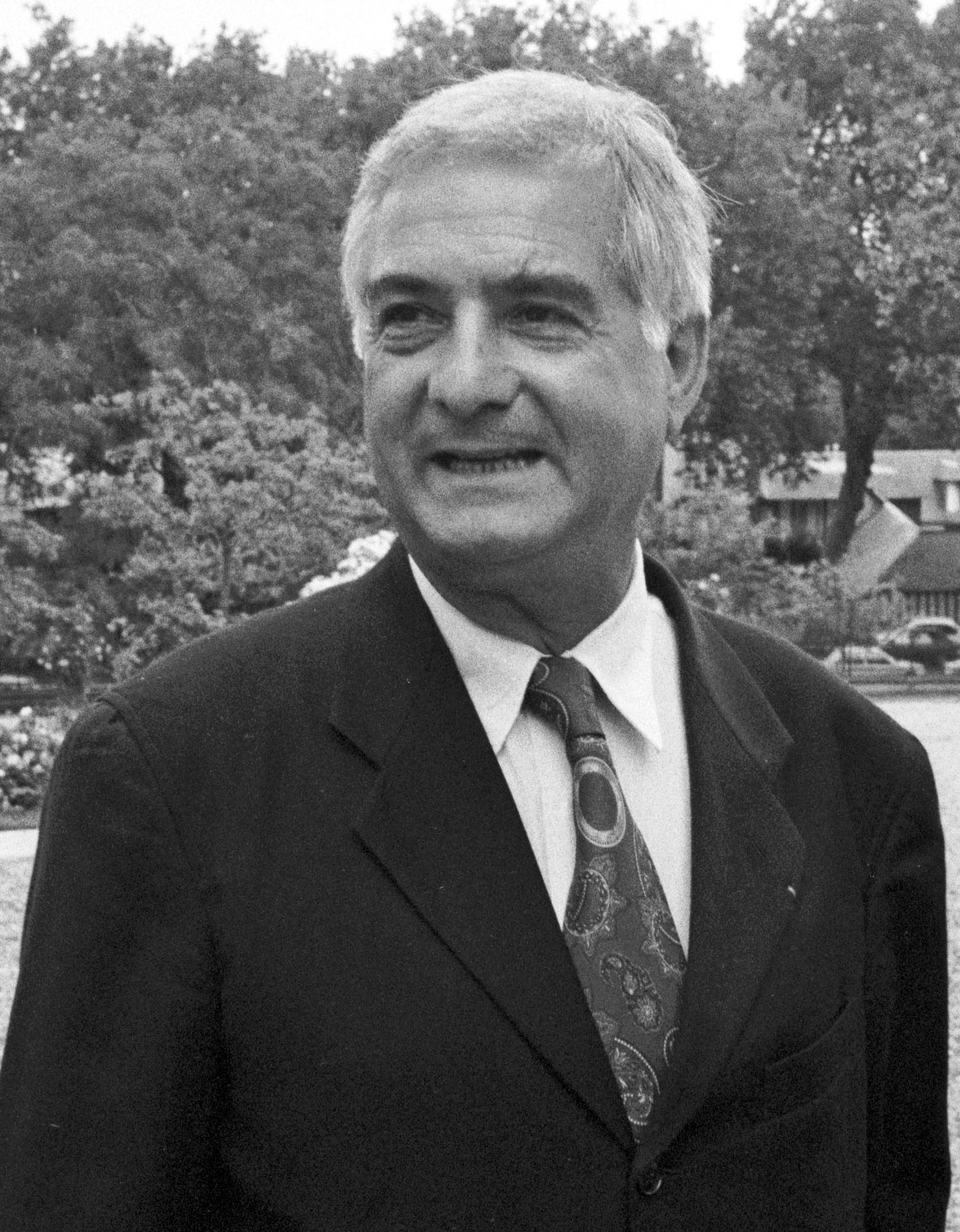
30. Mai: Jean-Claude Brialy (1992)
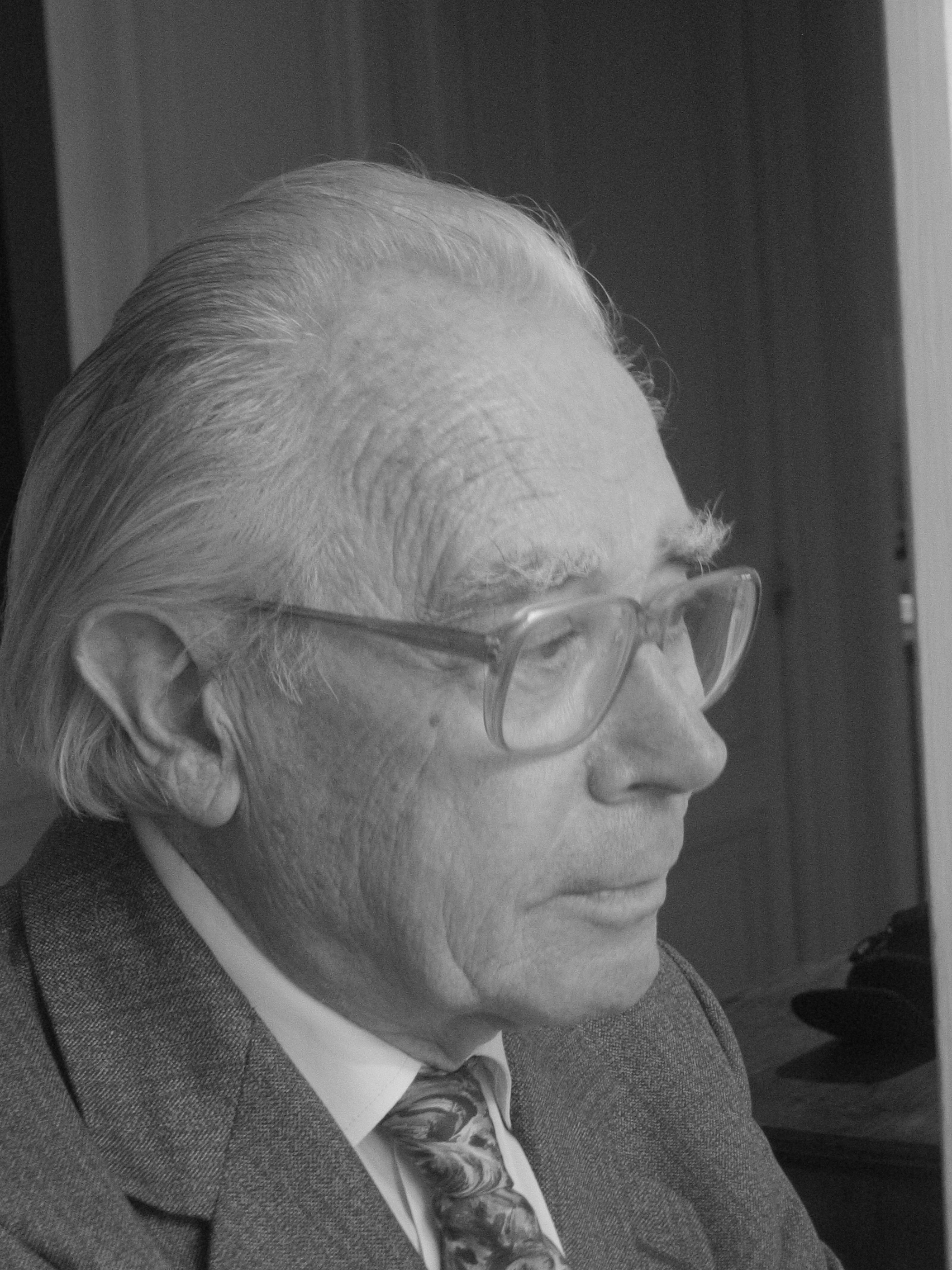
5. Juni: André David (2004)
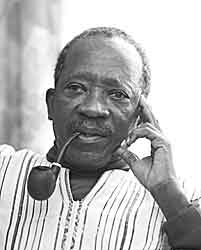
9. Juni: Ousmane Sembène (1987)
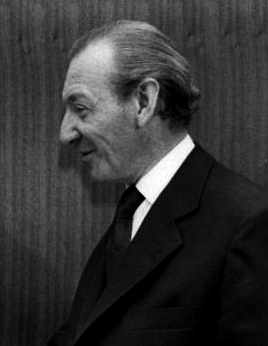
14. Juni: Kurt Waldheim (1973)
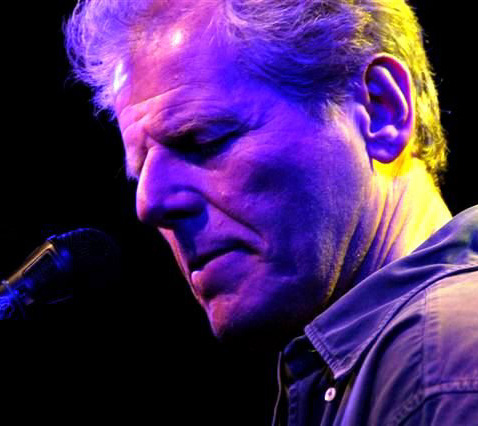
21. Juni: Georg Danzer (2003)
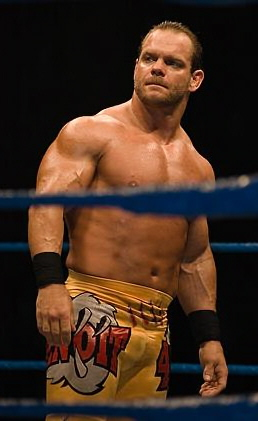
24. Juni: Chris Benoit (2007)
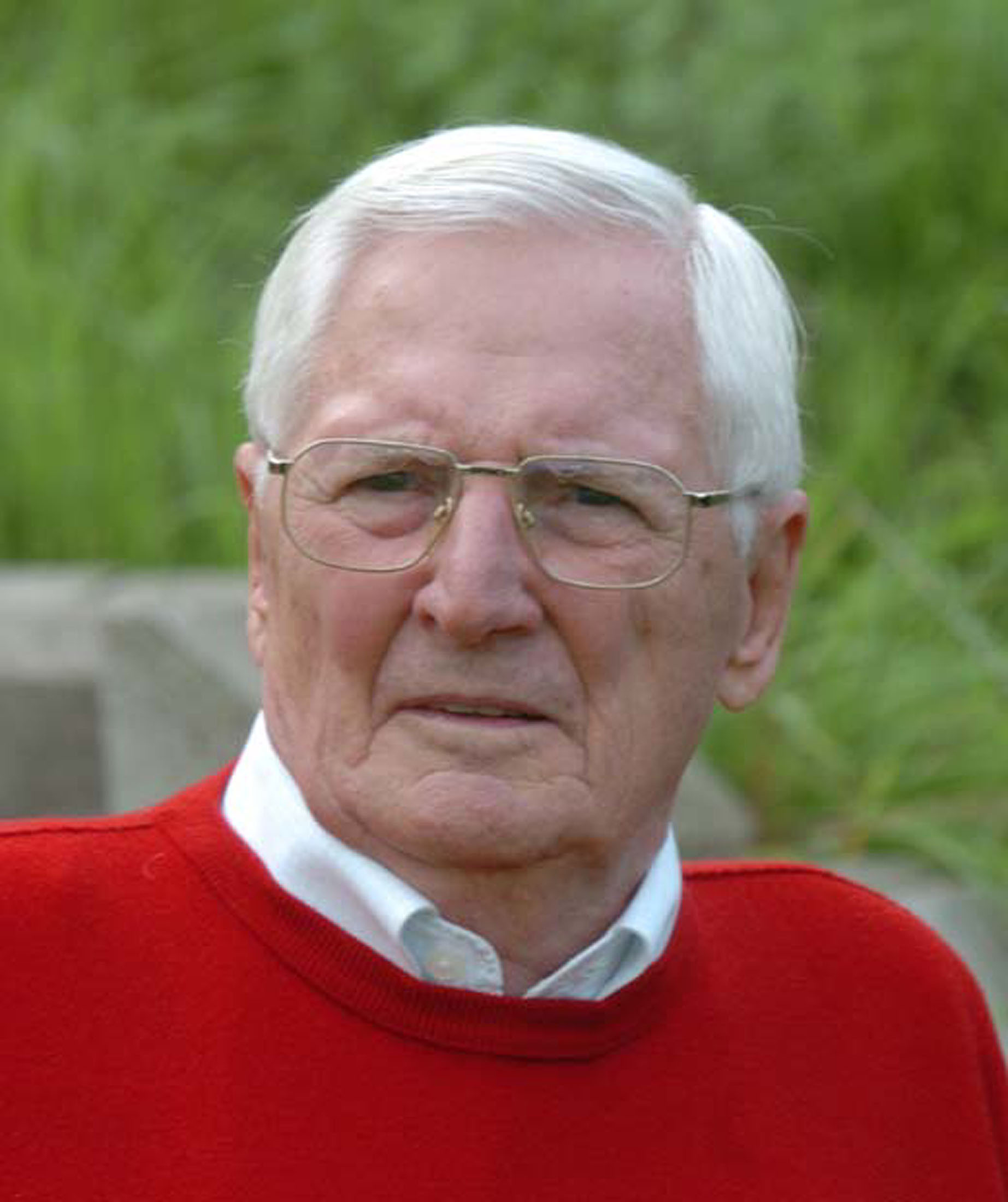
26. Juni: Jupp Derwall (2004)
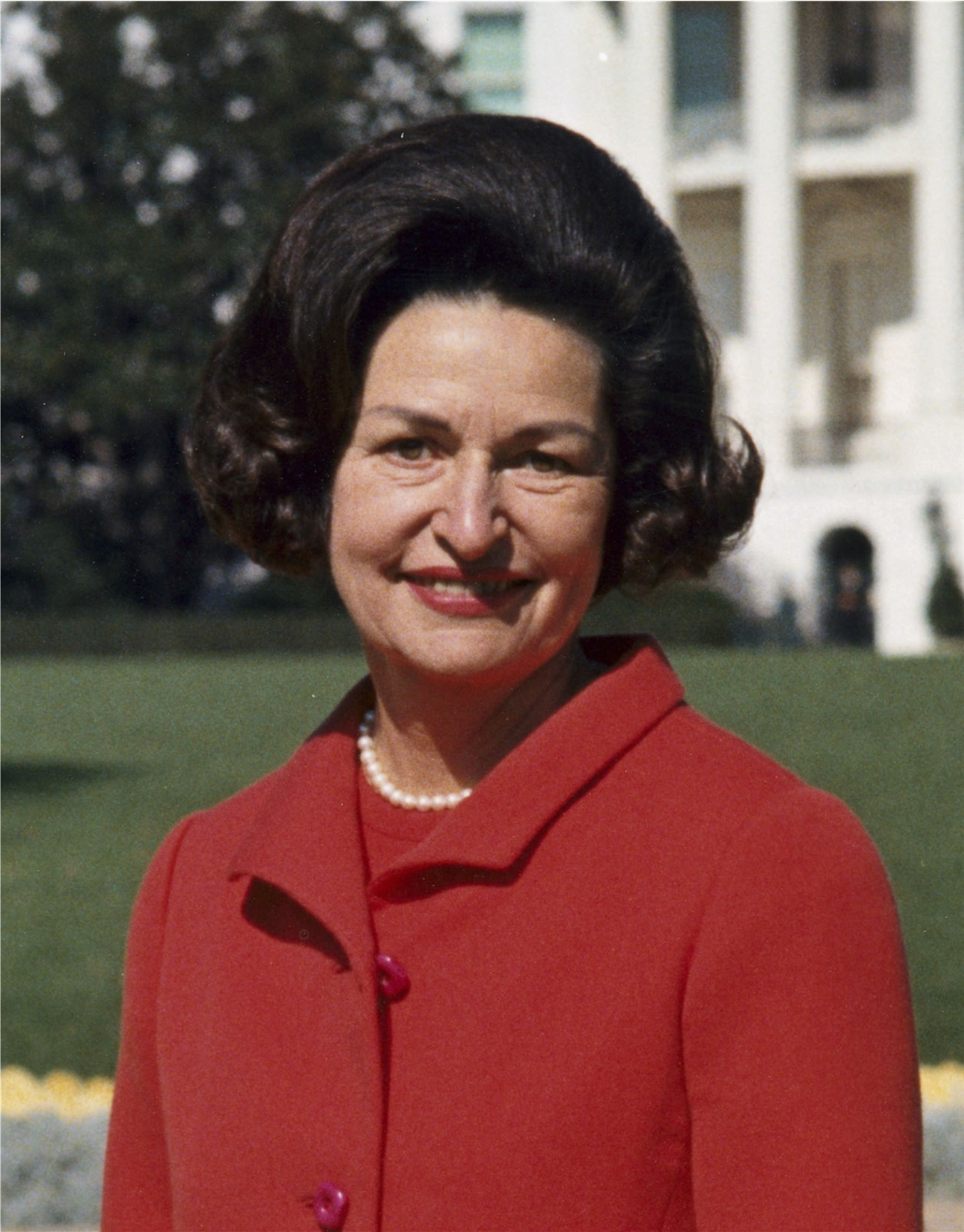
11. Juli: Lady Bird Johnson (1967)
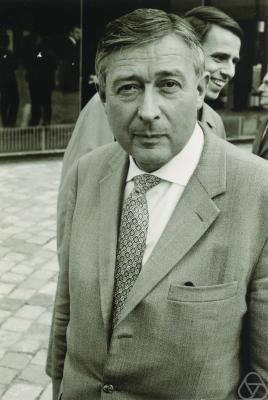
18. Juli: Karl Seebach (?)
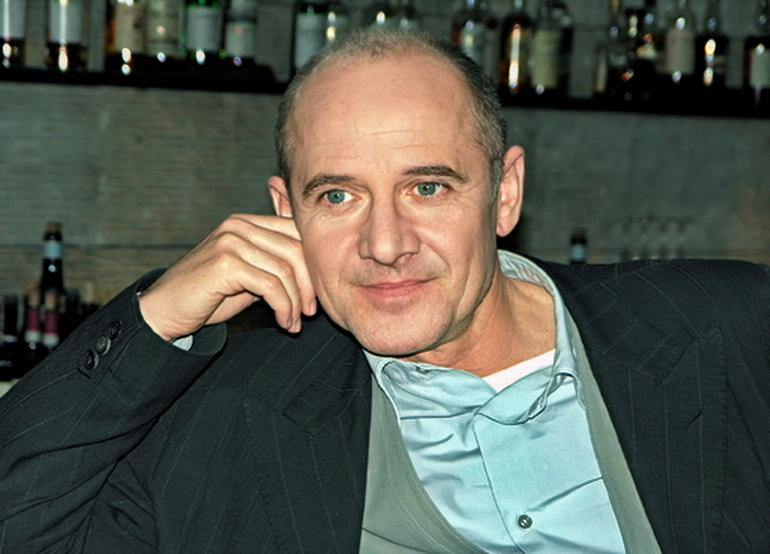
22. Juli: Ulrich Mühe (2005)
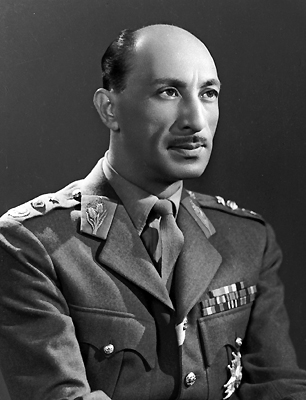
23. Juli: Mohammed Sahir Schah (1963)
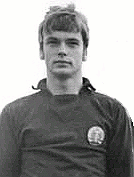
25. Juli: Bernd Jakubowski (1971)
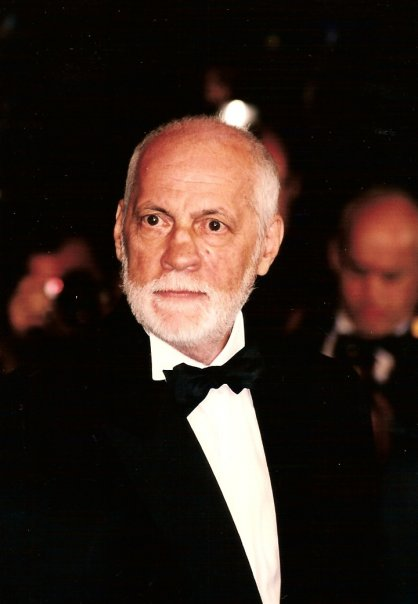
29. Juli: Michel Serrault (1997)
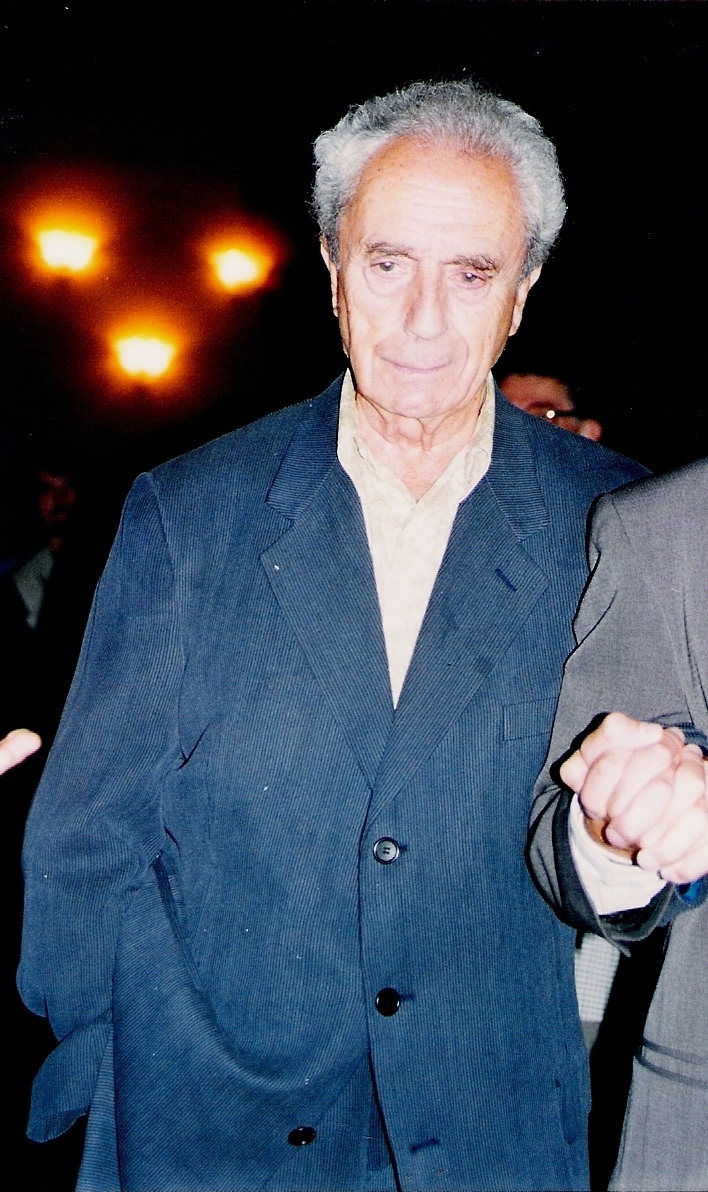
30. Juli: Michelangelo Antonioni (?)
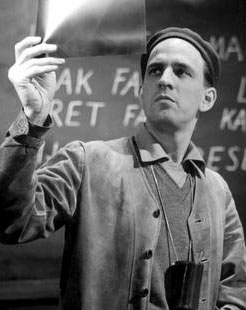
30. Juli: Ingmar Bergman (1957)
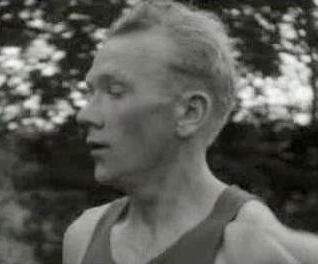
1. August: Veikko Karvonen (1951)
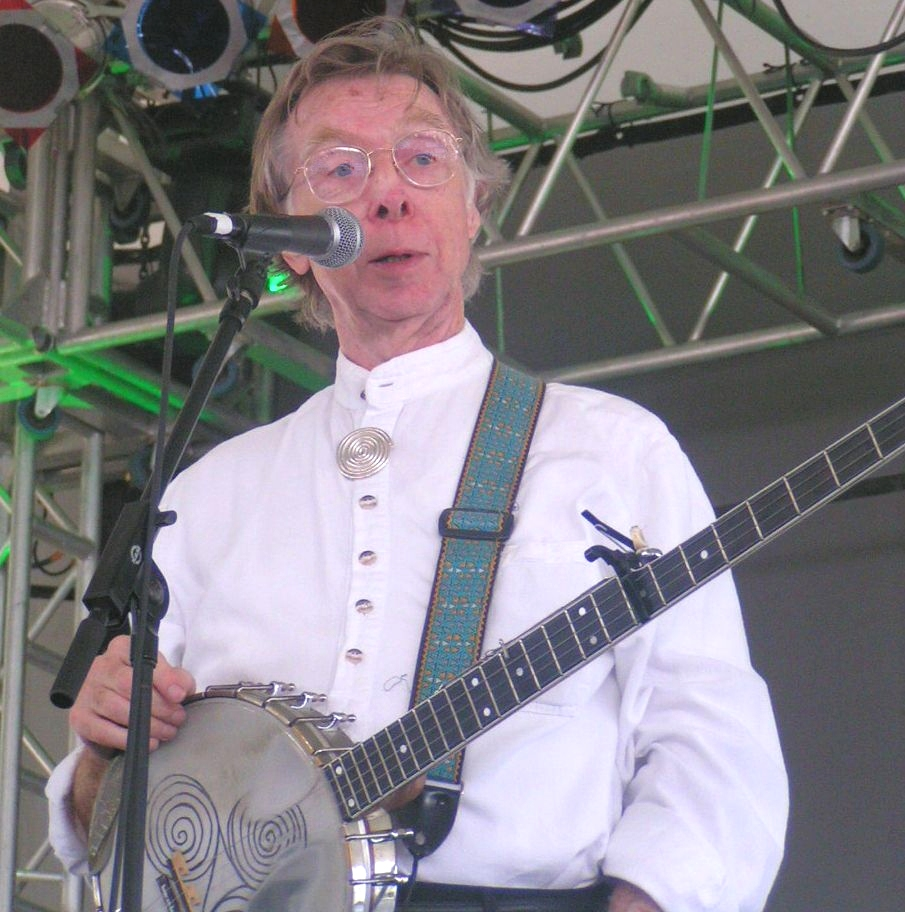
1. August: Tommy Makem (2005)
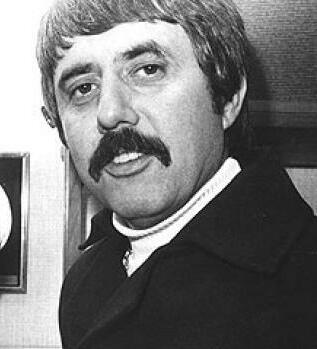
4. August: Lee Hazlewood (1968)
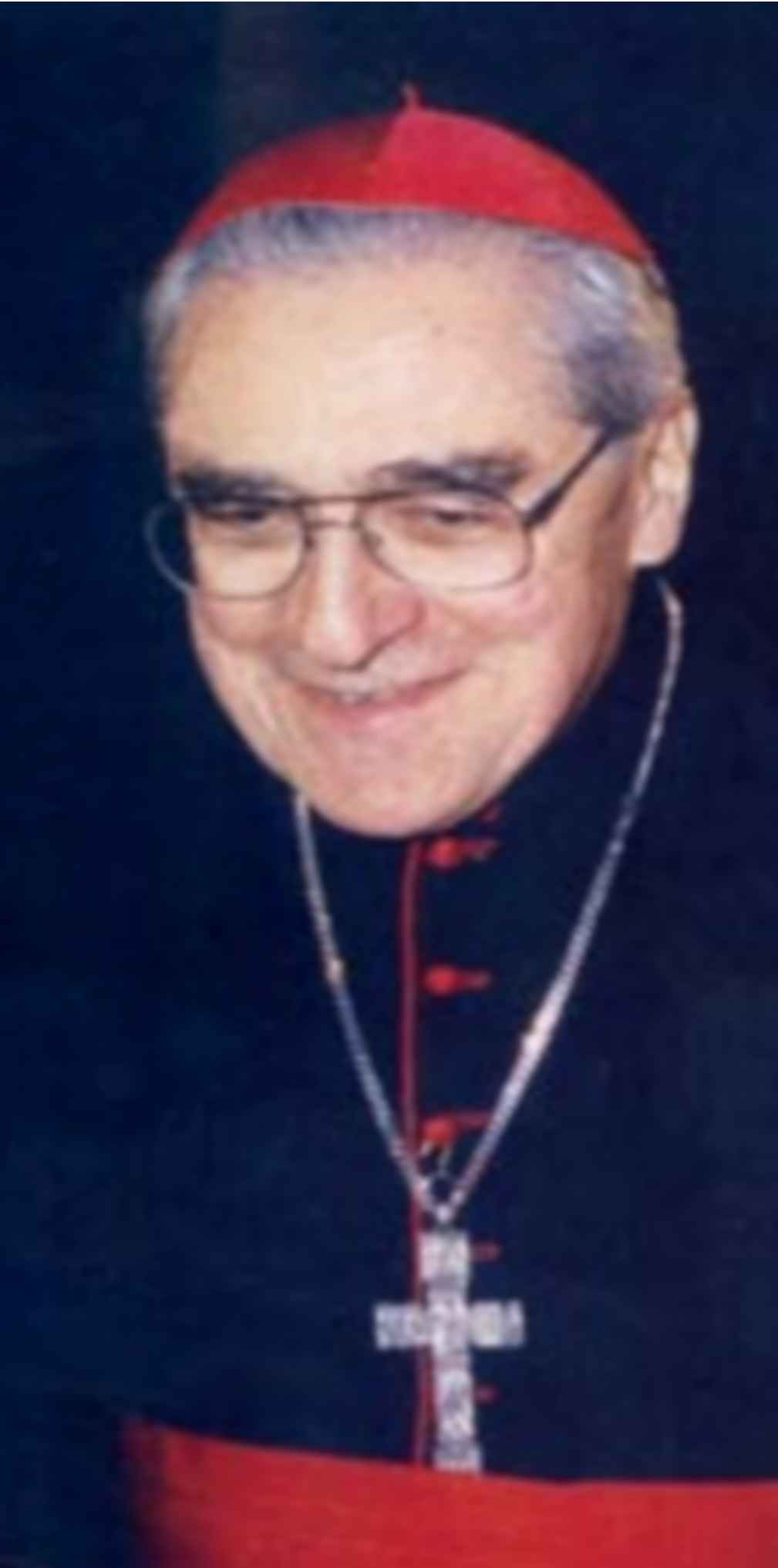
5. August: Jean-Marie Lustiger (1997)
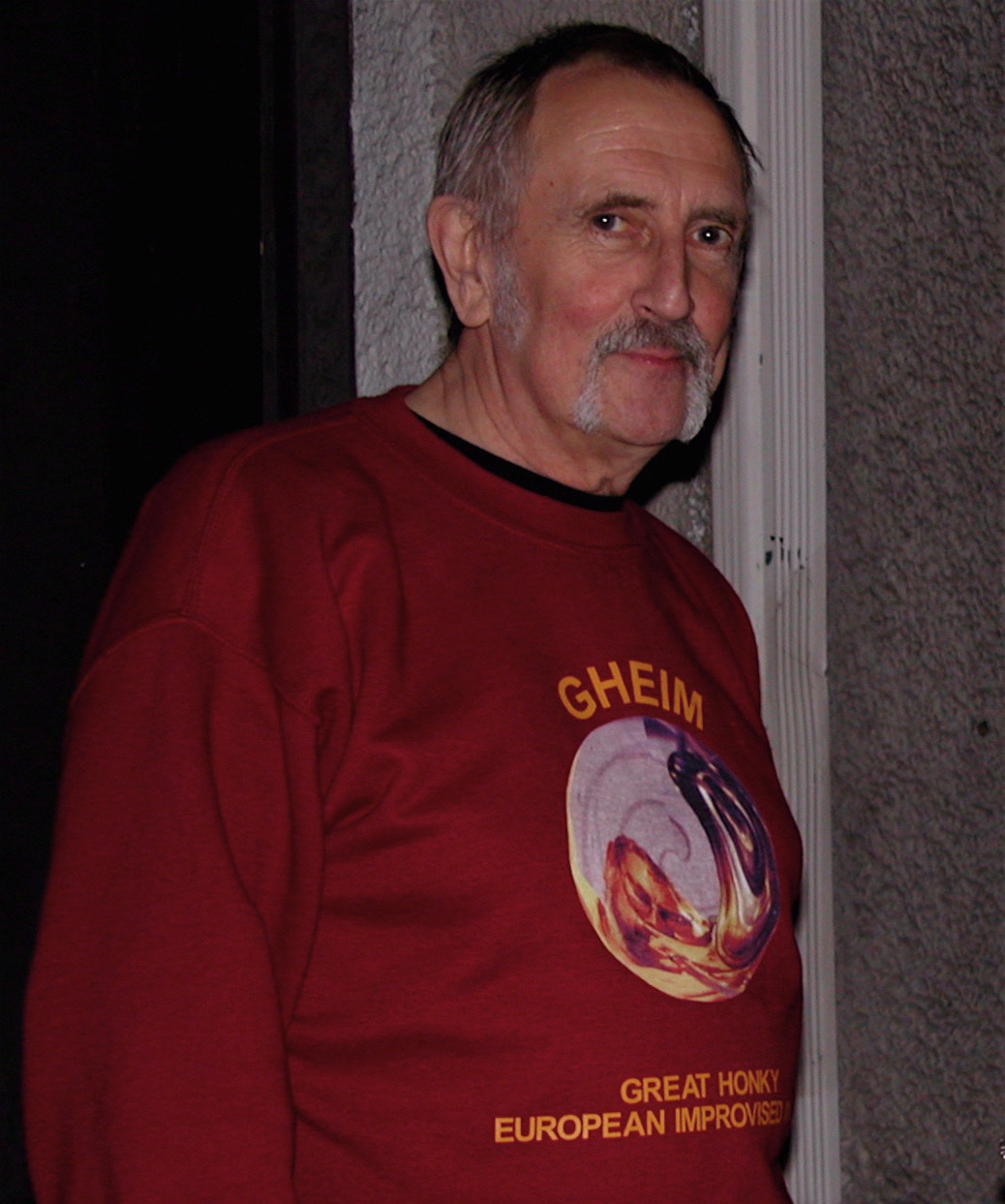
5. August: Paul Rutherford (2005)
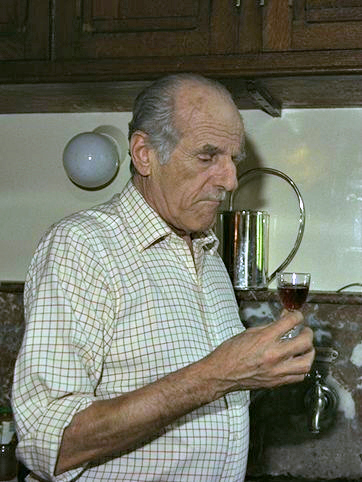
6. August: Élie de Rothschild (1994)
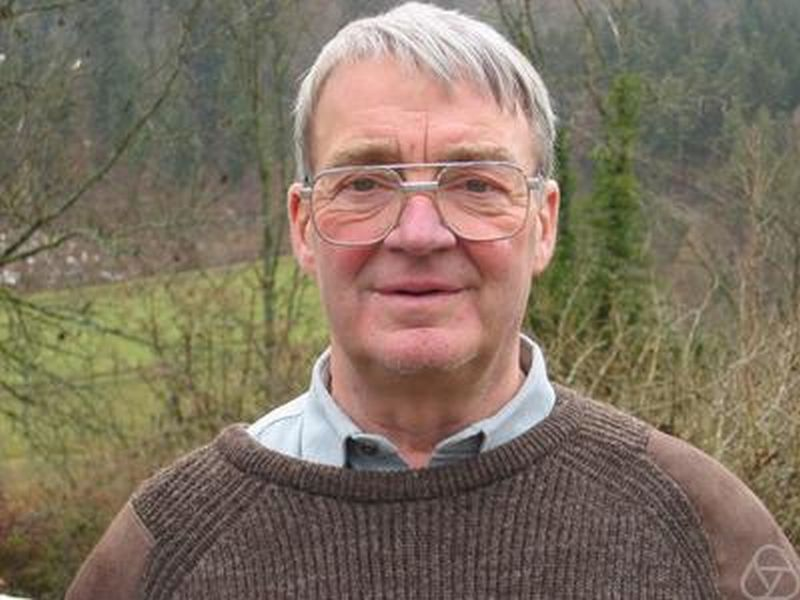
8. August: Julius Wess (2006)
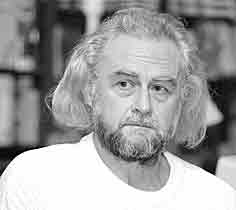
9. August: Ulrich Plenzdorf (1993)
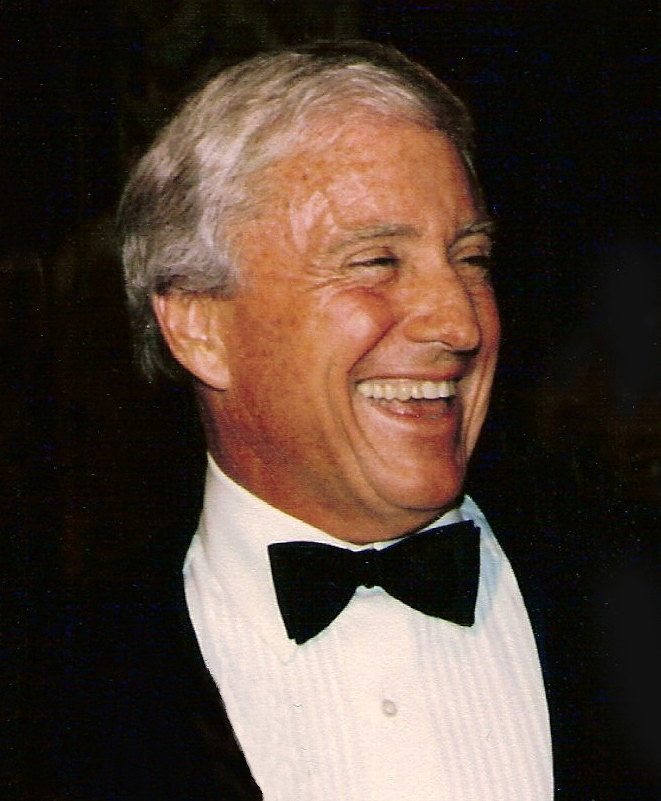
12. August: Merv Griffin (?)
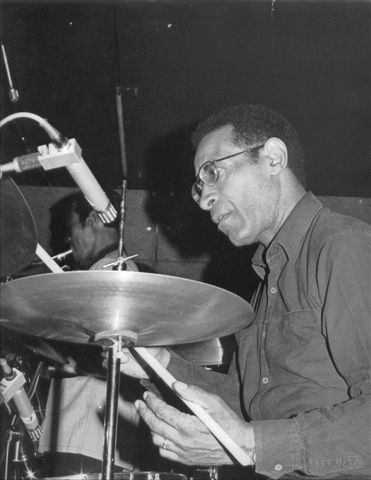
16. August: Max Roach (1979)
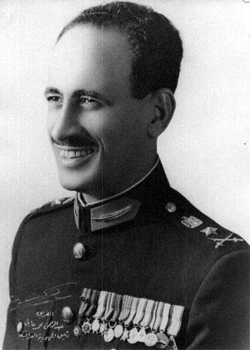
24. August: Abd ar-Rahman Arif (1950er)
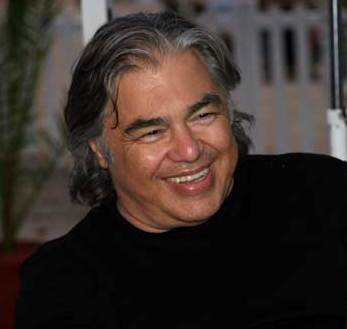
24. August: Aaron Russo (2006)
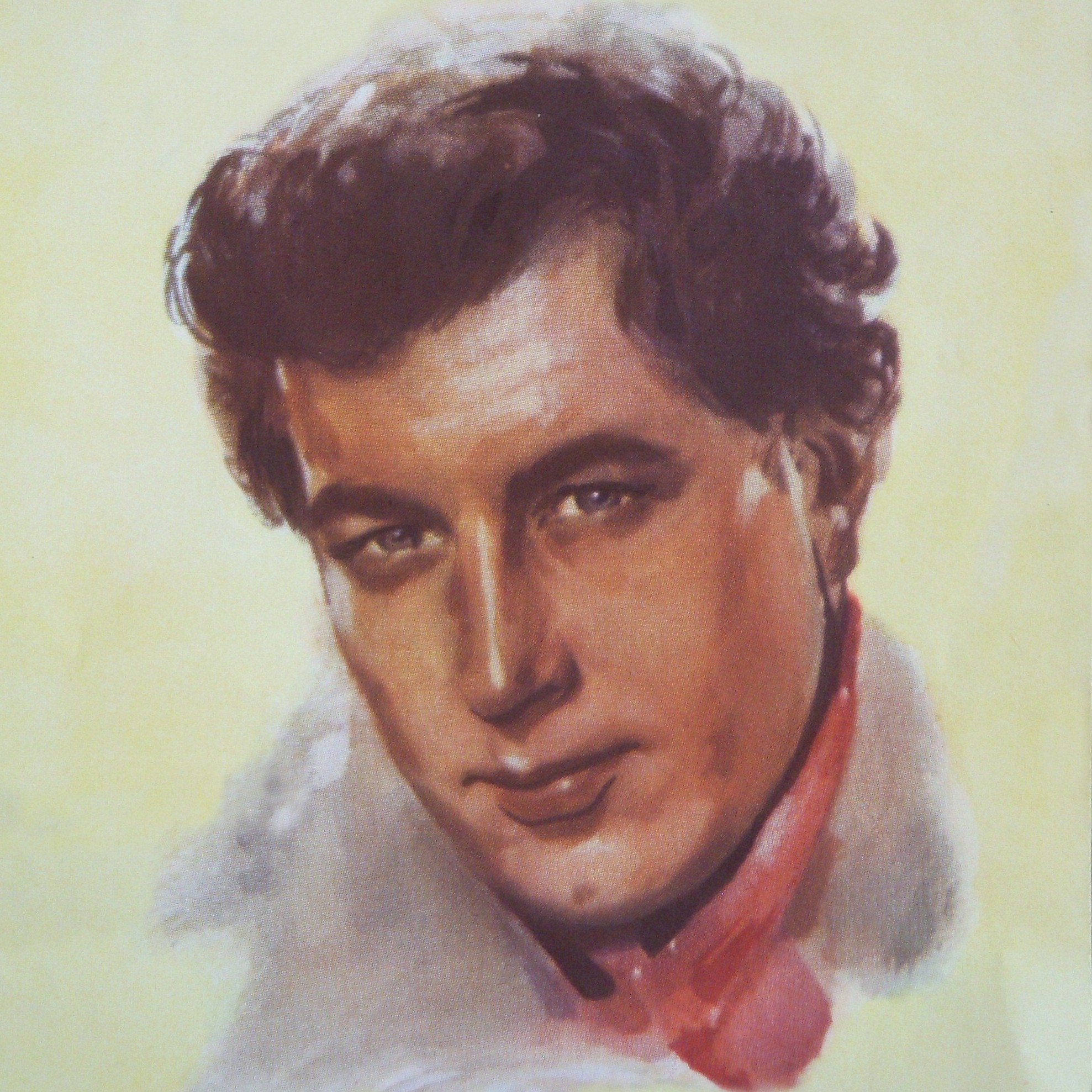
24. August: Hansjörg Felmy (1959)
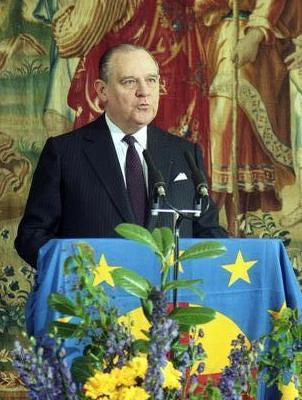
25. August: Raymond Barre (1991)
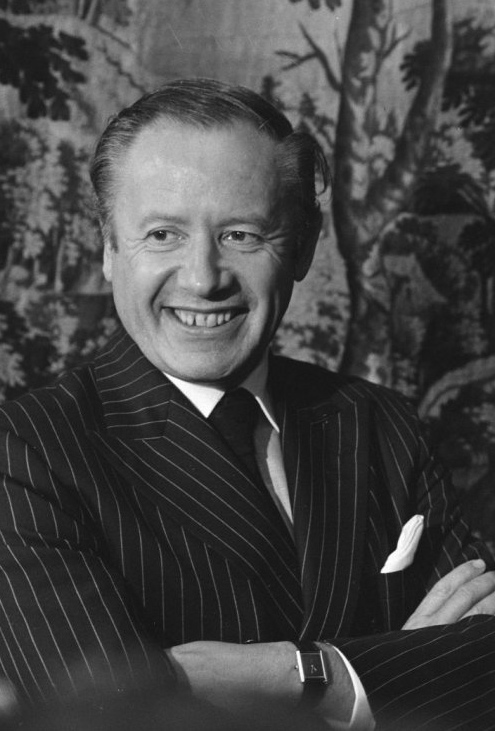
26. August: Gaston Thorn (1980)
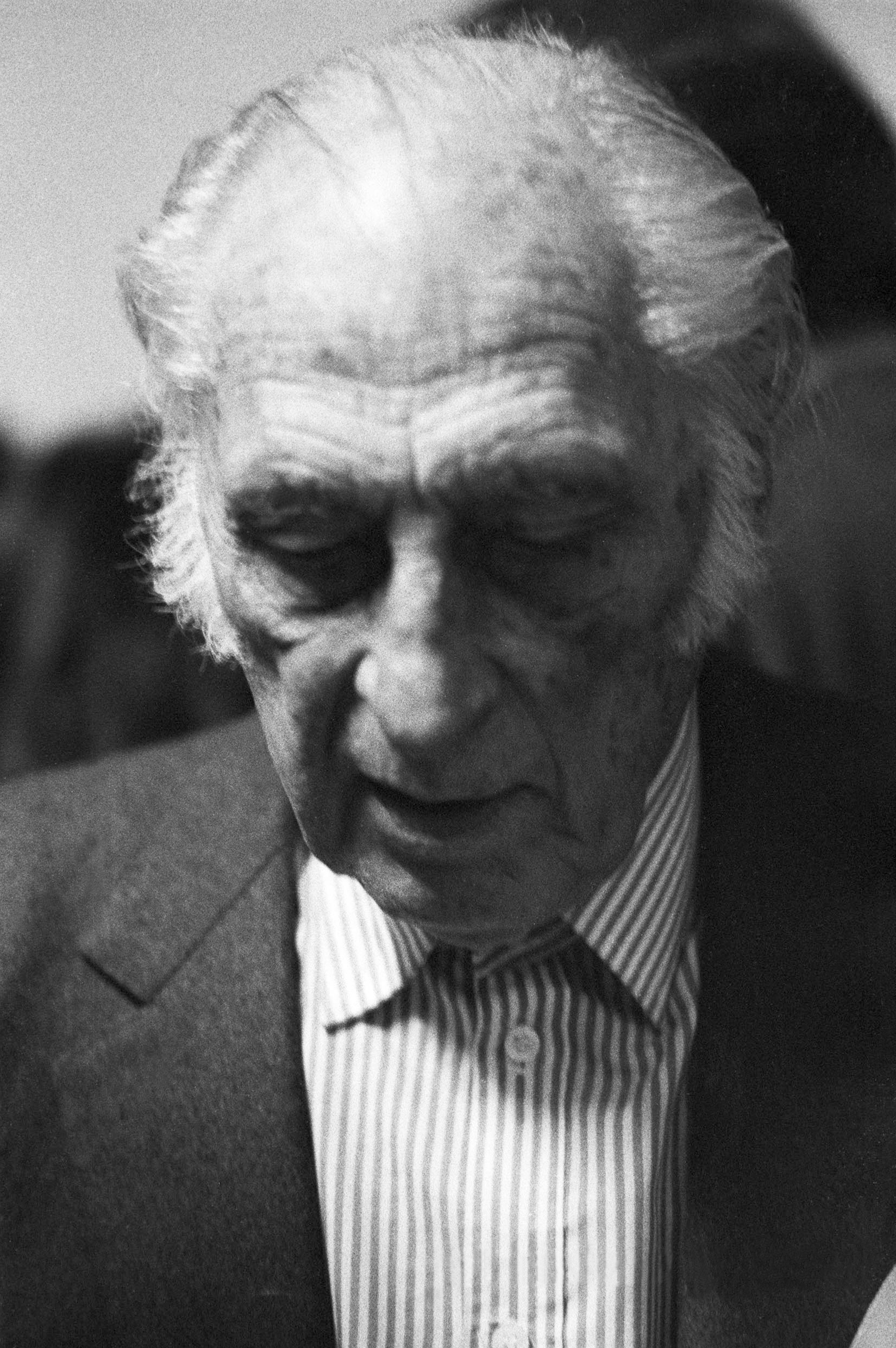
27. August: Hans Ruesch (1993)
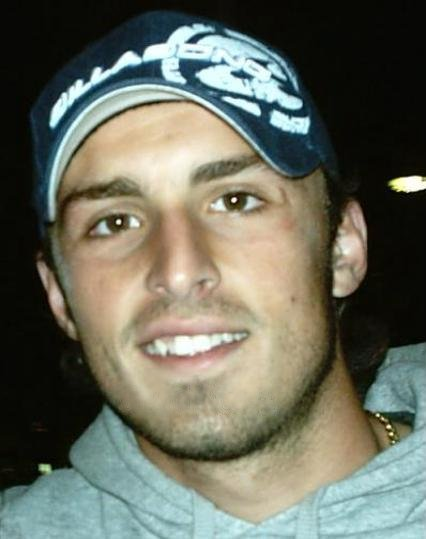
28. August: Antonio Puerta (?)
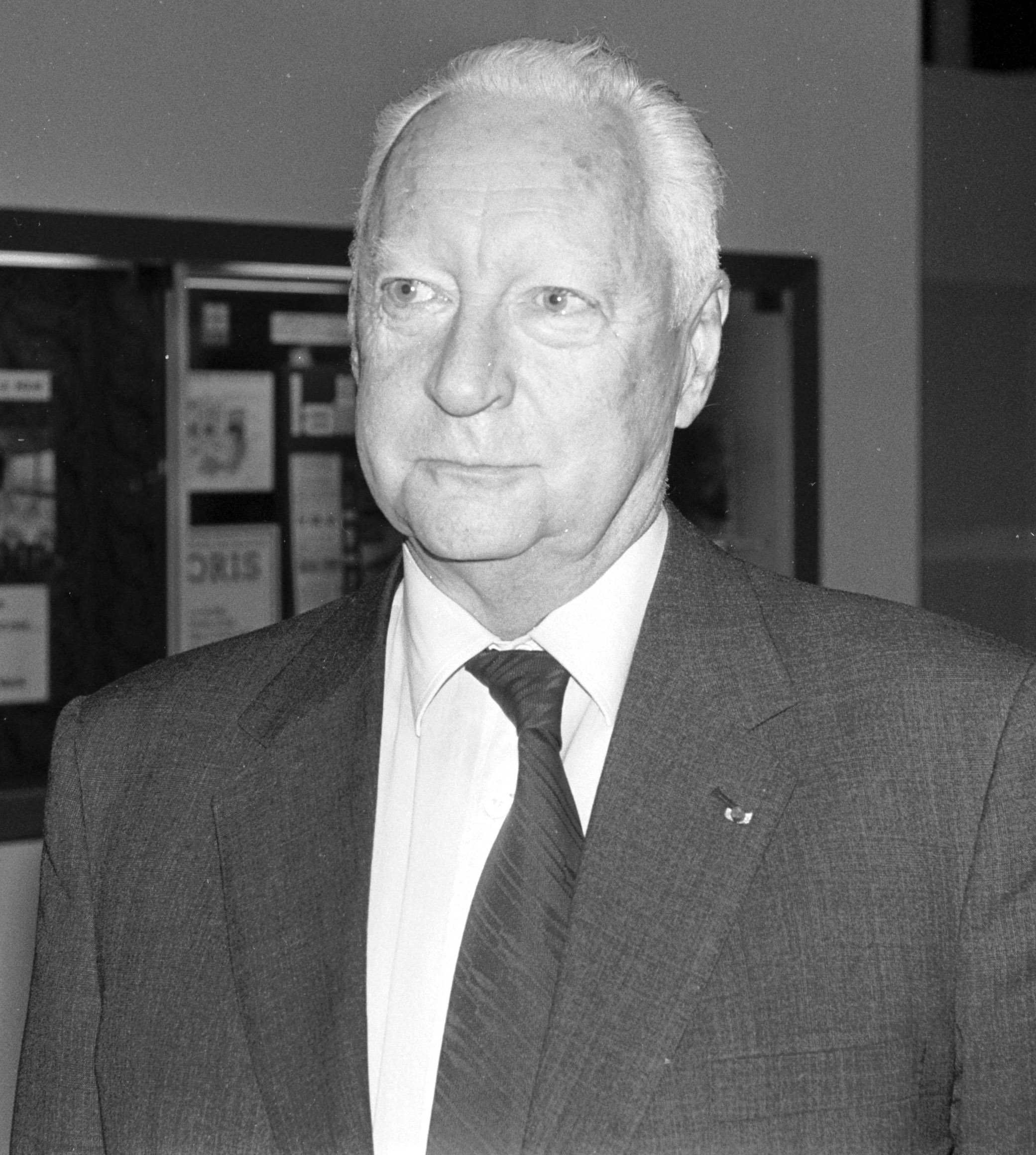
29. August: Pierre Messmer (1988)
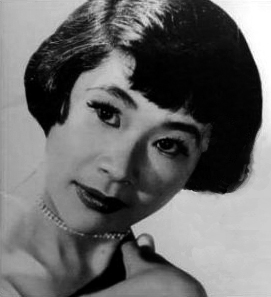
29. August: Miyoshi Umeki (1950er)
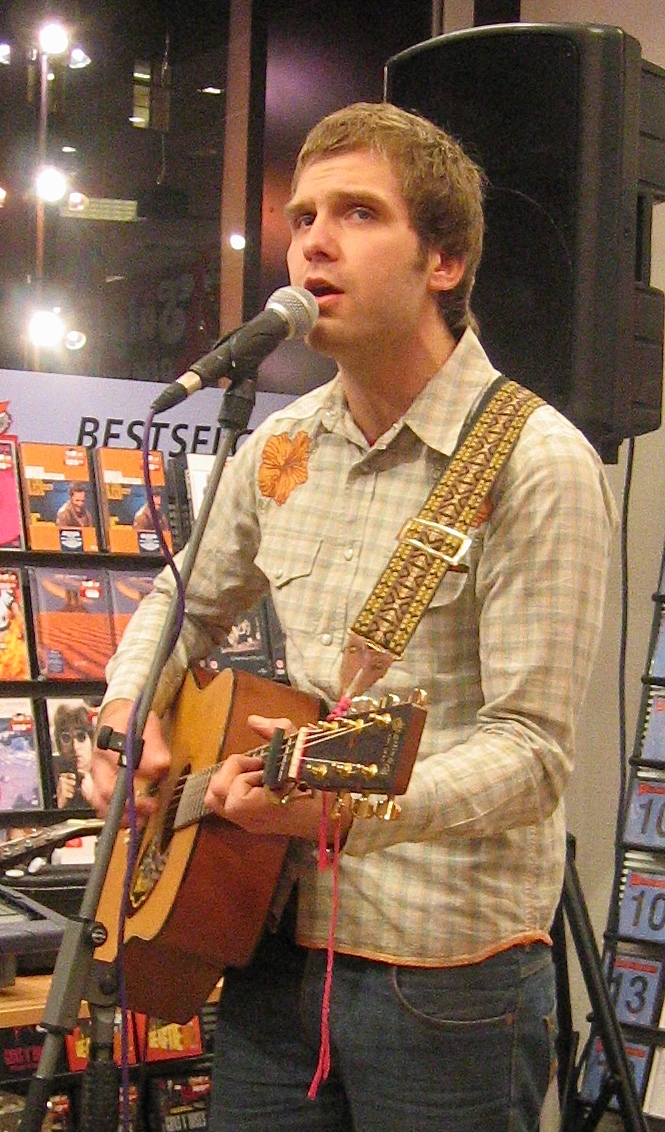
5. September: Thomas Hansen (2004)
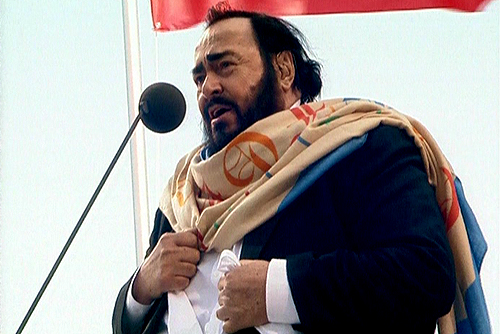
6. September: Luciano Pavarotti (2003)
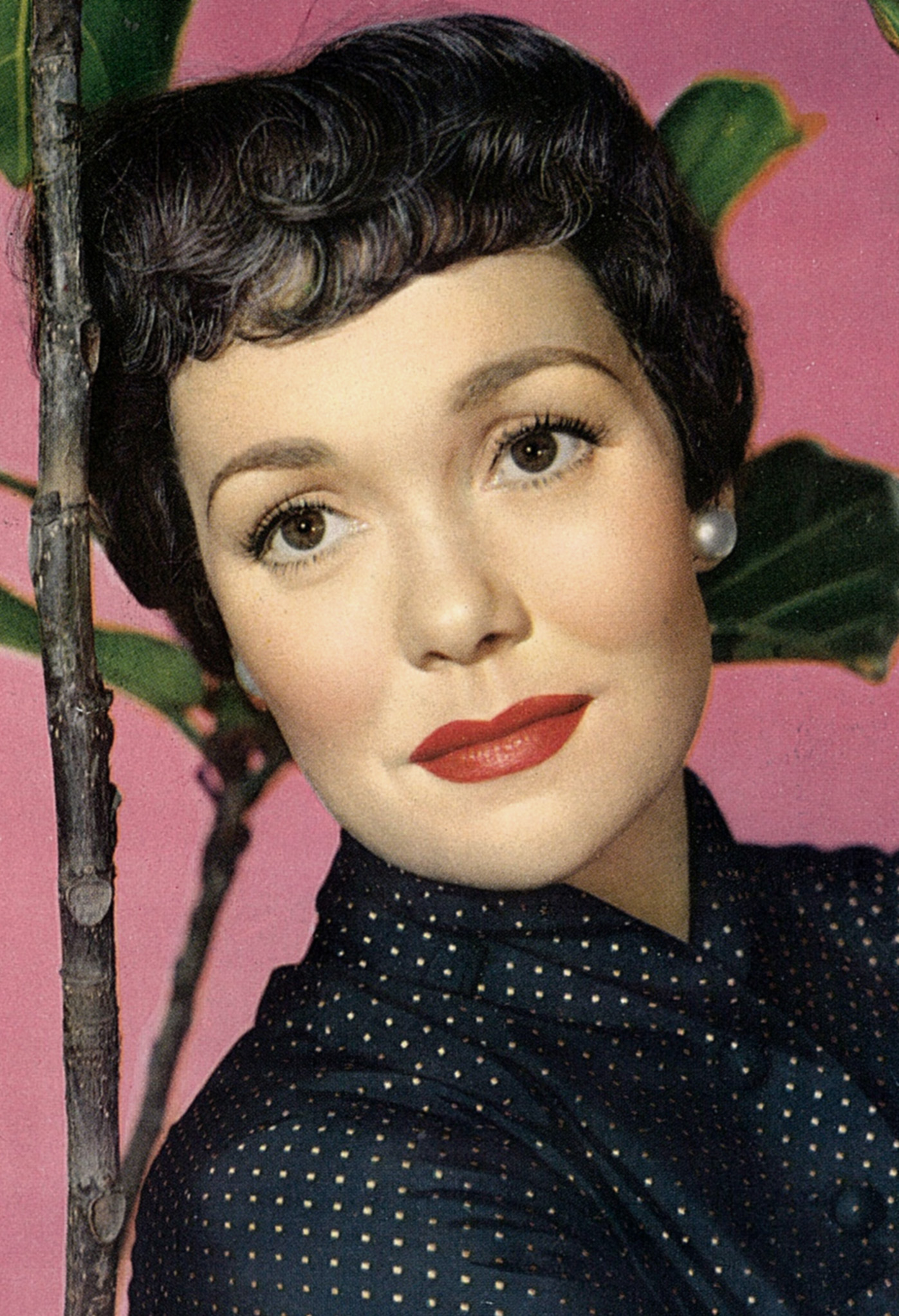
10. September: Jane Wyman (1953)
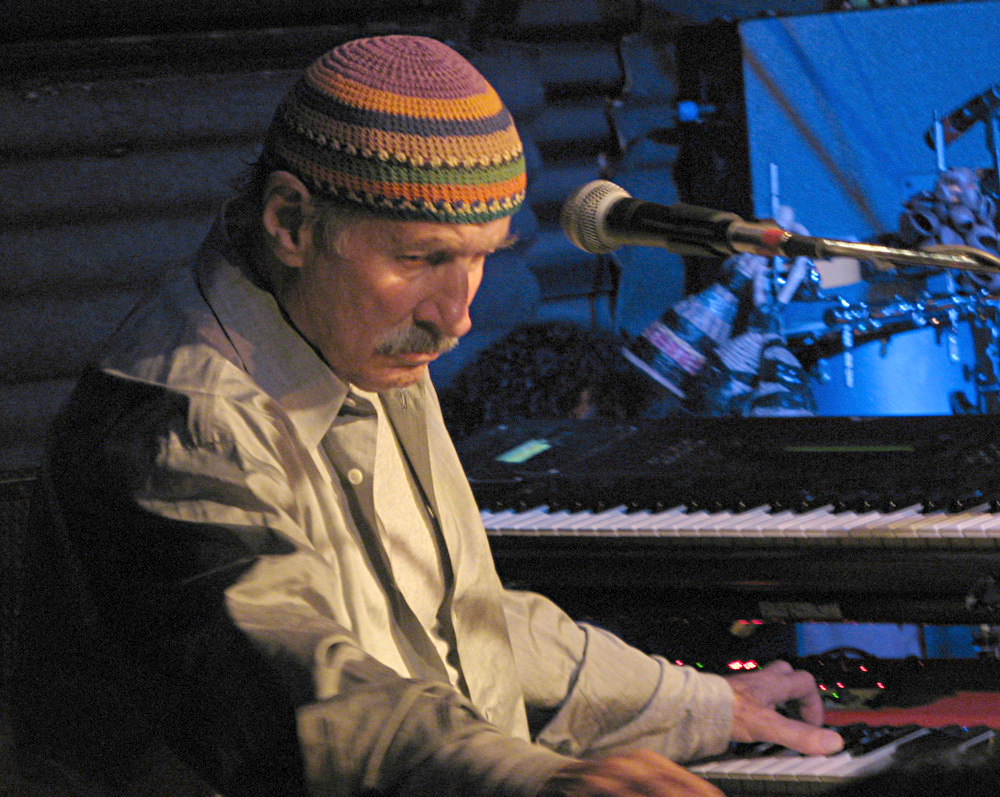
11. September: Joe Zawinul (2007)
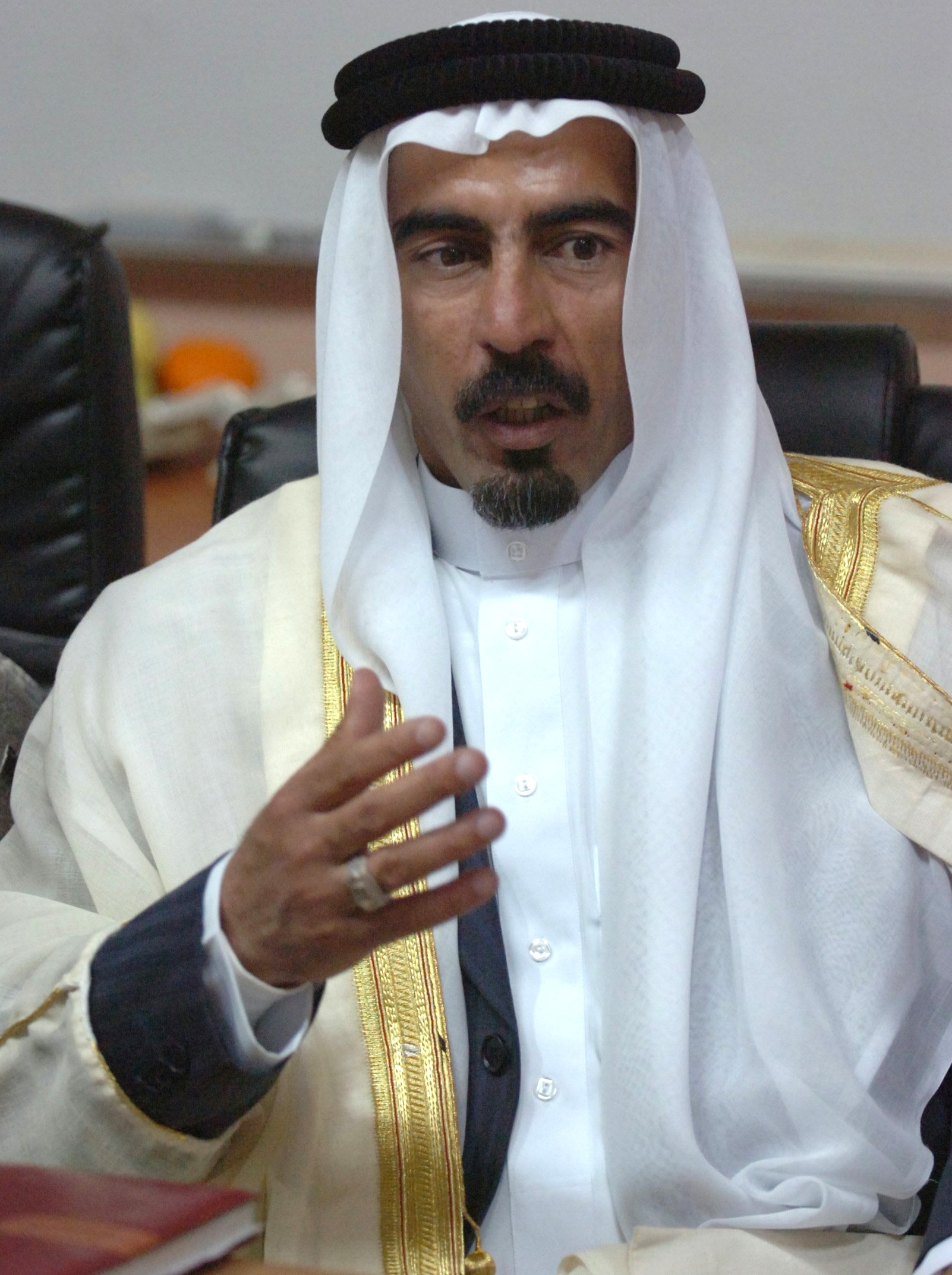
13. September: Abdul Sattar Abu Rischa (2007)
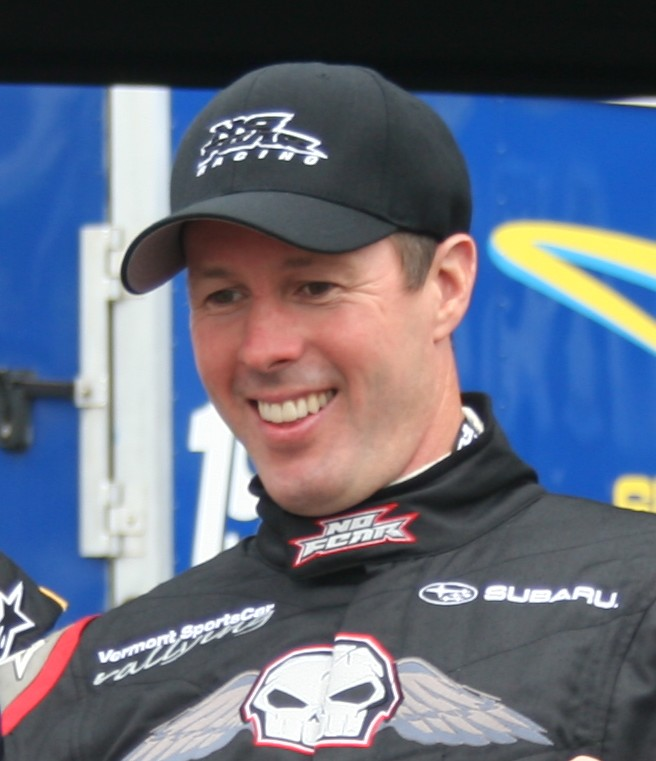
15. September: Colin McRae (2007)
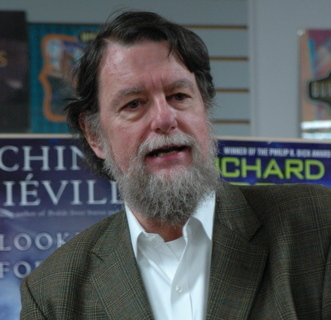
16. September: Robert Jordan (2005)
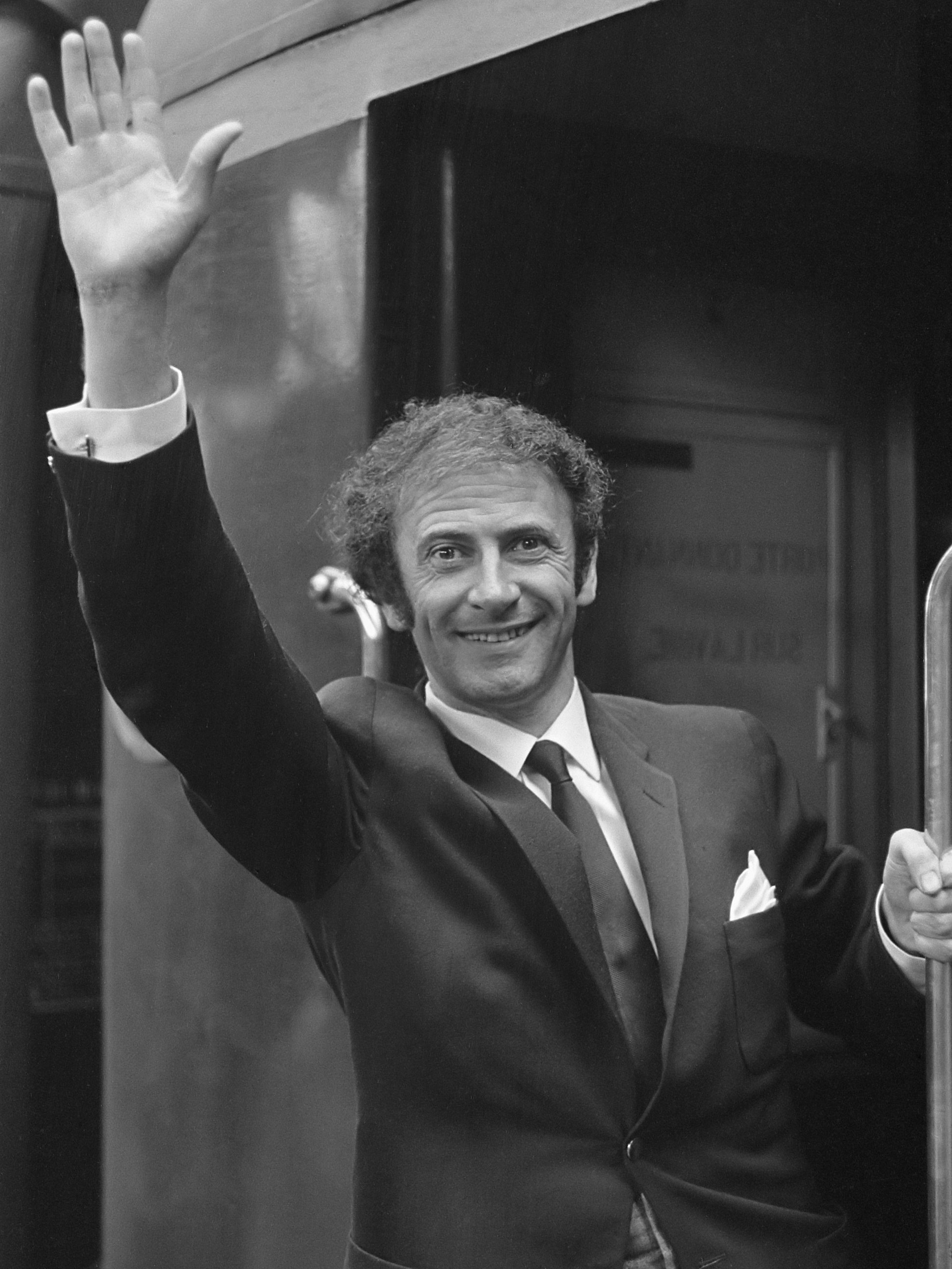
22. September: Marcel Marceau (1962)
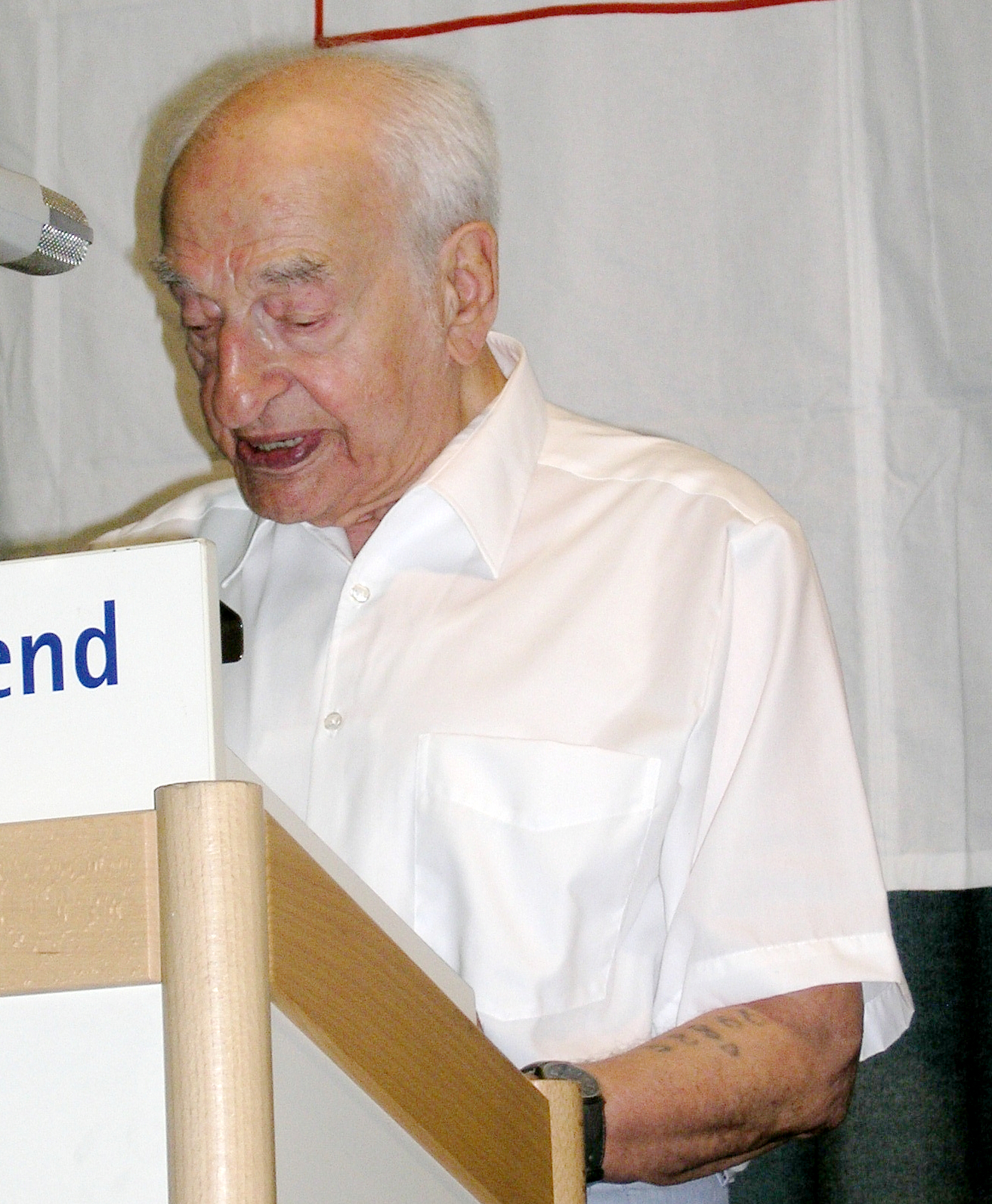
24. September: Kurt Goldstein (2005)
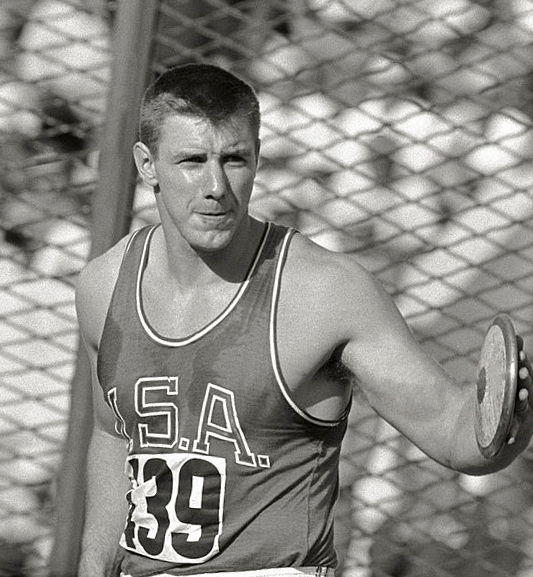
1. Oktober: Al Oerter (1960)
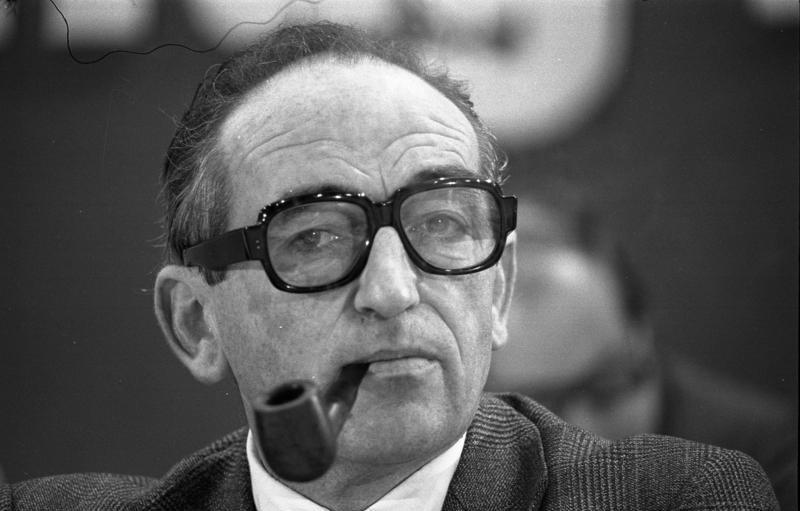
1. Oktober: Uwe Ronneburger (1977)
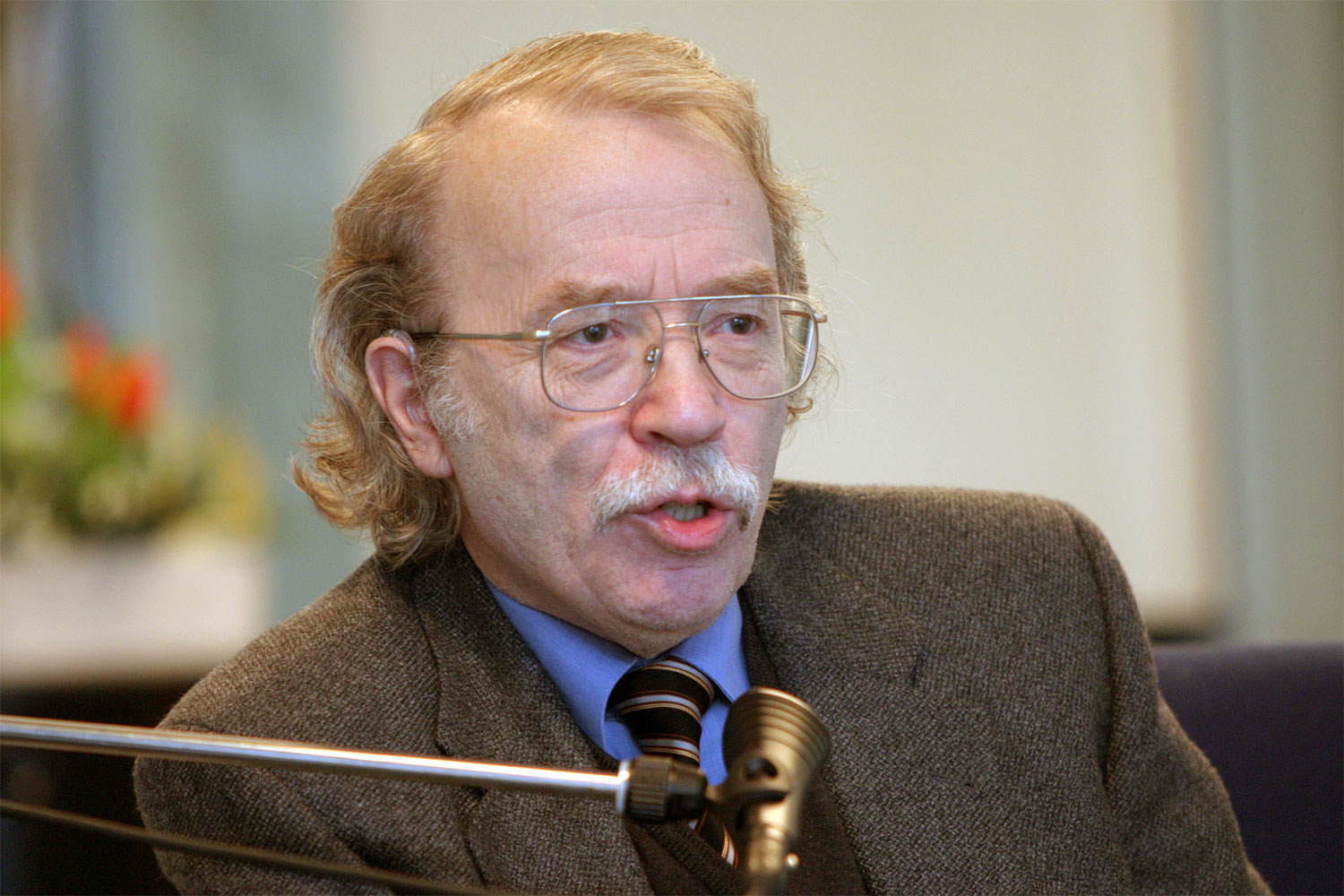
5. Oktober: Walter Kempowski (?)
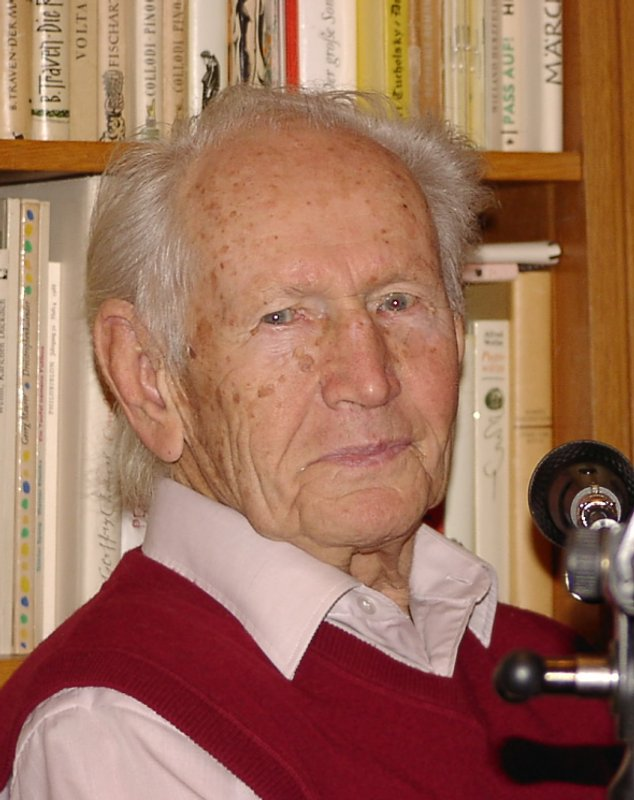
9. Oktober: Kurt Schwaen (2003)
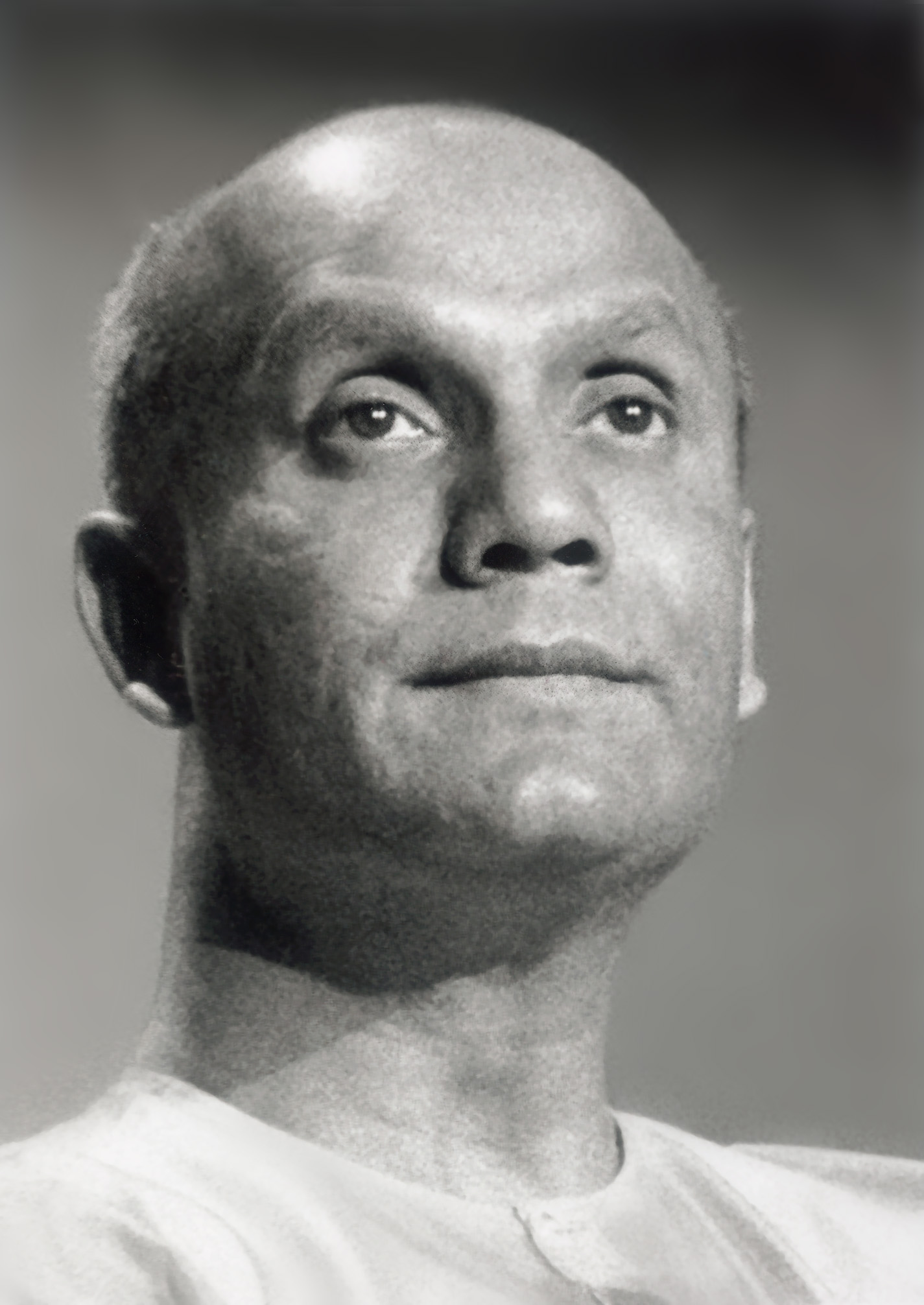
11. Oktober: Sri Chinmoy (1980er)
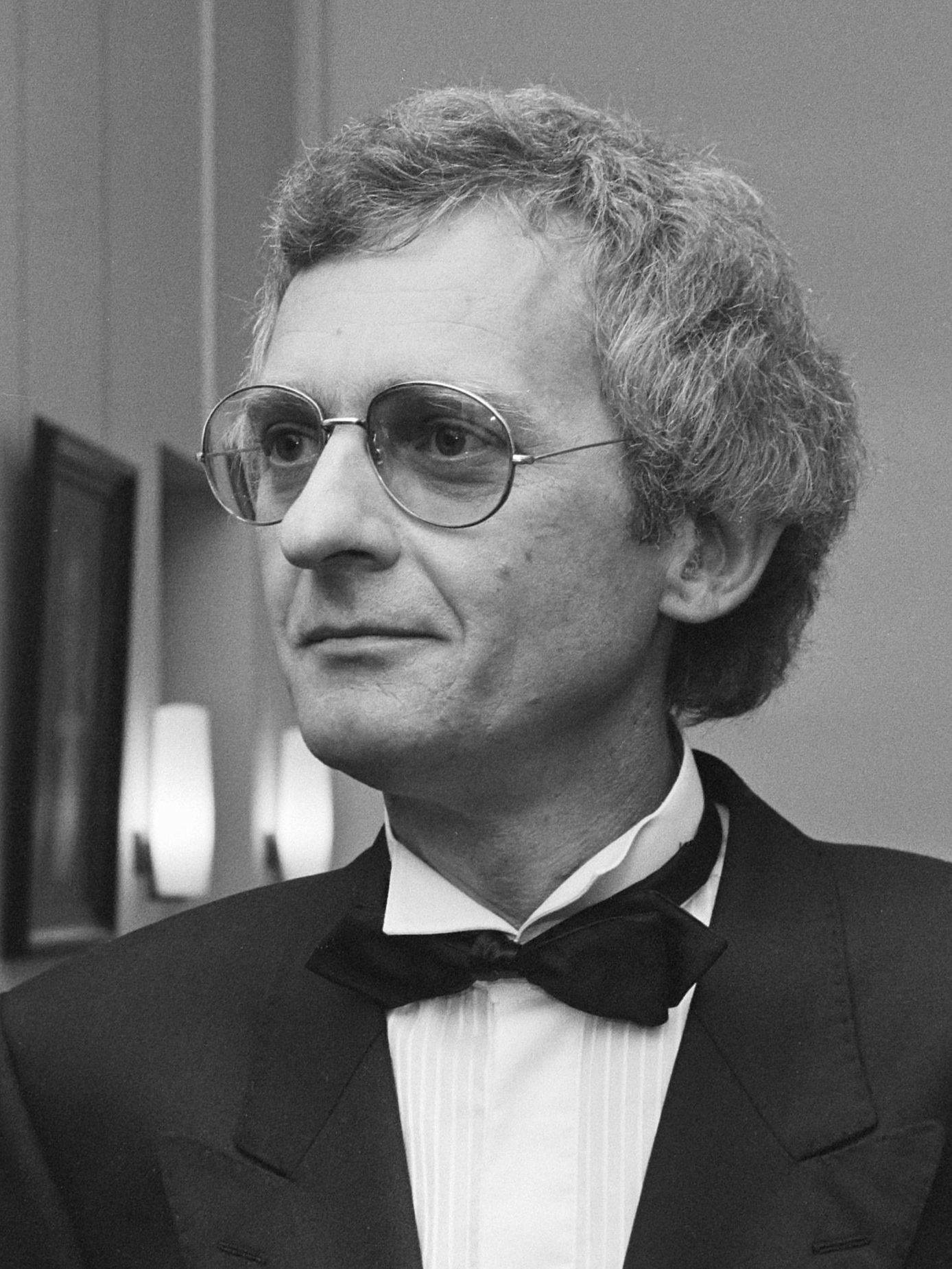
13. Oktober: Pieter Bakker Schut (1986)
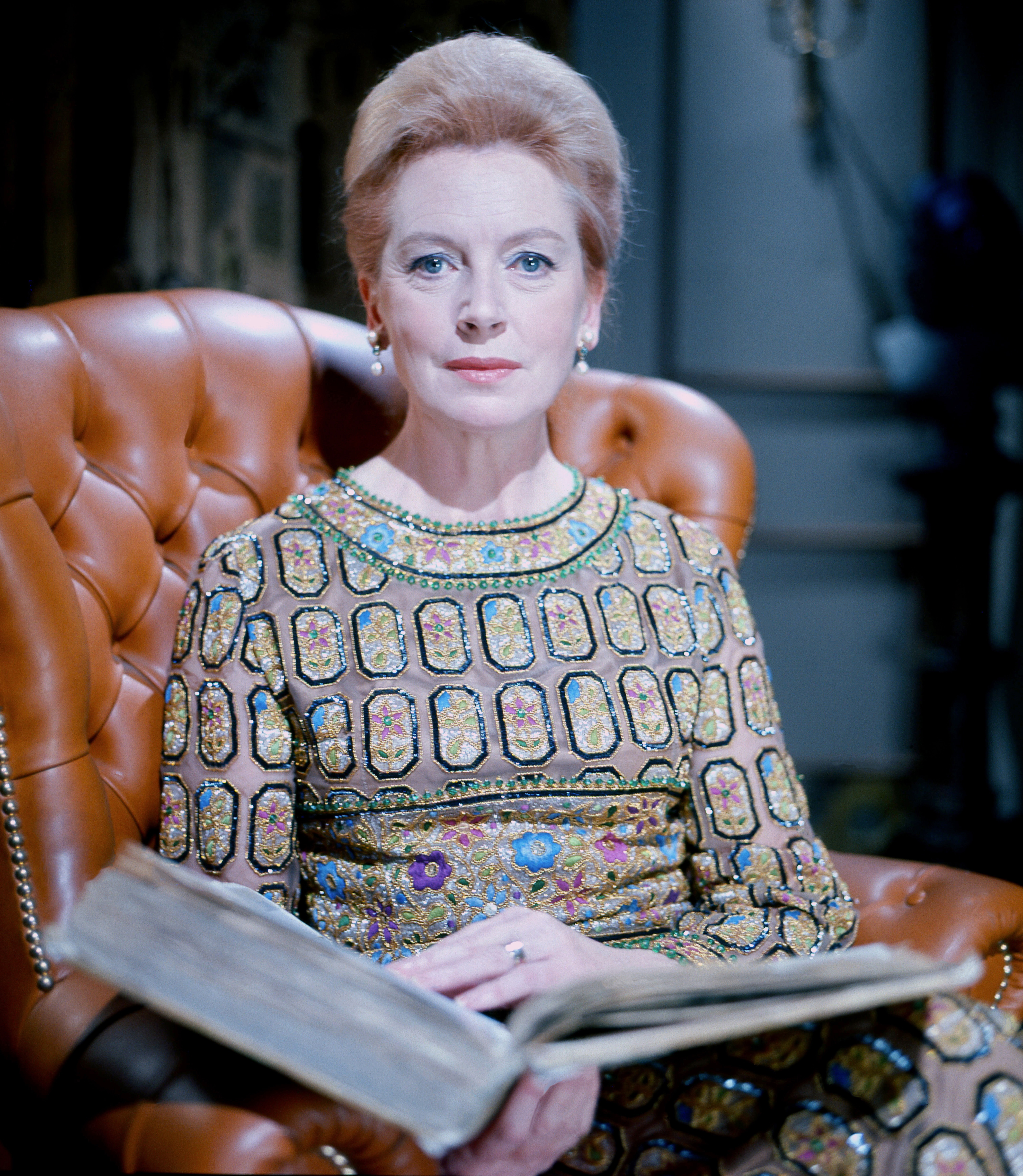
16. Oktober: Deborah Kerr (1973)
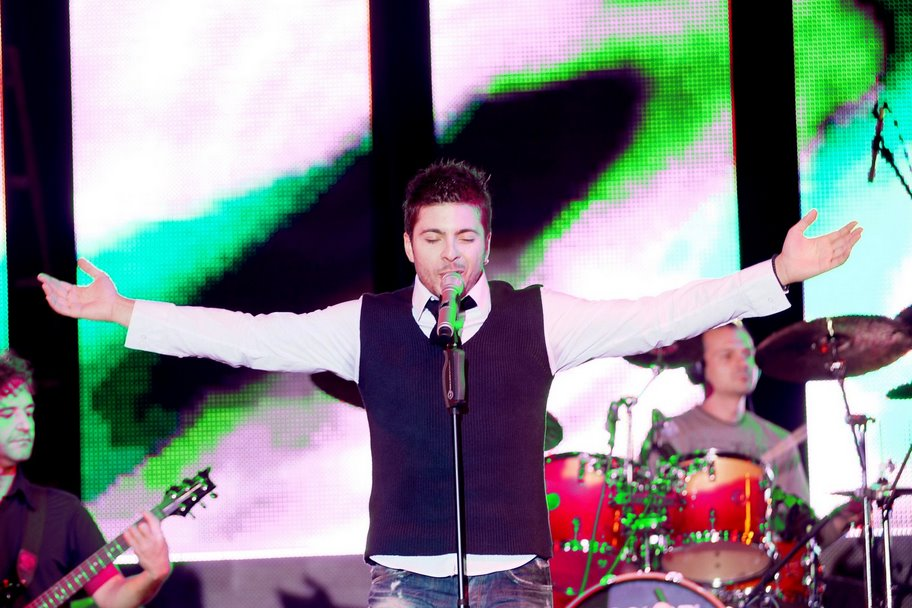
16. Oktober: Toše Proeski (2007)
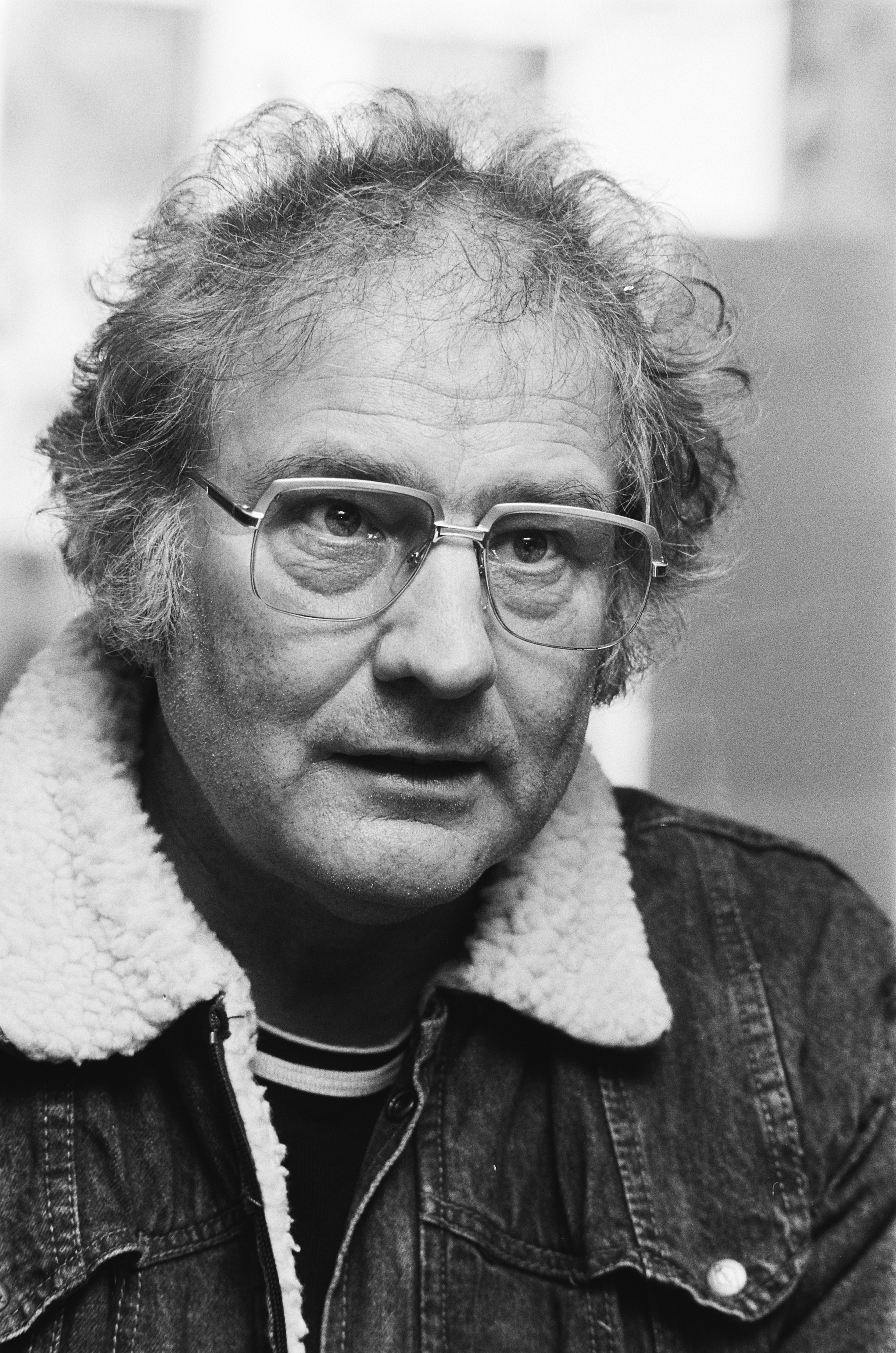
19. Oktober: Jan Wolkers (1982)
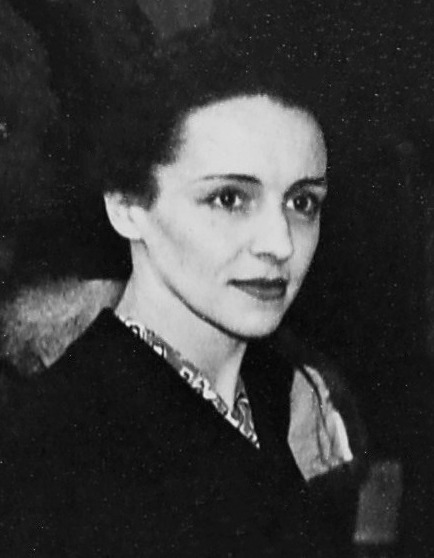
22. Oktober: Ève Curie (1937)
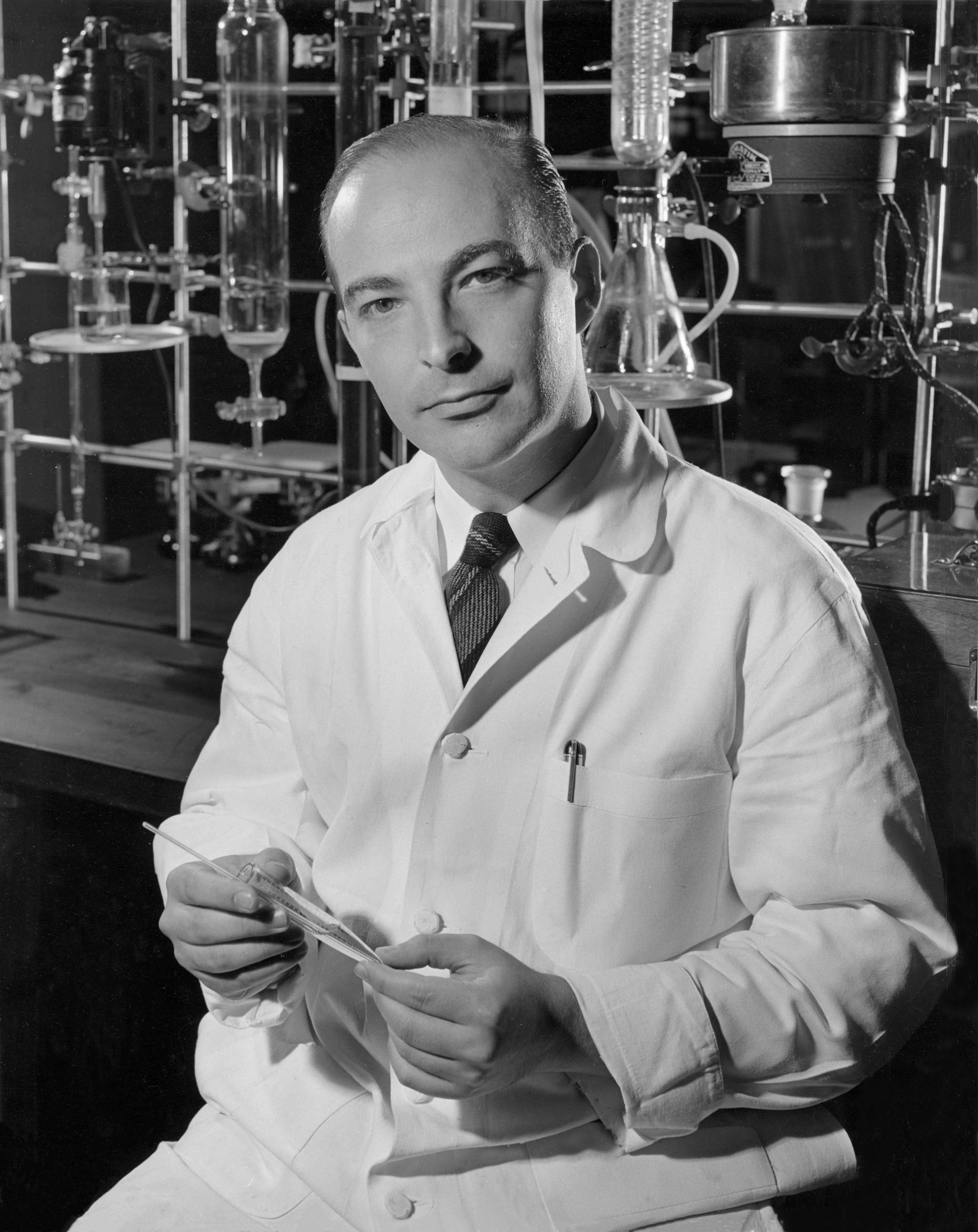
26. Oktober: Arthur Kornberg (?)
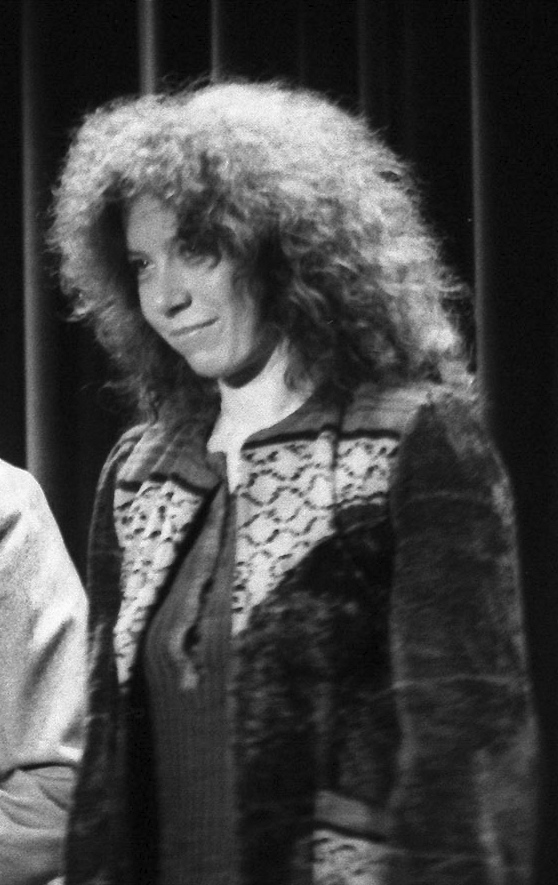
28. Oktober: Evelyn Hamann (1980er)
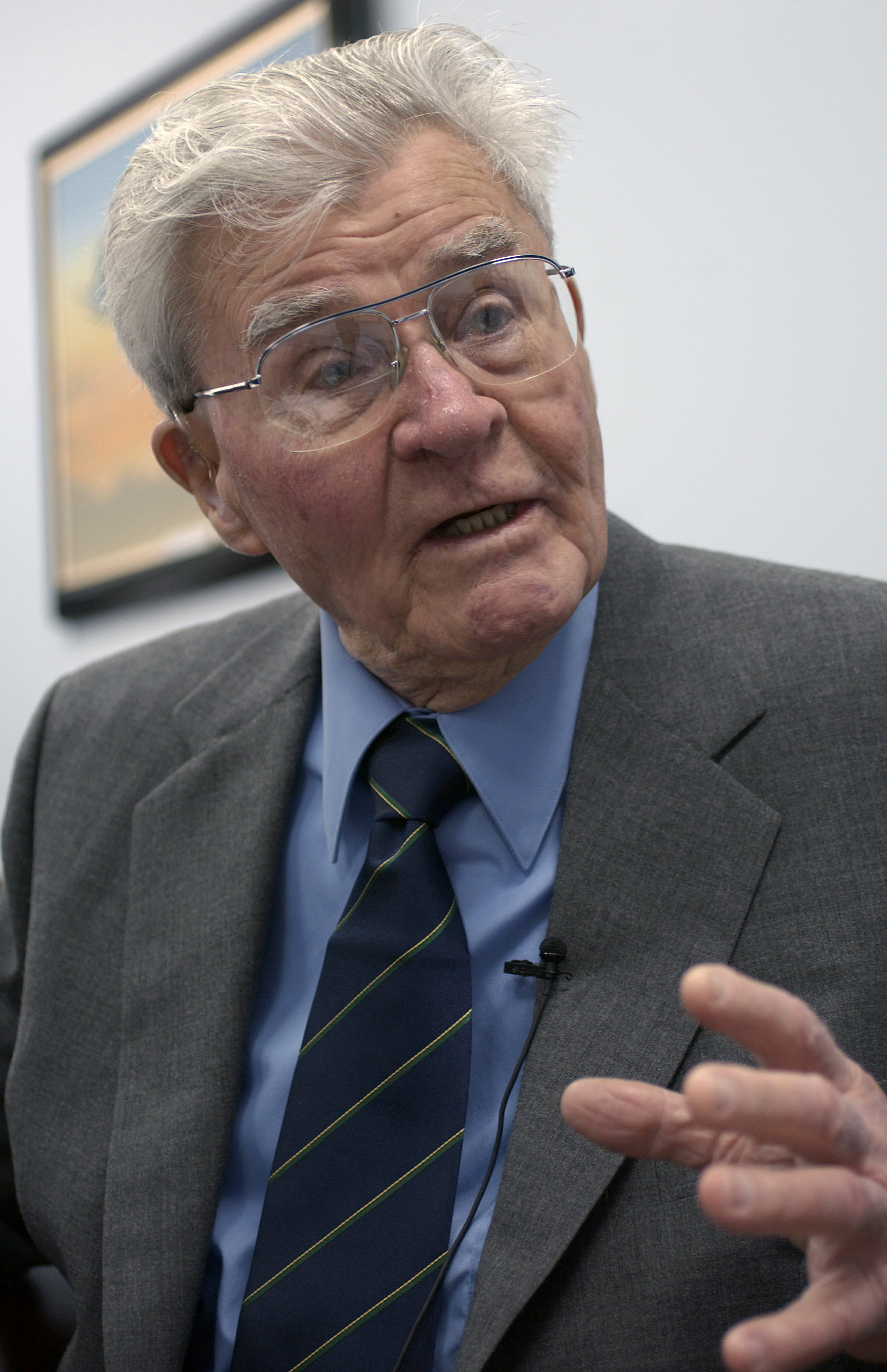
1. November: Paul Tibbets (2003)
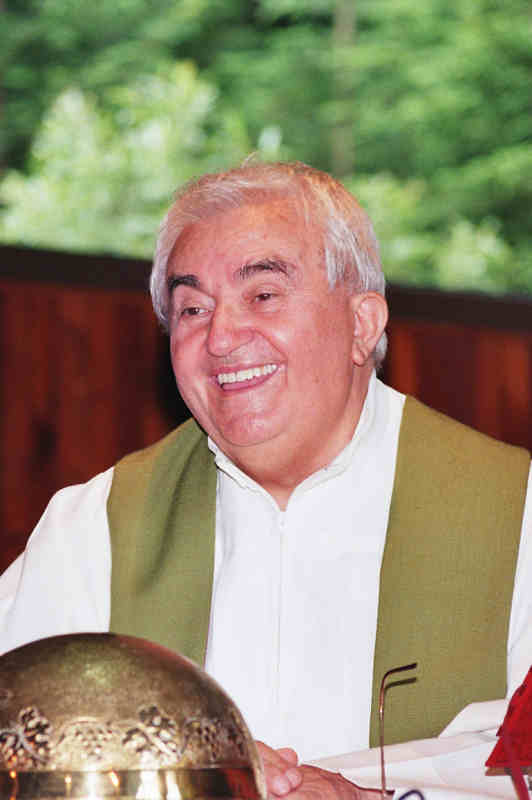
2. November: Oreste Benzi (2007)
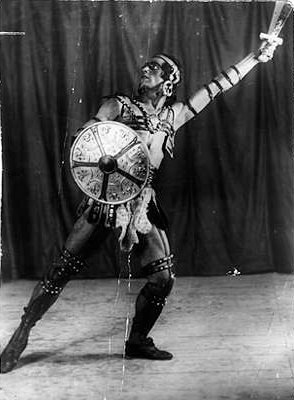
2. November: Igor Moissejew (1932)
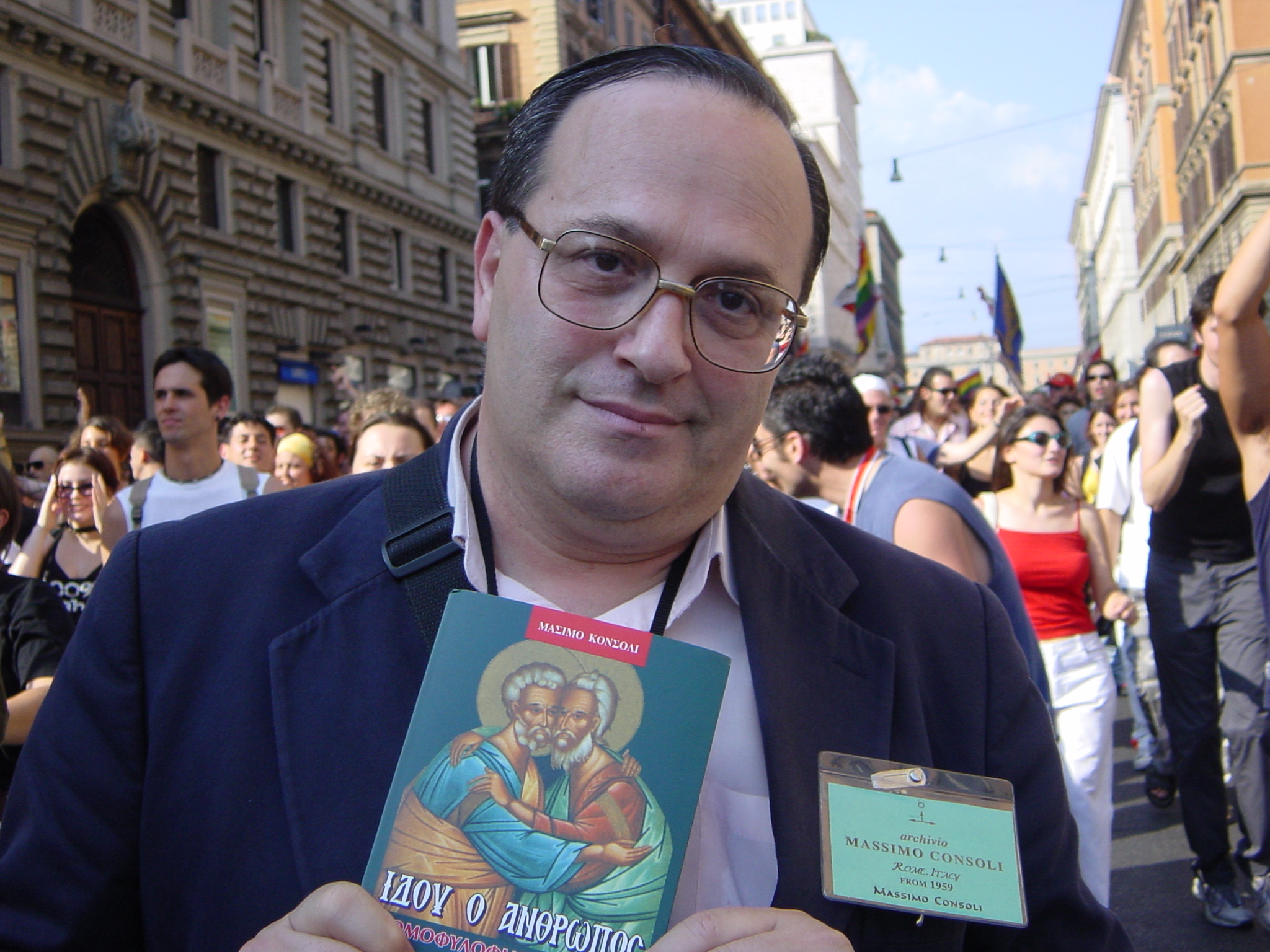
4. November: Massimo Consoli (2002)
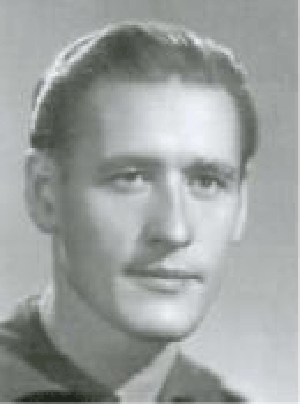
5. November: Nils Liedholm (1945)
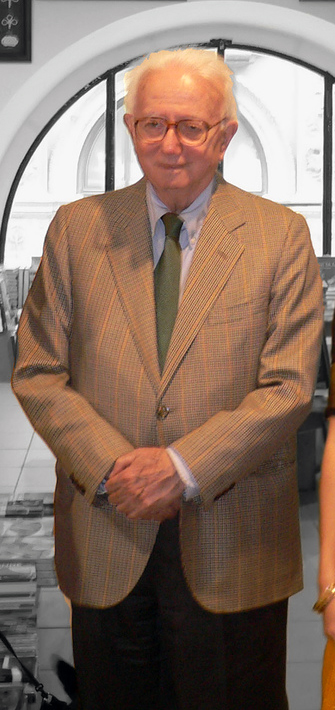
6. November: Enzo Biagi (2006)
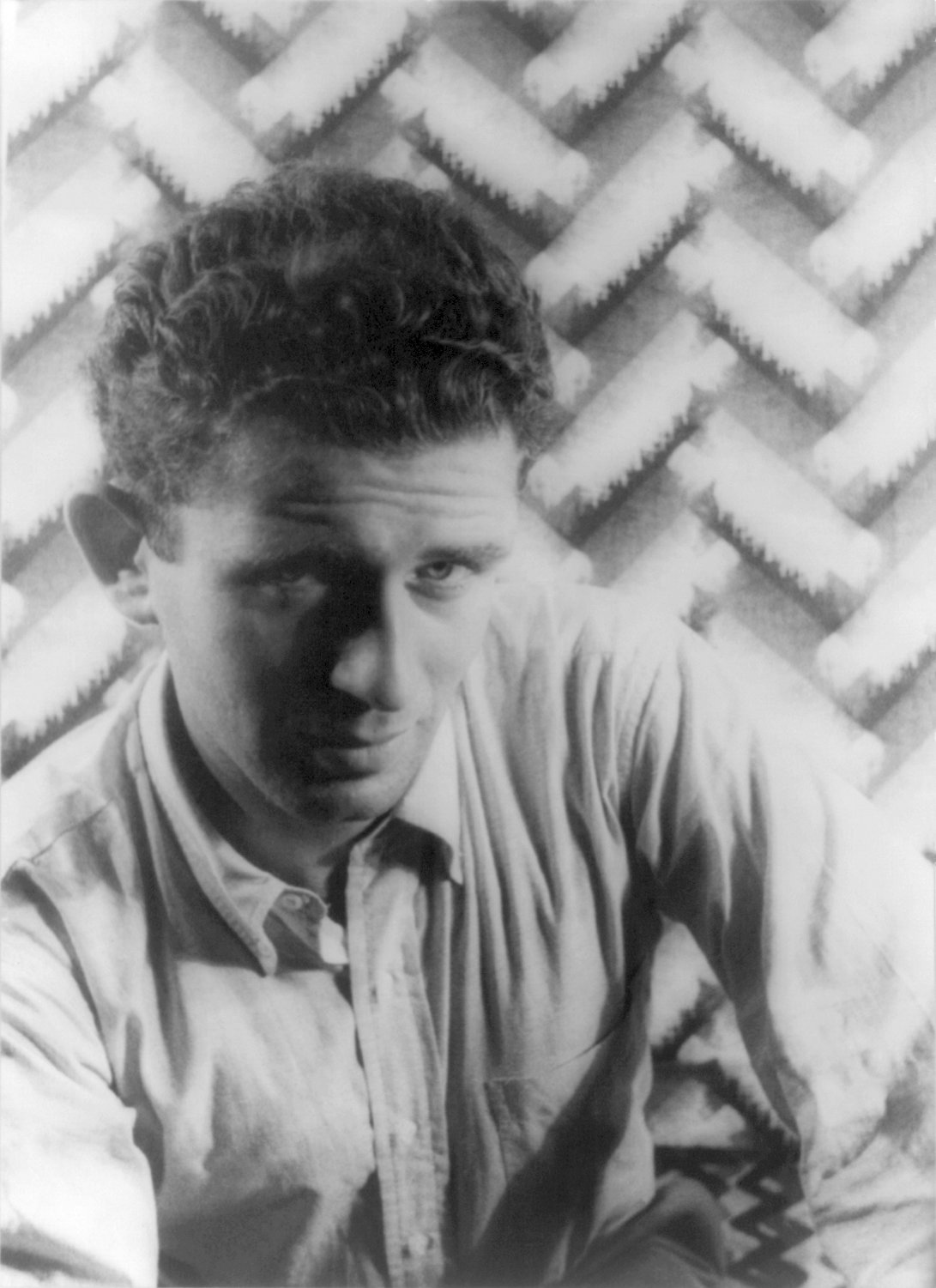
10. November: Norman Mailer (1948)
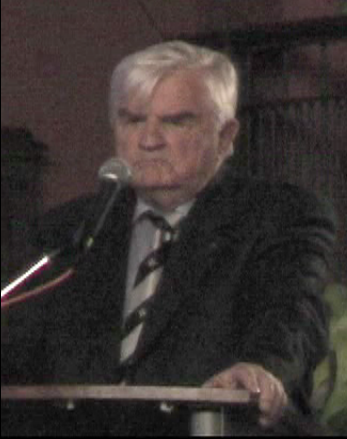
10. November: John H. Noble (2007)
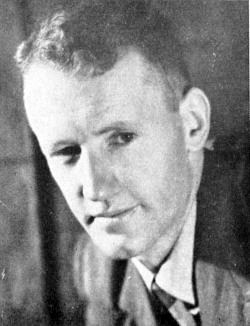
20. November: Ian Smith (1950er)
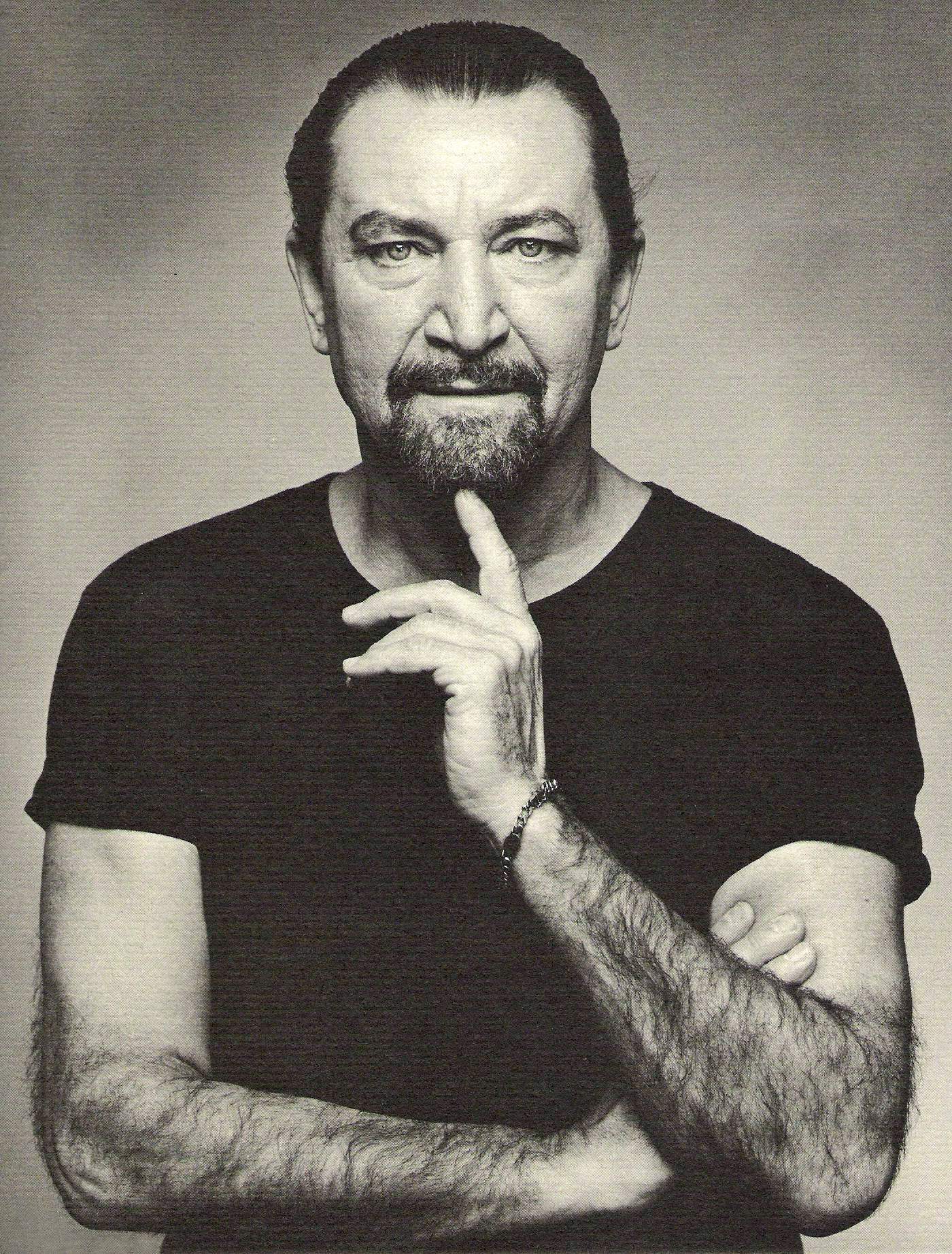
22. November: Maurice Béjart (1984)
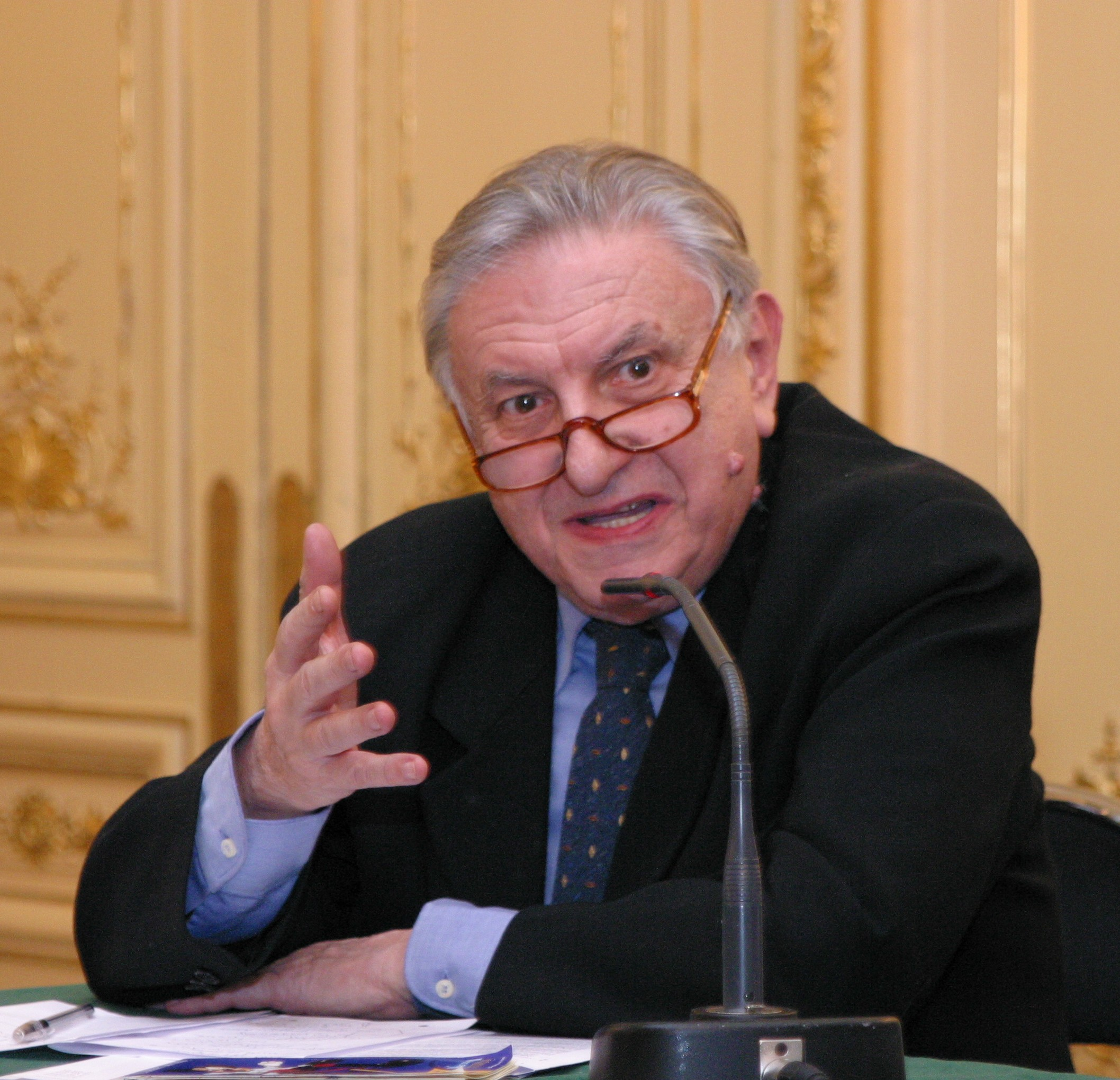
26. November: Pierre Miquel (2003)
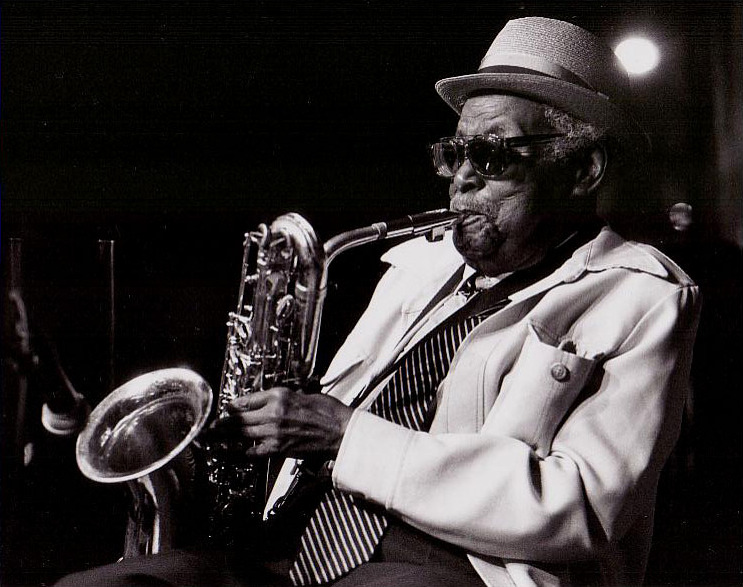
27. November: Cecil Payne (2005)
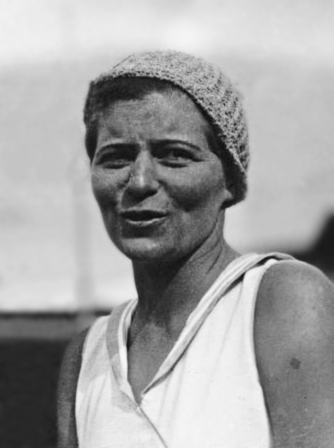
28. November: Elly Beinhorn (1932)
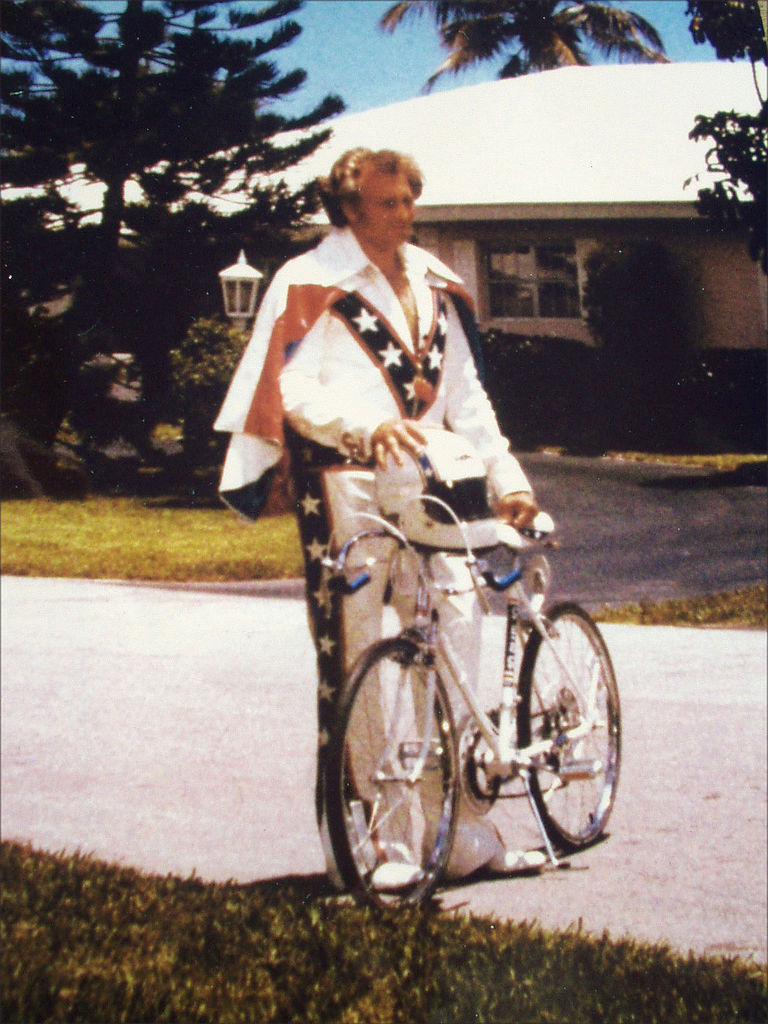
30. November: Evel Knievel (1970er)
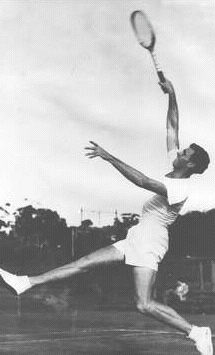
1. Dezember: Ken McGregor (1950er)
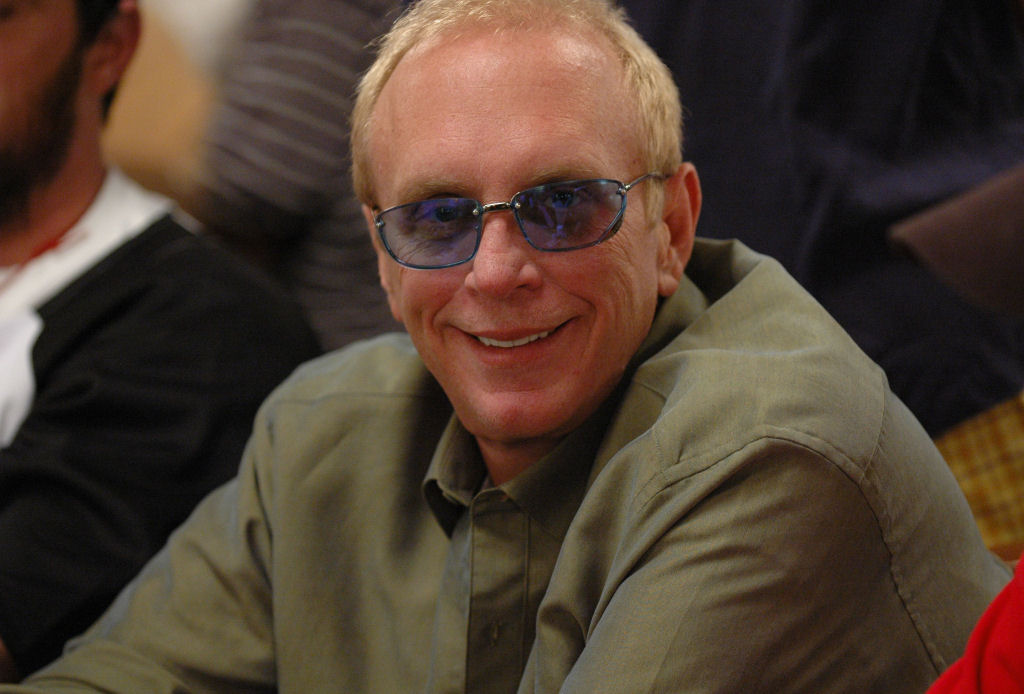
4. Dezember: David Reese (2005)
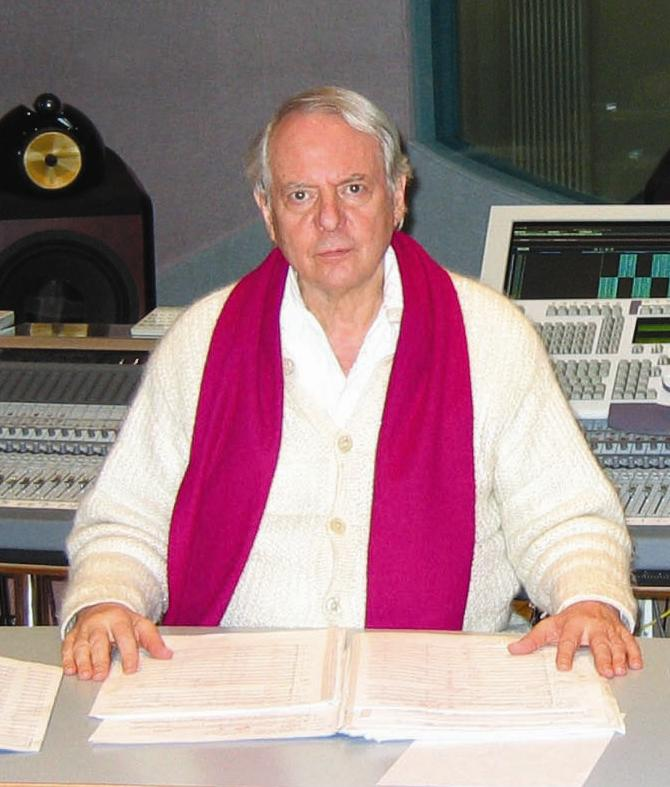
5. Dezember: Karlheinz Stockhausen (2004)
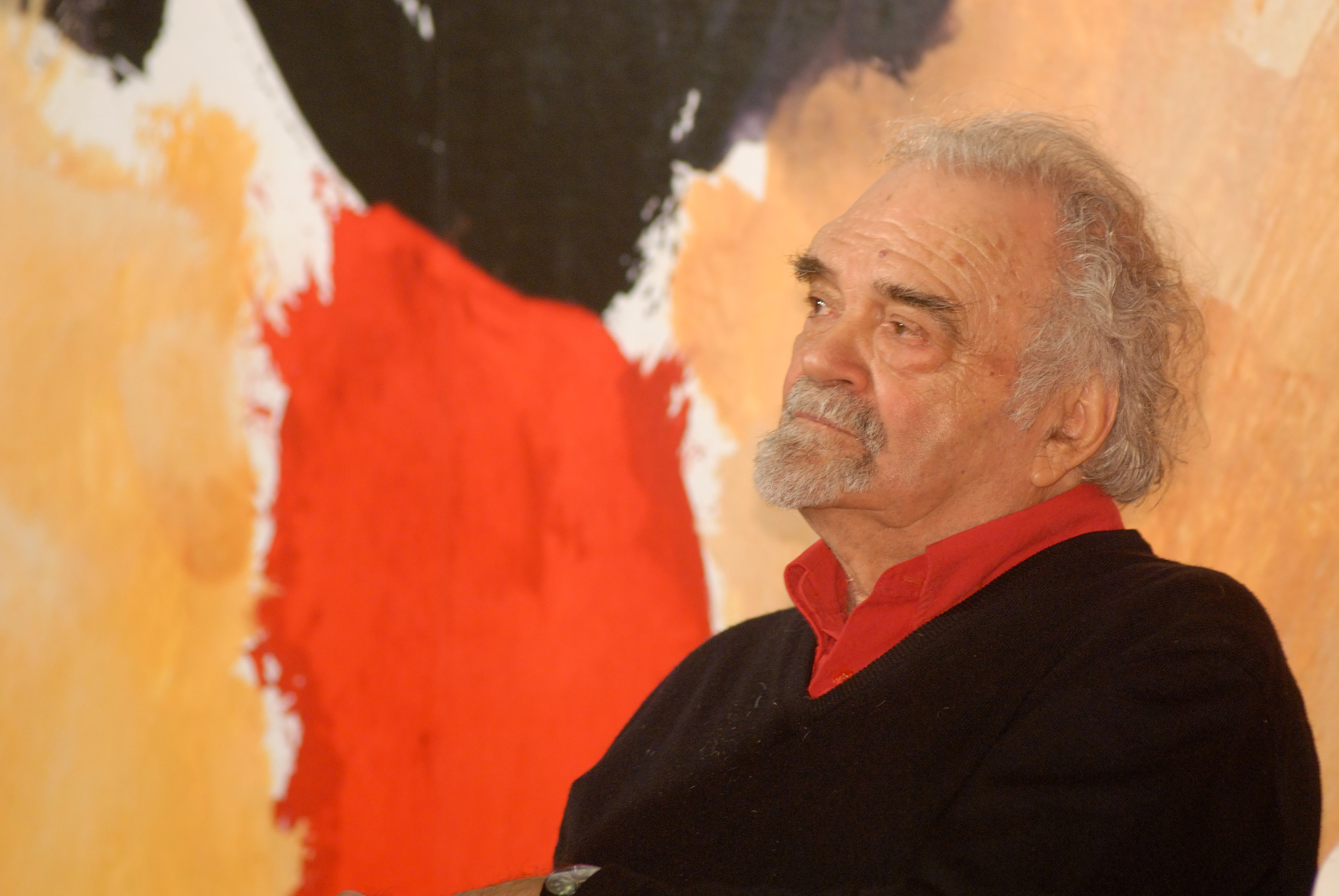
12. Dezember: Josep Guinovart (2007)
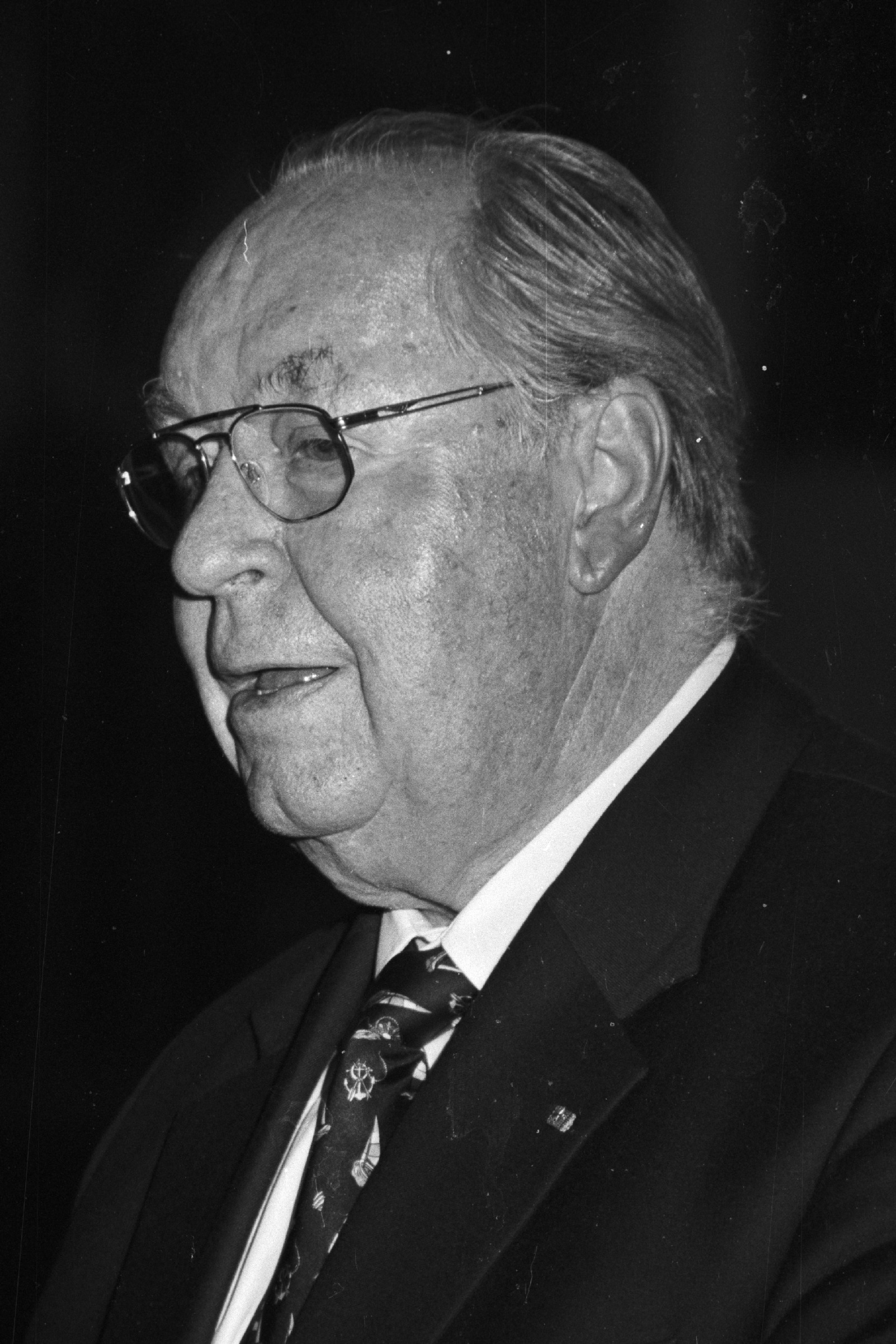
12. Dezember: Hans Hansen (2001)
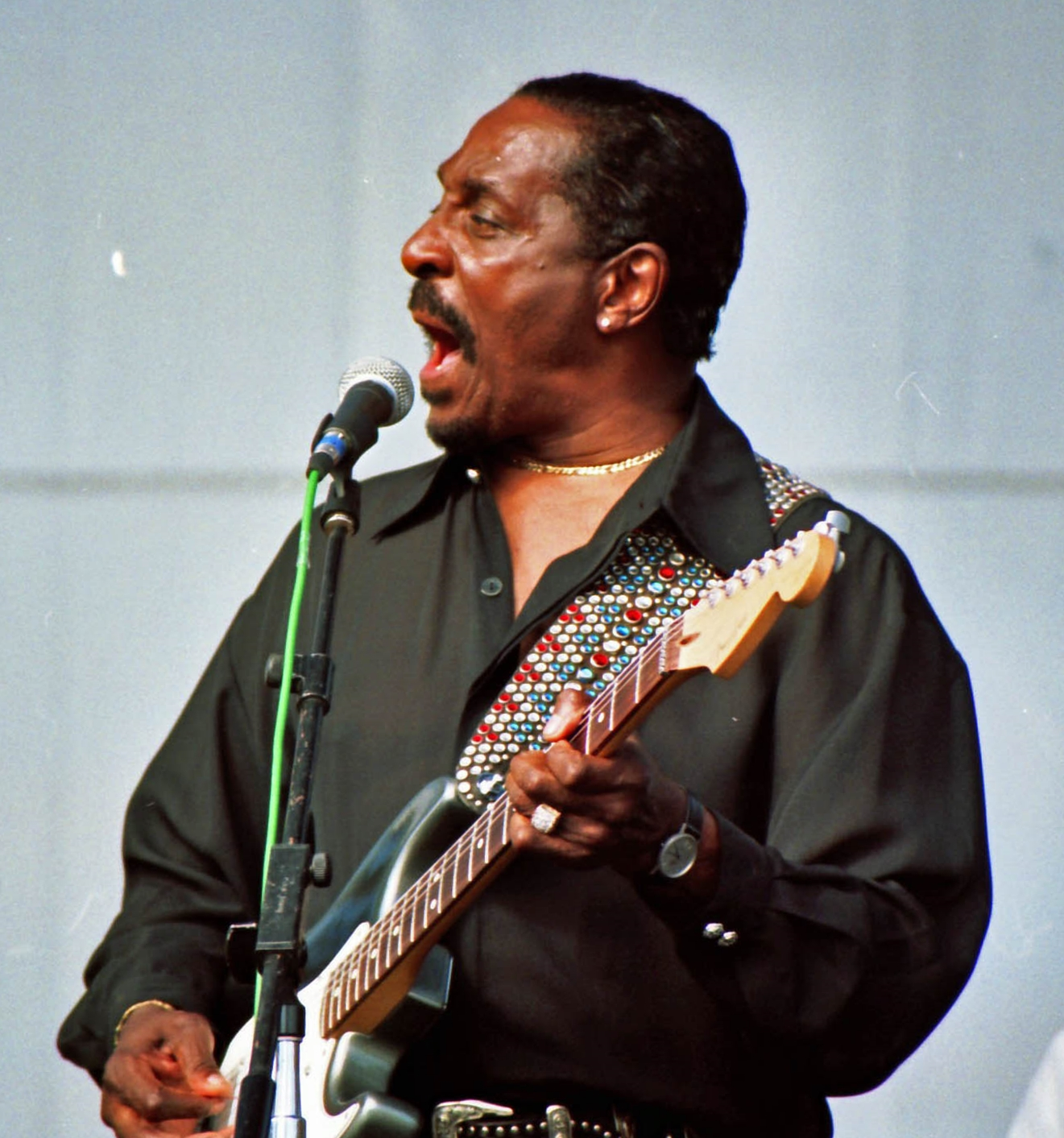
12. Dezember: Ike Turner (1997)
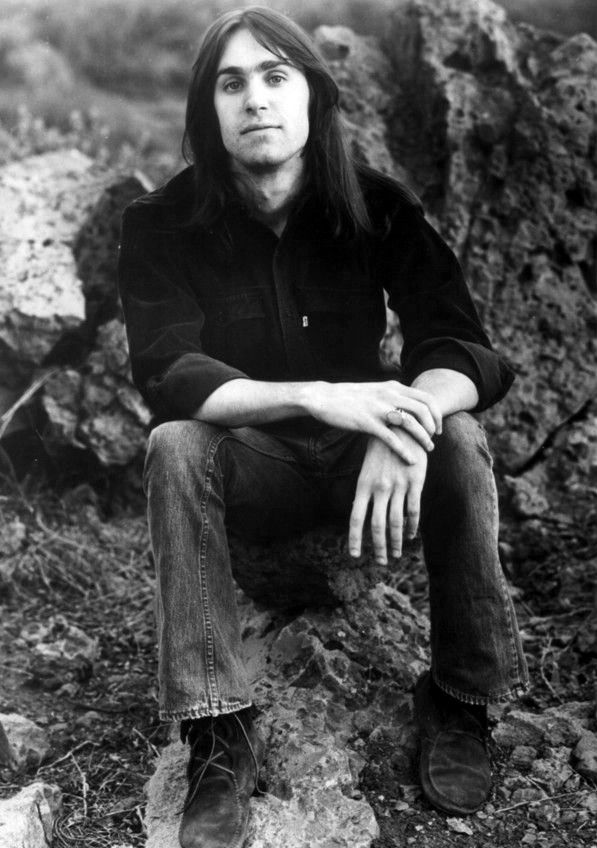
16. Dezember: Dan Fogelberg (1974)
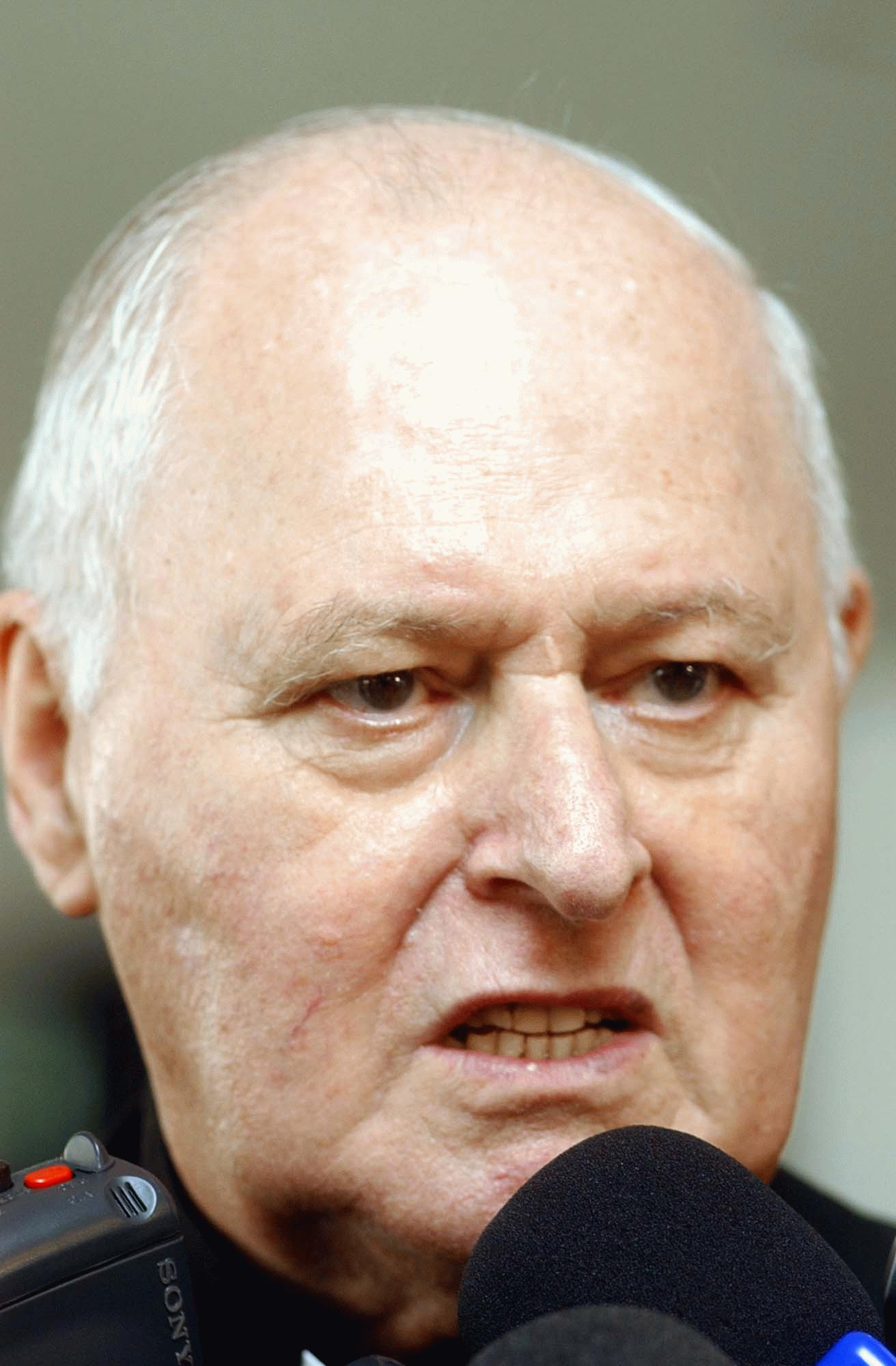
23. Dezember: Aloísio Lorscheider (2003)
23. Dezember: Oscar Peterson (1977)
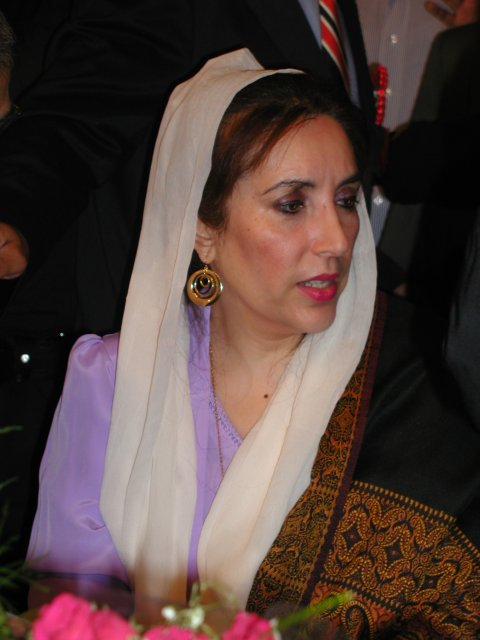
27. Dezember: Benazir Bhutto (2004)
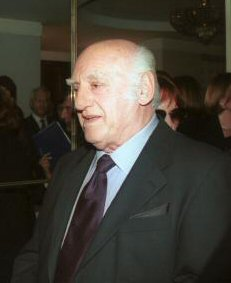
27. Dezember: Jerzy Kawalerowicz (2001)
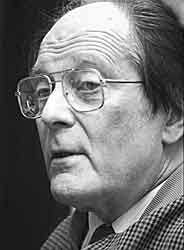
27. Dezember: Jaan Kross (1987)

## Wissenschaftspreise

### Nobelpreise
- Medizin oder Physiologie: Mario Capecchi, Martin Evans und Oliver Smithies „für ihre Entdeckung von Mechanismen zur Einführung spezieller Gen-Modifikationen in Mäusen durch den Einsatz embryonaler Stammzellen“.[42]
- Physik: Albert Fert und Peter Grünberg „für die Entdeckung des GMR-Effekts“.[43]
- Chemie: Gerhard Ertl „für seine Studien von chemischen Verfahren auf festen Oberflächen“.[44]
- Literatur: Doris Lessing, „[die] Epikerin weiblicher Erfahrung, die sich mit Skepsis, Leidenschaft und visionärer Kraft eine zersplitterte Zivilisation zur Prüfung vorgenommen hat“.[45]
- Frieden: Al Gore und der UN-Klimarat „für ihre Bemühungen zum Aufbau und der Verbreitung von mehr Wissen über den von Menschen verursachten Klimawandel“.[46]
- Alfred-Nobel-Gedächtnispreis für Wirtschaftswissenschaften: Leonid Hurwicz, Eric Maskin und Roger Myerson „für die Entwicklung der Grundlagen des ökonomischen Designs“.[47]

### Turing Award
- Edmund M. Clarke, E. Allen Emerson und Joseph Sifakis für die Entwicklung der von Clarke/Emerson und Sifakis unabhängig voneinander begründeten Modellprüfung zu einer effektiven, in Hard- und Softwareindustrie weitverbreiteten Verifizierungstechnik.